# 11. Juli
Der 11. Juli ist der 192. Tag des gregorianischen Kalenders (der 193. in Schaltjahren), somit bleiben noch 173 Tage bis zum Jahresende.

## Ereignisse

### Politik und Weltgeschehen
- 0212: Kaiser Caracalla verleiht mit der Verkündung der Constitutio Antoniniana allen freien Bewohnern des Römischen Imperiums das Bürgerrecht.
- 0911: Mit dem Vertrag von Saint-Clair-sur-Epte zwischen Frankreichs König Karl III. und Normannenführer Rollo entsteht die Normandie.

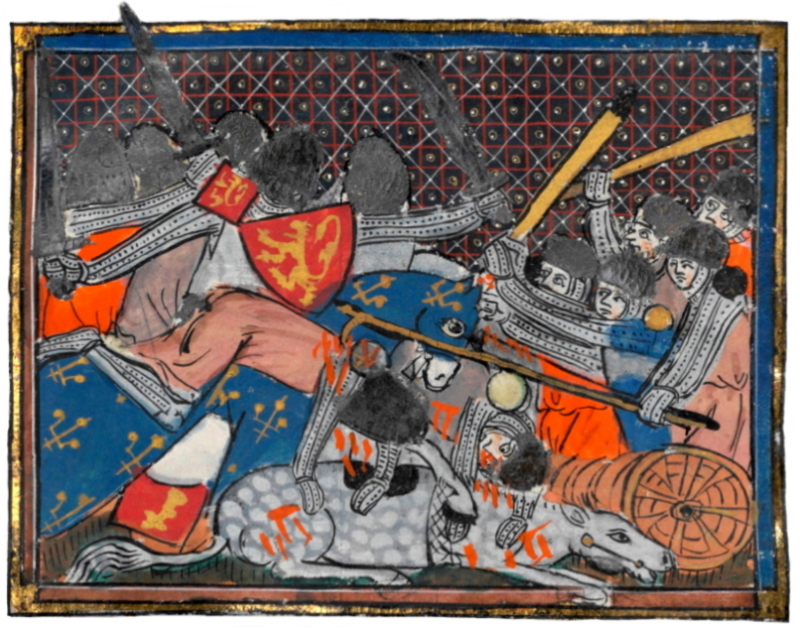
1302: Sporenschlacht

- 1302: In der Sporenschlacht bei Kortrijk besiegen die Einheiten der flandrischen Städte ein französisches Ritterheer.
- 1346: Karl IV. von Luxemburg wird in Rhens zum römisch-deutschen König gewählt. Er agiert zunächst als Gegenkönig zu Ludwig dem Bayern.
- 1366: Mit einem Friedensschluss zwischen den beiden Konfliktparteien wird die Falkensteiner Fehde beendet.
- 1427: Während des Dänisch-Holsteinisch-Hanseatischen Krieges besiegt eine dänisch-schwedische Flotte die von Tidemann Steen befehligte hanseatische Flotte in einer Seeschlacht im Öresund
- 1509: Der Tod seines Vaters Wilhelm II. von Hessen macht den minderjährigen Philipp den Großmütigen zum hessischen Landgrafen. Seine Mutter ringt in der Folge erbittert mit den Rittern des Landes um die vormundschaftliche Regentschaft. Schließlich erklärt Kaiser Maximilian I. Philipp im Jahr 1518 mit 13½ Jahren für volljährig.

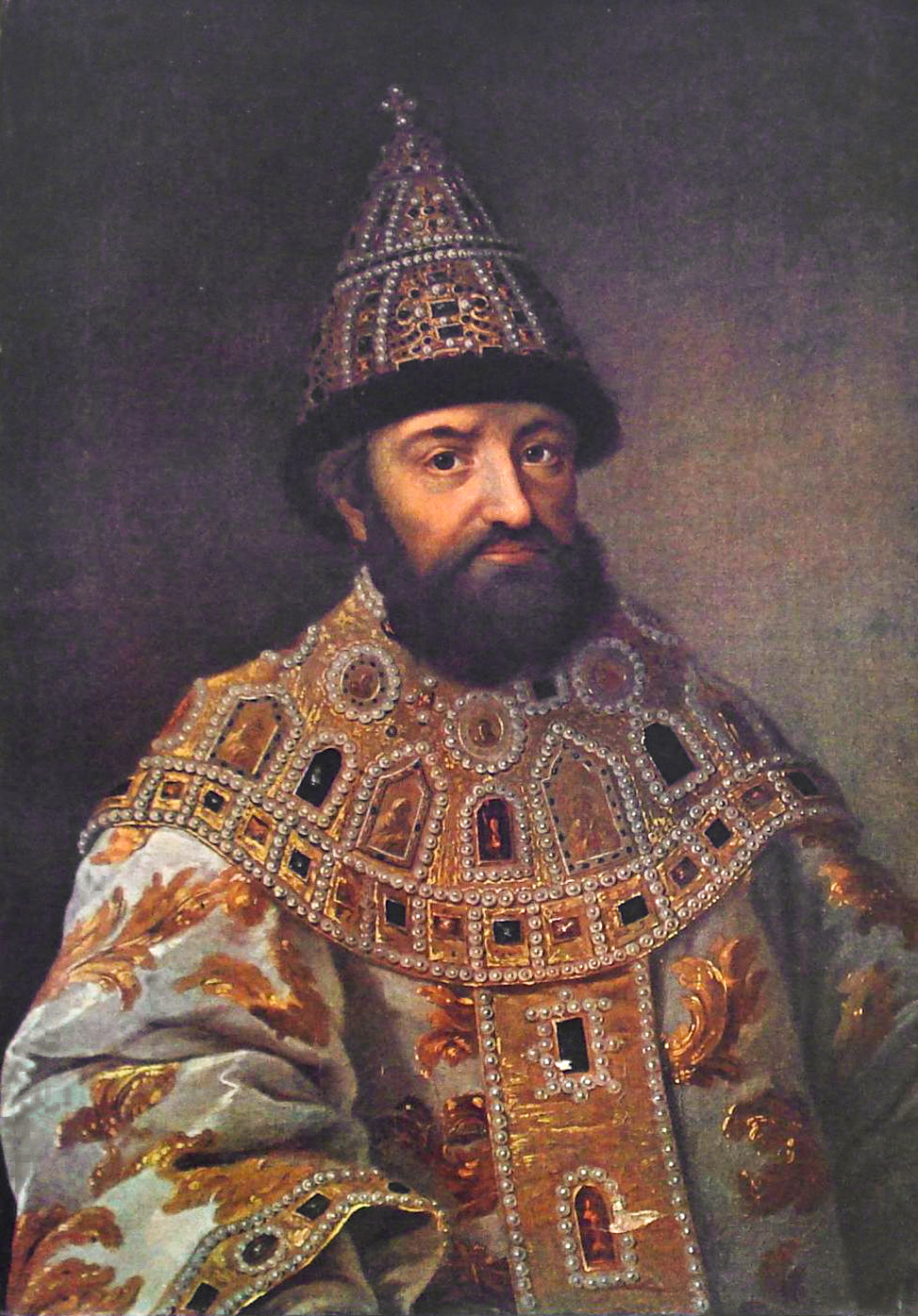
1613: Zar Michail I.

- 1613: Michail Fjodorowitsch Romanow wird zum russischen Zaren gekrönt. Er begründet die Herrscherdynastie Romanow.
- 1690: In der Schlacht am Boyne setzt sich der protestantische englische König Wilhelm III. mit seinen Truppen gegen den abgesetzten katholischen König Jakob II. und dessen Heer durch.
- 1708: Prinz Eugen von Savoyen und der Duke of Marlborough besiegen im Spanischen Erbfolgekrieg Frankreichs Heer in der Schlacht bei Oudenaarde.

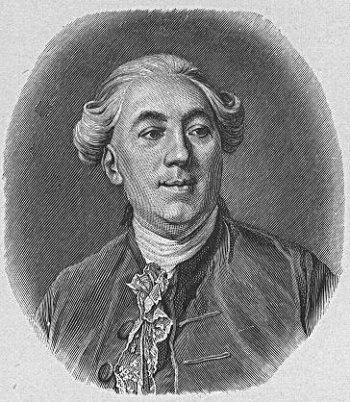
1789: Jacques Necker

- 1789: Im Vorfeld der Französischen Revolution wird Finanzminister Jacques Necker von König Ludwig XVI. entlassen. Dies trägt zum wachsenden Volkszorn bei, der sich am 14. Juli beim Sturm auf die Bastille entlädt.
- 1804: In einem Duell verwundet US-Vizepräsident Aaron Burr seinen politischen Rivalen, den früheren Finanzminister und US-Gründervater Alexander Hamilton, so schwer, dass dieser tags darauf stirbt.
- 1810: Im Südpazifik sichtet Frederick Hasselburg die subantarktische Macquarieinsel, die ab 1997 zum Weltnaturerbe gehören wird.
- 1859: Frankreich und Österreich schließen den Vorfrieden von Villafranca zur Beendigung des Sardinischen Krieges.
- 1861: In der Schlacht am Rich Mountain feiern die Unionstruppen General McClellans den zweiten Sieg im westlichen Virginia während des Amerikanischen Bürgerkriegs.

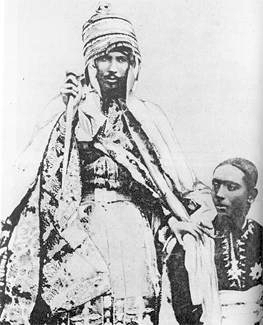
1871: Yohannes IV.

- 1871: In der Schlacht am Assam besiegt Dejazmach Kassa(i) Mercha seinen Schwiegervater, den regierenden äthiopischen Herrscher Tekle Giyorgis II., und lässt sich bald darauf als Yohannes IV. zum Kaiser krönen.
- 1882: Die britische Flotte bombardiert die ägyptische Hafenstadt Alexandria wegen an Ausländern verübter Exzesse im Zuge der Urabi-Bewegung.
- 1916: In der Schlacht um Verdun im Ersten Weltkrieg führen die deutschen Truppen einen letzten, erfolglosen Großangriff durch.
- 1918: Herzog Wilhelm II. von Urach wird vom Litauischen Landesrat als Mindaugas II. zum König von Litauen gewählt.
- 1920: Während ihrer Gegenoffensive im Polnisch-Sowjetischen Krieg erobert die Rote Armee Minsk. Am gleichen Tag stellt Großbritannien der Sowjetunion ein Ultimatum, mit denen es das Ende der Kämpfe gegen Polen und die Weiße Armee fordert.

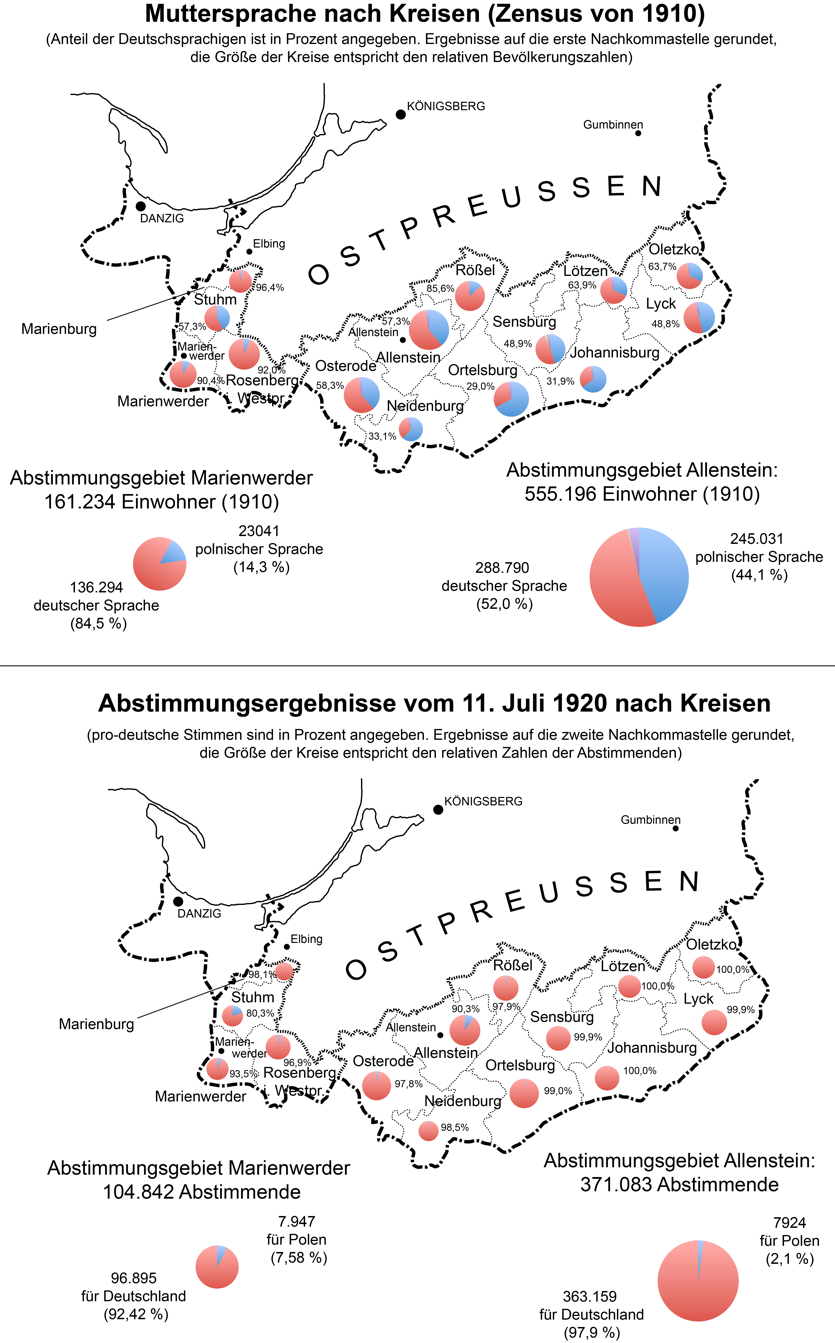
1920: Volksabstimmungen in Ostpreußen

- 1920: Im Abstimmungsgebiet Allenstein und Marienwerder finden Volksabstimmungen infolge des Versailler Vertrags über die Zugehörigkeit zu „Polen oder Ostpreußen“ statt.
- 1921: Die Äußere Mongolei erklärt mit Unterstützung Russlands ihre Unabhängigkeit von China. Die Innere Mongolei bleibt unter chinesischer Herrschaft.
- 1921: Der Irische Unabhängigkeitskrieg endet mit einem Waffenstillstand.
- 1933: Beim sächsischen Burghausen beginnen die Bauarbeiten am Elster-Saale-Kanal.

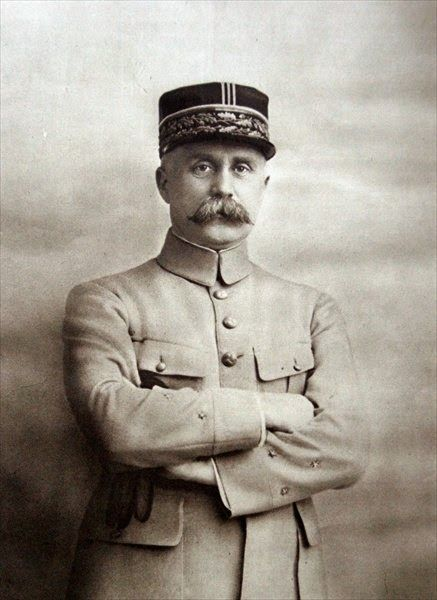
1940: Marschall Pétain

- 1940: Nachdem die Nationalversammlung der Dritten Französischen Republik am Vortag ein entsprechendes Ermächtigungsgesetz verabschiedet hat, verkündet Marschall Pétain die ersten drei der das Vichy-Regime schaffenden Verfassungsakte.
- 1945: In Berlin tritt die Alliierte Kommandantur zum ersten Mal zusammen. Sie übt die Kontrolle in der von den Siegermächten in vier Sektoren eingeteilten Stadt aus.

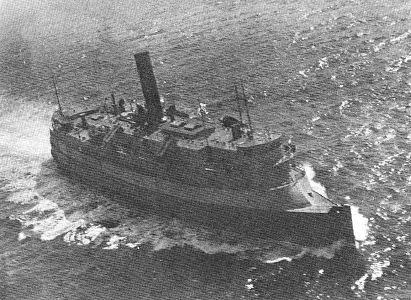
1947: Exodus

- 1947: Die Exodus läuft aus dem Hafen von Sète mit Ziel Palästina aus. Das Schicksal ihrer Passagiere wird die internationale Meinung zugunsten der Gründung des Staates Israel maßgeblich beeinflussen.
- 1950: Die am 6. Juni beschlossene und am 18. Juni per Volksentscheid gebilligte Verfassung für das Land Nordrhein-Westfalen tritt in Kraft.
- 1954: Das Parlament Paraguays wählt nach seinem Putsch gegen Federico Chaves per Akklamation General Alfredo Stroessner als einzigen Kandidaten zum künftigen Präsidenten des Landes.
- 1960: In den „Kongo-Wirren“ erklärt Moïse Tschombé die Unabhängigkeit Katangas von der kurz zuvor unabhängig gewordenen vormaligen belgischen Kolonie. Die völkerrechtliche Anerkennung dieser Sezession bleibt aus.
- 1963: Bei einer Razzia auf der Liliesleaf Farm im Johannesburger Township Rivonia (Südafrika) werden viele führende Mitglieder des African National Congress, unter ihnen Nelson Mandela, festgenommen.
- 1985: In Athen stirbt Österreichs Botschafter Herbert Amry, der kurz zuvor österreichische Regierungsmitglieder über illegale Waffengeschäfte der VOEST informiert hatte, unter ungeklärten Umständen.
- 1987: Laut den Vereinten Nationen überschreitet die Weltbevölkerung die 5.000.000.000-Marke.
- 1995: Bosnisch-serbische Truppen unter Ratko Mladić nehmen im Bosnienkrieg das zur UN-Schutzzone erklärte Srebrenica ein. In der Folge kommt es zum Massaker von Srebrenica, dem schwersten Kriegsverbrechen in Europa seit Ende des Zweiten Weltkriegs.
- 2002: Das verschärfte Gesetz über die Zuwanderung von Nicht-EU-Bürgern wird in Italien verabschiedet.
- 2006: Bei Bombenanschlägen in der indischen Stadt Mumbai kommen nach offiziellen Angaben 207 Menschen ums Leben.

### Wirtschaft
- 1848: In London wird der Bahnhof Waterloo in Betrieb genommen.

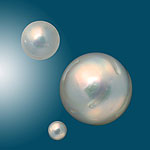
1893: Züchtung von Perlen

- 1893: Der Japaner Kokichi Mikimoto züchtet erfolgreich die erste Zuchtperle.
- 1899: Neun Personen, darunter Giovanni Agnelli senior, gründen in Turin den Automobilkonzern Fiat.
- 1971: In Chile werden nach einer Verfassungsänderung die Kupferminen entschädigungslos verstaatlicht. Das Erfüllen der Wahlkampfaussagen Salvador Allendes führt zum außenpolitischen Konflikt mit den Vereinigten Staaten. Aktionäre aus den USA halten unter anderem Anteile an der weltgrößten Kupfermine in Chuquicamata.

### Wissenschaft und Technik
- 1696: Kurfürst Friedrich III. von Brandenburg ruft die Academie der Mahler-, Bildhauer- und Architecten-Kunst ins Leben, die heutige Akademie der Künste.
- 1801: Der französische Astronom Jean-Louis Pons entdeckt seinen ersten Kometen, dem im Laufe seines Lebens weitere 36 Entdeckungen folgen werden.

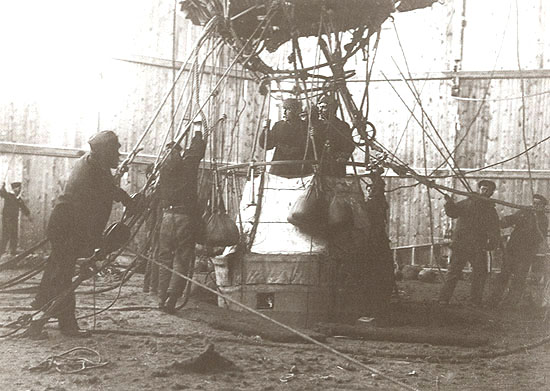
1897: Ballonbesatzung und Bodenpersonal vor dem Start

- 1897: Der schwedische Polarforscher Salomon August Andrée startet von Spitzbergen mit seinen beiden Kollegen Nils Strindberg und Knut Frænkel in einem Gasballon zum Nordpol. Ihr Unternehmen endet Wochen später tödlich.
- 1916: Bertrand Russell wird wegen seines Pazifismus von der University of Cambridge suspendiert.
- 1934: Bei Flugversuchen kann der deutsche Oberingenieur und Erfinder Engelbert Zaschka mit seinem Muskelkraft-Flugzeug in Berlin-Tempelhof ohne fremde Starthilfe Schwebeflüge von 20 Meter Länge erreichen.

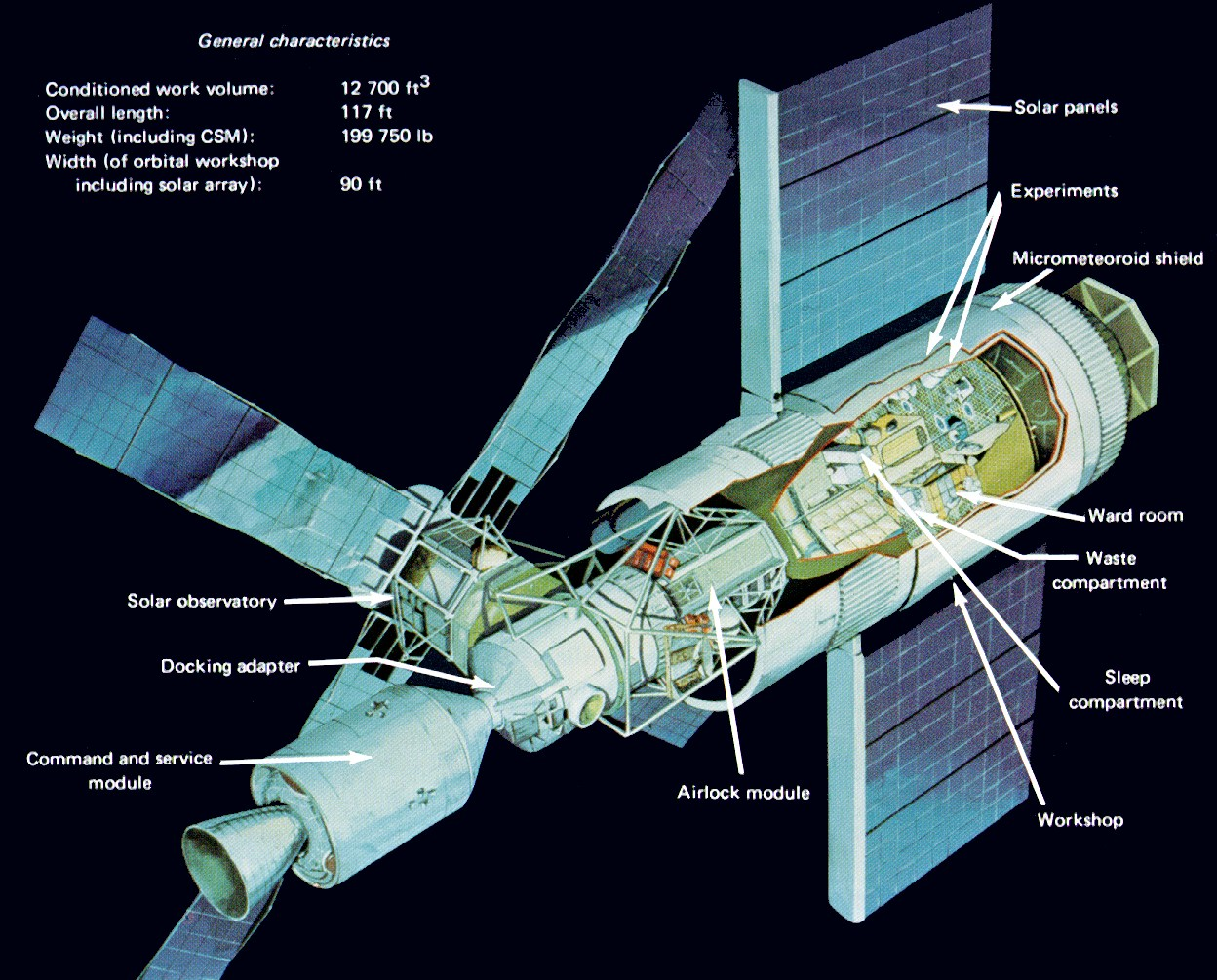
1979: Der Aufbau von Skylab

- 1979: Die Raumstation Skylab verglüht in der Erdatmosphäre.

### Kultur
- 1786: Am K. u. K. Nationaltheater in Wien wird die komische Oper Doktor und Apotheker von Carl Ditters von Dittersdorf uraufgeführt.
- 1922: Das Hollywood Bowl, eines der größten natürlichen Amphitheater der Welt, wird eröffnet.
- 1906: Am Big Moose Lake (New York) kommt es zum Mord an Grace Brown, den der Autor Theodore Dreiser wenige Jahre später in seinem Roman Eine amerikanische Tragödie verarbeitete. Dieser wurde wiederum mehrfach verfilmt und für die Bühne inszeniert.
- 1960: In den Vereinigten Staaten erscheint To Kill a Mockingbird (deutscher Titel: Wer die Nachtigall stört), Harper Lees zwei Jahre darauf verfilmter Debütroman.

### Religion
- 1276: Weil viele Kardinäle im Konklave von der Sommerhitze erschöpft sind, einigen sie sich schließlich auf Ottobono Fieschi, der sich für den Papstnamen Hadrian V. entscheidet. Einen Monat später stirbt der noch nicht inthronisierte Papst am Hitzetod.

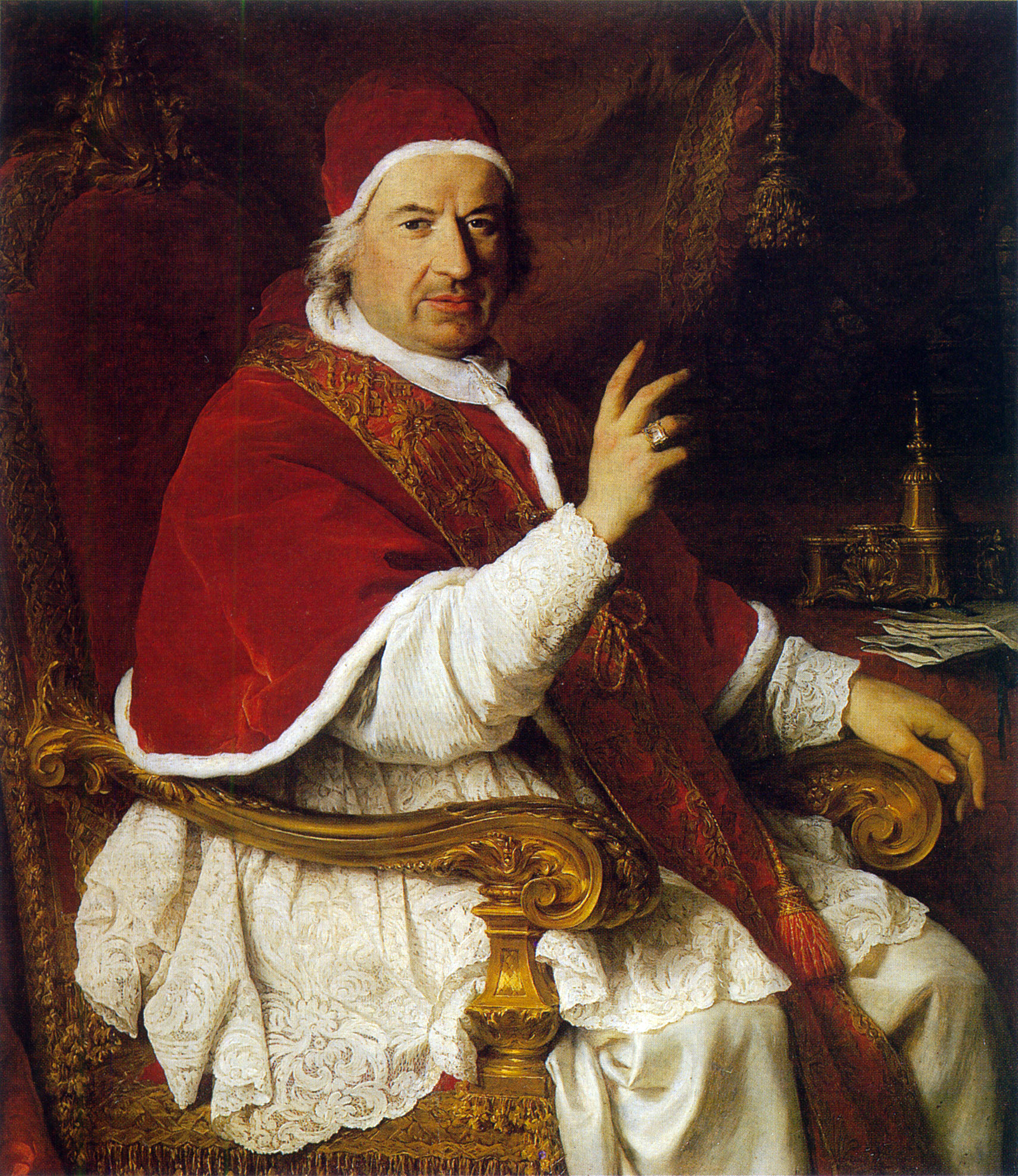
1742: Benedikt XIV.

- 1742: In der päpstlichen Bulle Ex quo singulari behandelt Papst Benedikt XIV. die jesuitische Missionspraxis in China und Indien. Die Akkommodation einheimischer Riten wird von ihm verboten. Missionare müssen sich durch Ablegen eines Eides verpflichten, allein katholische Riten zu praktizieren.

### Katastrophen
- 1502: Bei einem Hurrikan über der spanischen Kolonie Hispaniola kommen rund 500 Menschen ums Leben.
- 1973: Auf dem VARIG-Flug 820 erstickten 122 Insassen durch ein Feuer an Bord der in Rio de Janeiro gestarteten Boeing 707.  Bei der Außenlandung 5 km vor dem Zielflughafen Paris-Orly kommt zusätzlich noch ein weiteres Besatzungsmitglied ums Leben.
- 1978: Durch die Explosion eines mit Propylengas beladenen Tanklastzuges in Höhe des katalanischen Campingplatzes Los Alfaques bei Sant Carles sterben über 200 Menschen.
- 1991: Auf dem Nigeria-Airways-Flug 2120 stürzt eine gecharterte Douglas DC-8 der Nationair Canada mit islamischen Pilgern auf dem Rückweg nach Nigeria kurz nach dem Start in Dschidda, Saudi-Arabien, ab. Alle 261 Menschen an Bord sterben. Ursache sind beim Start in Brand geratene Reifen.

Kleinere Unglücksfälle sind in den Unterartikeln von Katastrophe und in der Liste von Katastrophen aufgeführt.

### Sport
- 1861: Der Deutsche Schützenbund wird in Gotha gegründet.
- 1869: Auf der Galopprennbahn Hamburg-Horn findet erstmals das Deutsche Derby statt.
- 1926: Rudolf Caracciola siegt beim ersten Großen Preis von Deutschland auf der Berliner AVUS.
- 1931: Das Praterstadion (heute Ernst-Happel-Stadion) in Wien wird eröffnet.
- 1945: Renato Casalbore gründet die italienische Sportzeitung Tuttosport.
- 1946: Die Internationale Handballföderation wird ins Leben gerufen.

1966: Logo der Fußball-WM

- 1966: Die Fußball-Weltmeisterschaft 1966 in England beginnt. Im Eröffnungsspiel trennen sich Gastgeber England und Uruguay 0:0.
- 1972: Die erste Partie der Schachweltmeisterschaft 1972 zwischen Boris Spasski und Bobby Fischer wird ausgetragen. Aufgrund der Aufsehen erregenden Konstellation gilt der Zweikampf als „Match des Jahrhunderts“.
- 1980: In Kitzbühel wird der Österreichische Curling Verband gegründet.
- 1998: Überschattet von der Dopingaffäre um das Team Festina beginnt in Dublin die 85. Tour de France.
- 2010: Durch einen Treffer von Andrés Iniesta gewinnt die Auswahl Spaniens das Finale der Fußball-Weltmeisterschaft 2010 in Südafrika gegen die Niederlande.

Einträge von Leichtathletik-Weltrekorden befinden sich unter der jeweiligen Disziplin unter Leichtathletik.
Einträge zu Fußballweltmeisterschaftsspielen finden sich in den Unterseiten von Fußball-Weltmeisterschaft. Das Gleiche gilt für Fußball-Europameisterschaften.

## Geboren

### Vor dem 18. Jahrhundert

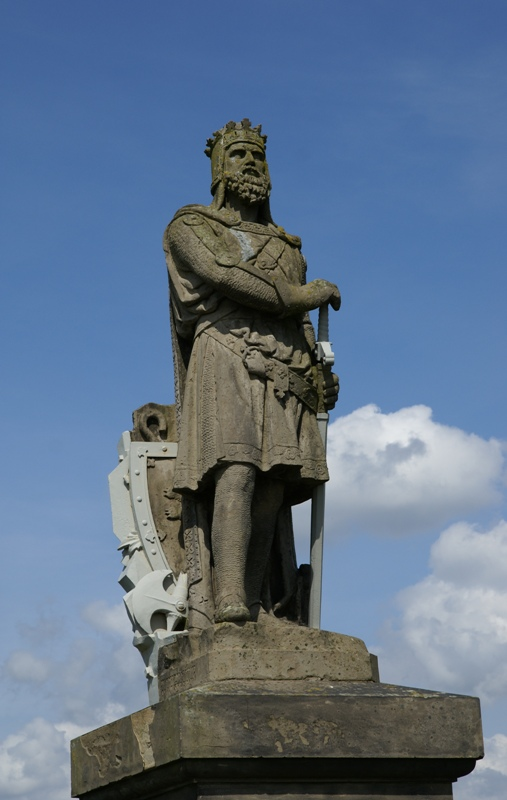
Robert I., König von Schottland (* 1274)
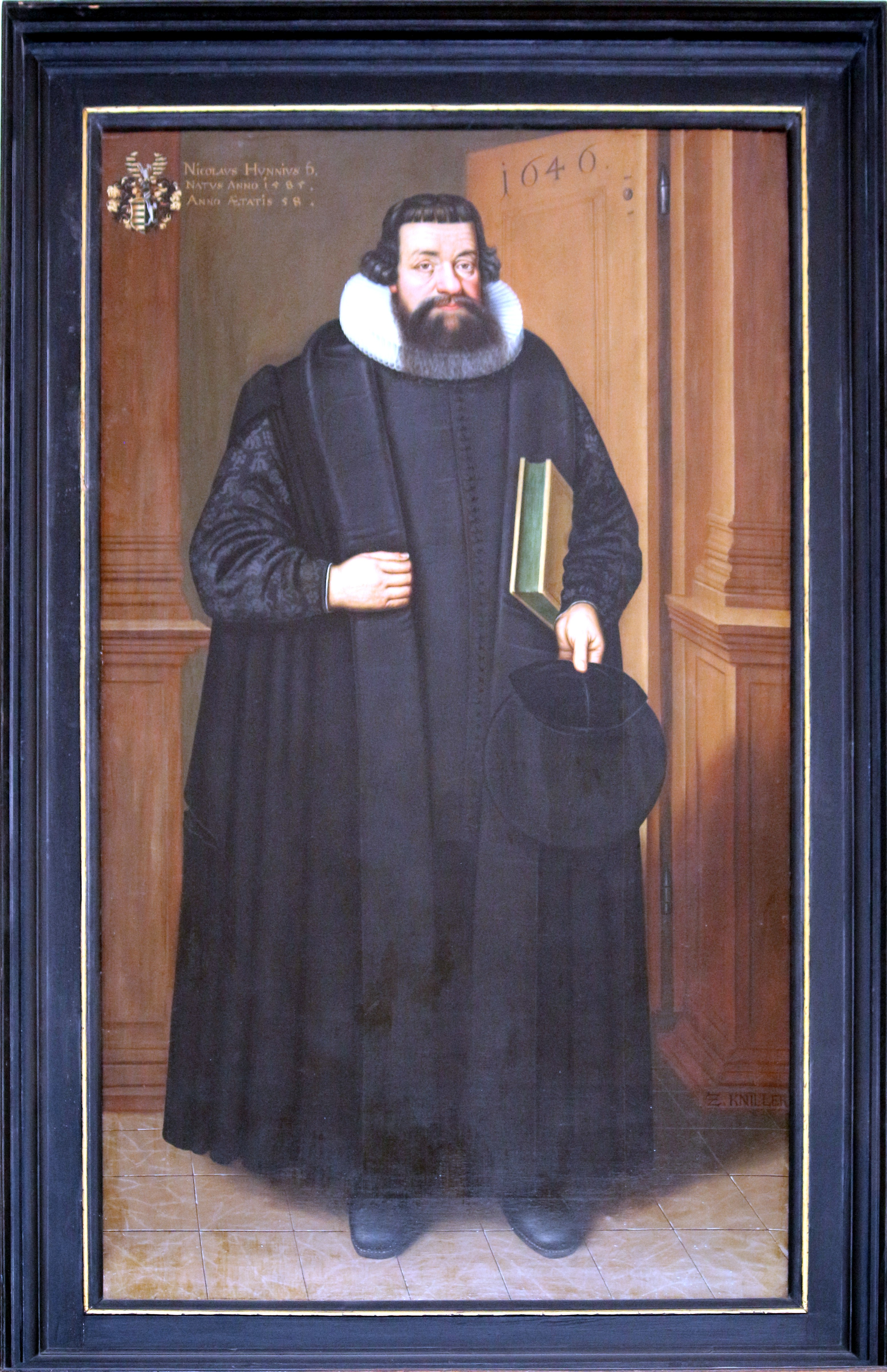
Nikolaus Hunnius (* 1585)
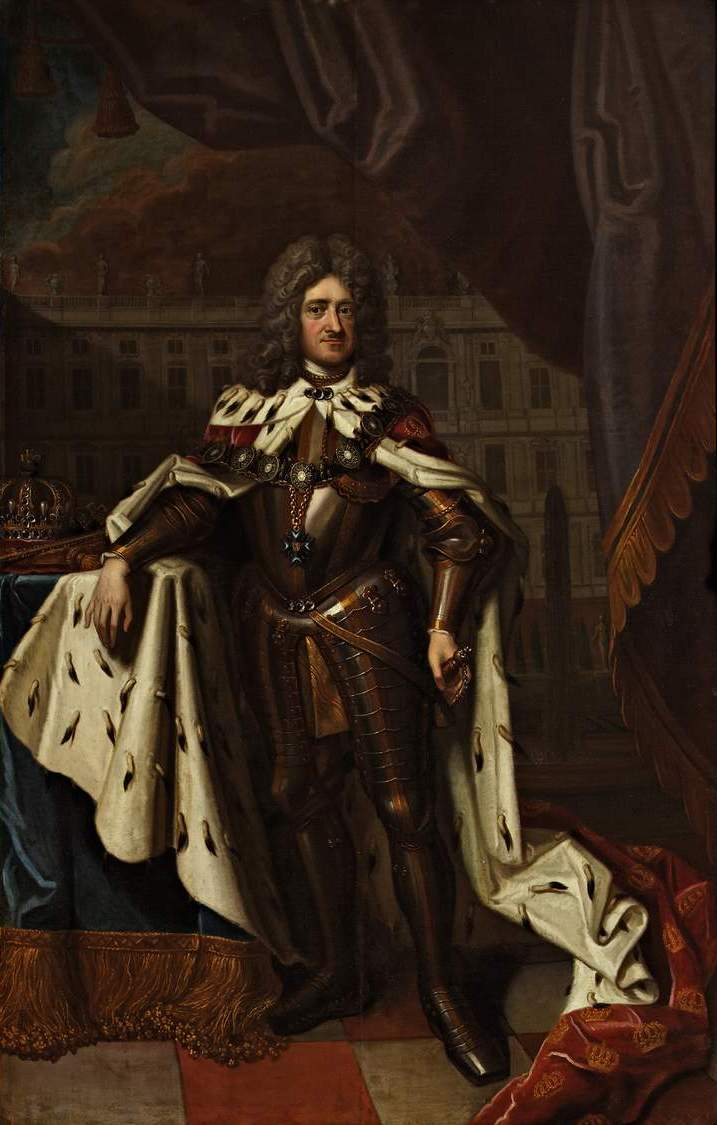
Friedrich I., König in Preußen (* 1657)
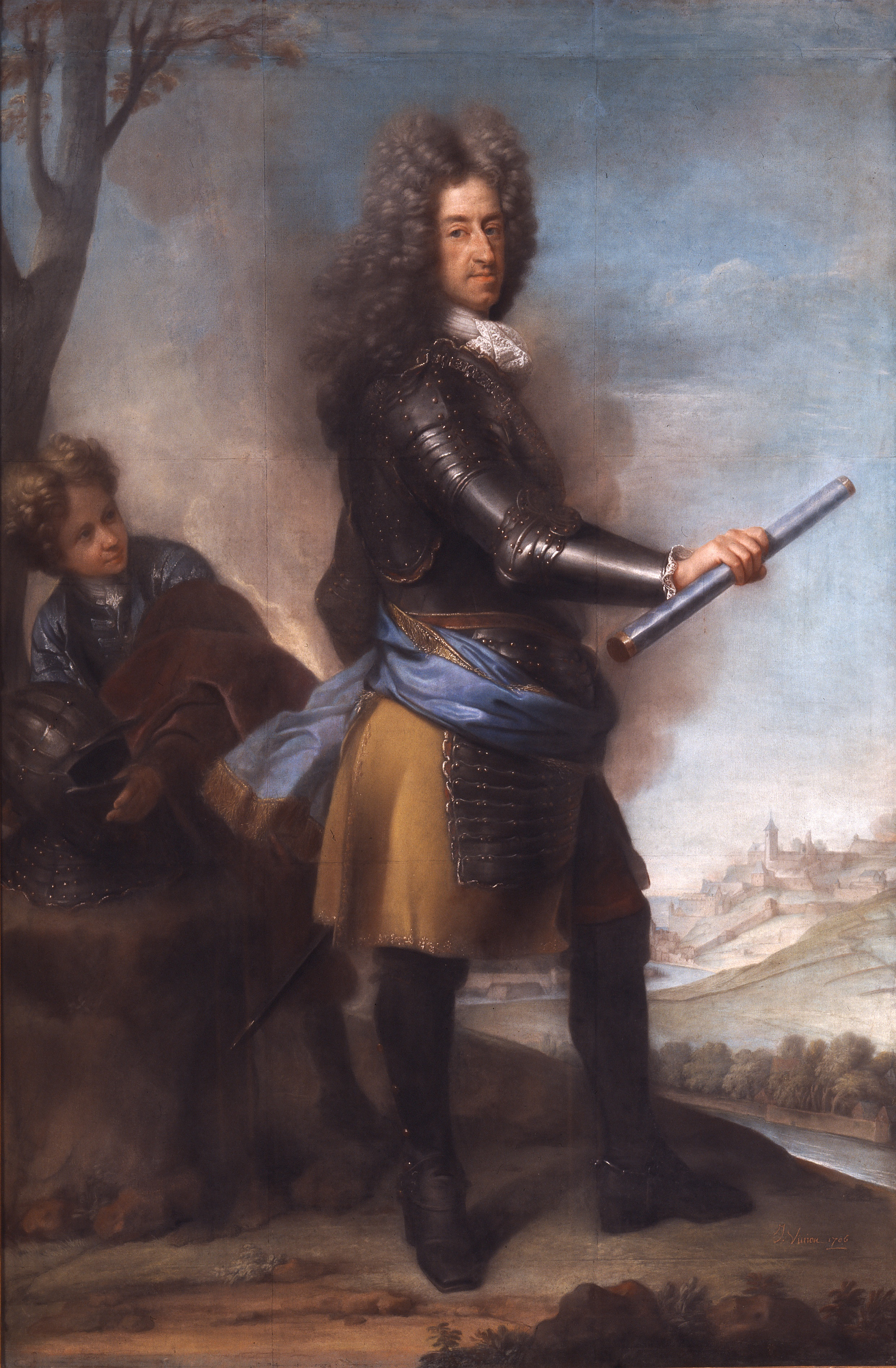
Maximilian II. Emanuel, Kurfürst von Bayern (* 1662)

- 0154: Bardesanes, syrischer Gnostiker
- 1274: Robert I., König von Schottland
- 1406: Wilhelm, Markgraf von Hachberg-Sausenberg, Landvogt im Sundgau, im Elsass und im Breisgau
- 1458: Kaspar, Pfalzgraf und Herzog von Pfalz-Zweibrücken
- 1540: Adolf von Nassau, Bruder von Wilhelm I. von Oranien
- 1560: Charles III. de Croÿ, Statthalter in den Spanischen Niederlanden
- 1561: Luis de Góngora, spanischer Lyriker und Dramatiker
- 1585: Nikolaus Hunnius, deutscher lutherischer Theologe
- 1593: Konrad Carpzov, deutscher Rechtswissenschaftler und Staatsmann
- 1628: Tokugawa Mitsukuni, Fürst von Mito, japanischer Historiker und Philosoph
- 1635: Gottfried Wilhelm Sacer, deutscher Dichter, Satiriker und Poetiker
- 1657: Friedrich I., König in Preußen
- 1661: Karl von Lothringen-Commercy, kaiserlicher Feldmarschall
- 1662: Maximilian II. Emanuel, Kurfürst von Bayern
- 1663: James Ogilvy, 4. Earl of Findlater, schottischer Politiker und Lordkanzler von Schottland
- 1675: Carlo Ricciotti, italienischer Violinist, Komponist und Operndirektor
- 1683: Caspar Neumann, deutscher Chemiker und Apotheker
- 1694: Charles-Antoine Coypel, französischer Historienmaler und Dramatiker
- 1697: Jean-Baptiste Bourguignon d’Anville, französischer Geograf und Kartograf

### 18. Jahrhundert

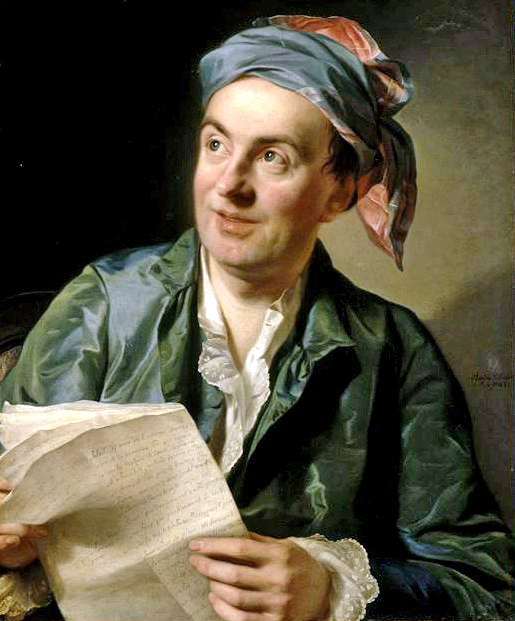
Jean-François Marmontel (* 1723)
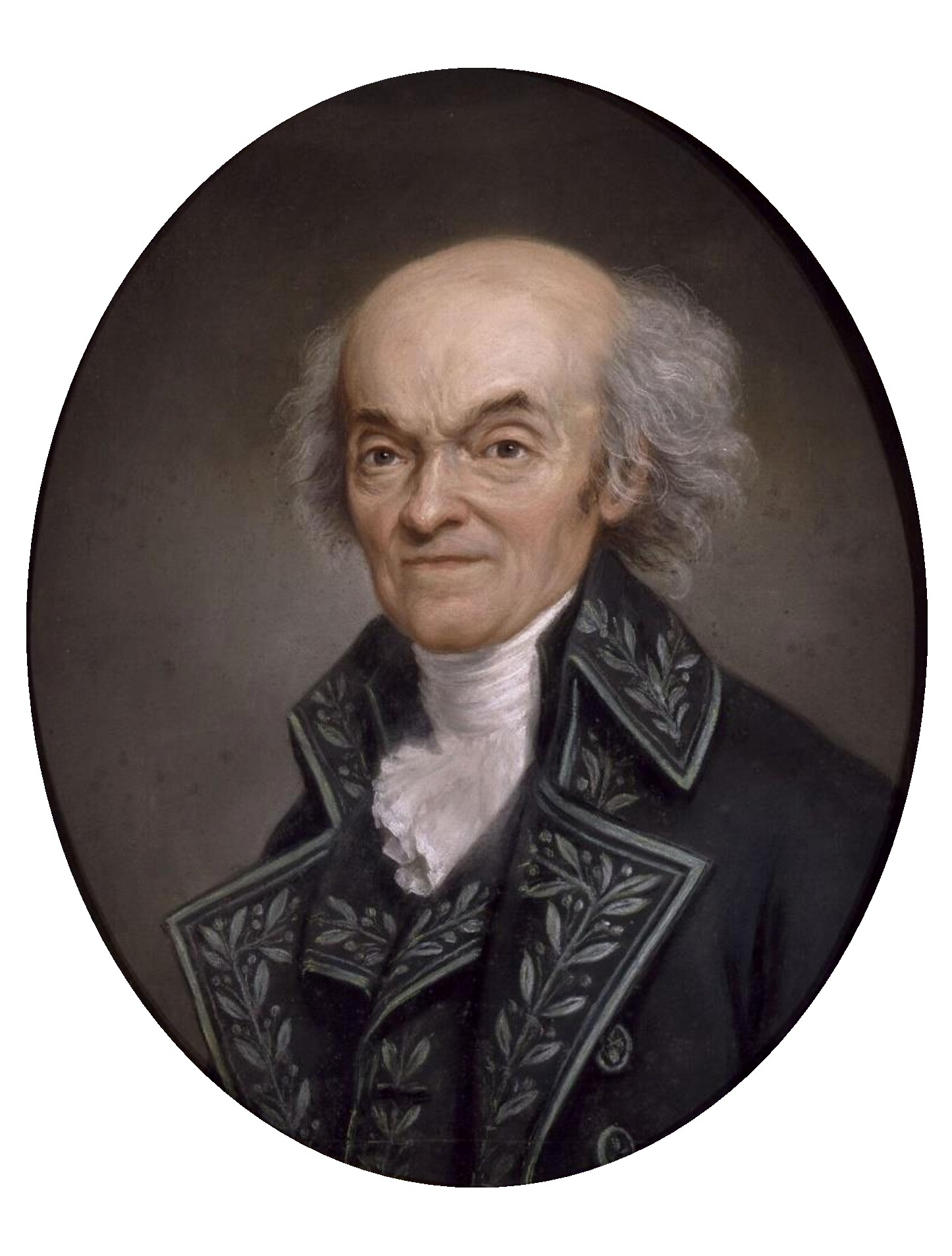
Jérôme Lalande (* 1732)
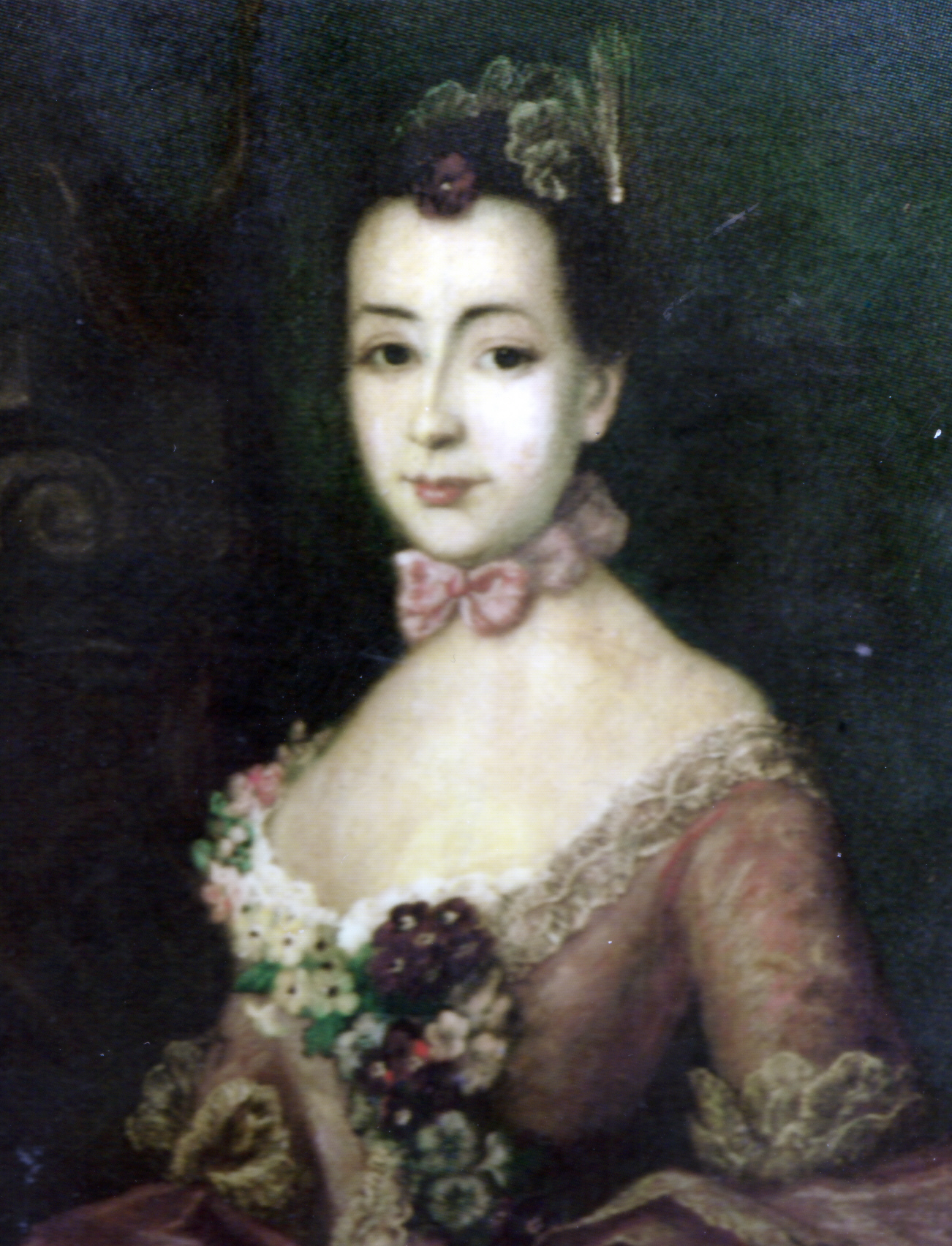
Friederike von Riedesel (* 1746)
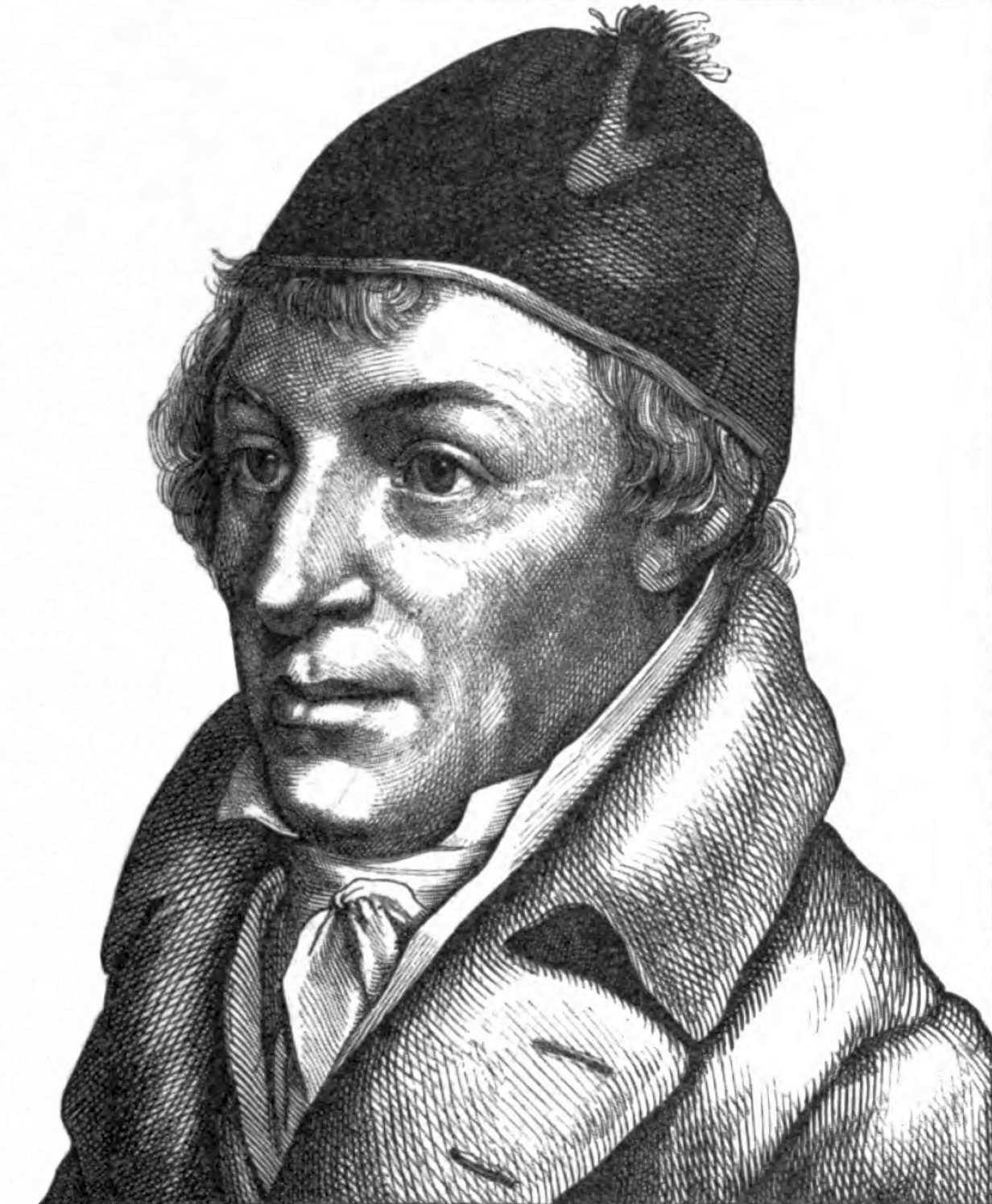
Johann Matthäus Bechstein (* 1757)
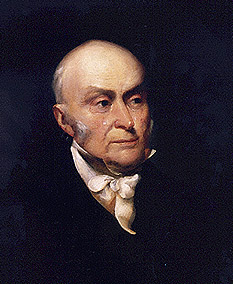
John Quincy Adams (* 1767)

- 1709: Johan Gottschalk Wallerius, schwedischer Chemiker und Mineraloge
- 1722: Georg Wilhelm, Prinz von Hessen-Darmstadt
- 1723: Jean-François Marmontel, französischer Dichter
- 1732: Jérôme Lalande, französischer Mathematiker und Astronom
- 1735: Curt Heinrich Gottlieb von Arnim, preußischer Oberst
- 1738: Albert Kasimir von Sachsen-Teschen, deutscher Adeliger und Kunstmäzen
- 1744: Pierce Butler, US-amerikanischer Politiker
- 1746: Friederike Riedesel zu Eisenbach, deutsche Adelige und Autorin
- 1750: Bernhard Gottlieb Isaak von Diesbach, Schweizer Politiker
- 1754: Thomas Bowdler, englischer Arzt und Herausgeber einer zensurierten Shakespeare-Ausgabe
- 1757: Johann Matthäus Bechstein, deutscher Naturforscher, Forstwissenschaftler und Ornithologe
- 1764: Marcus Wilhelm Sandmann, österreichischer Schriftsteller
- 1767: John Quincy Adams, US-amerikanischer Politiker, Präsident der Vereinigten Staaten von Amerika
- 1770: Vincenz Darnaut, österreichischer Geistlicher und Topograf
- 1770: Ludwig von Westphalen, deutscher Beamter, Mentor von Karl Marx
- 1772: Pietro Carlo Guglielmi, italienischer Komponist
- 1773: Pío de Tristán, formell letzter spanischer Vizekönig in Peru und Präsident der Republik Süd-Peru
- 1775: Johann Friedrich Christian Düffer, deutscher Privatdozent und Professor der Pharmakologie und Pharmazie
- 1778: Franz Ackermann, badischer Jurist und Politiker
- 1781: Bartolomeo Borghesi, italienischer Inschriftenforscher
- 1789: Aloys Henhöfer, deutscher Theologe

### 19. Jahrhundert

#### 1801–1850

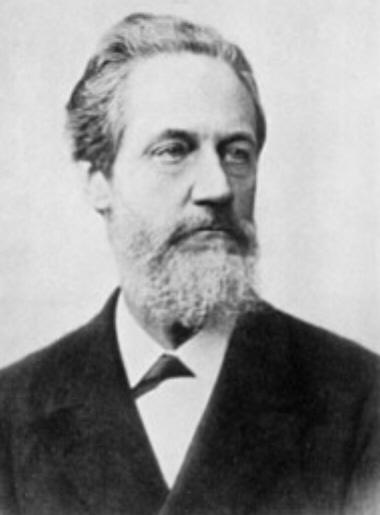
Franz Grashof (* 1826)
James McNeill Whistler (* 1834)
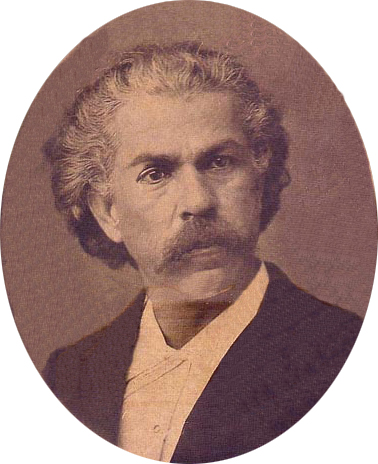
Antônio Carlos Gomes (* 1836)
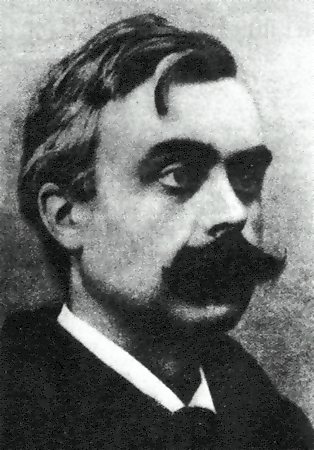
Léon Bloy (* 1846)

- 1801: Etienne Chastel, Schweizer evangelischer Theologe und Hochschullehrer
- 1801: John Hill Hewitt, US-amerikanischer Komponist, Lyriker und Zeitungsverleger
- 1810: Johann Heinrich Schäfer, deutscher Orgelbauer
- 1820: Friedrich Spiegel, deutscher Orientalist, Kenner des Zendavesta
- 1824: Adolphe Samuel, belgischer Komponist, Dirigent und Musikpädagoge
- 1826: Franz Grashof, deutscher Ingenieur
- 1831: Kamilo Mašek, tschechischer Komponist
- 1833: Alfred Vaucher, Schweizer Mediziner und Politiker
- 1834: James McNeill Whistler, US-amerikanischer Maler
- 1836: Heinrich Böckeler, deutscher Priester und Kirchenmusiker
- 1836: Antônio Carlos Gomes, brasilianischer Komponist
- 1838: Wojciech Kętrzyński, polnischer Historiker
- 1838: John Wanamaker, US-amerikanischer Kaufmann, Postminister
- 1839: Julius Euting, deutscher Bibliothekar
- 1846: Léon Bloy, französischer Schriftsteller
- 1848: Joaquim Calado, brasilianischer Flötist und Komponist

#### 1851–1900

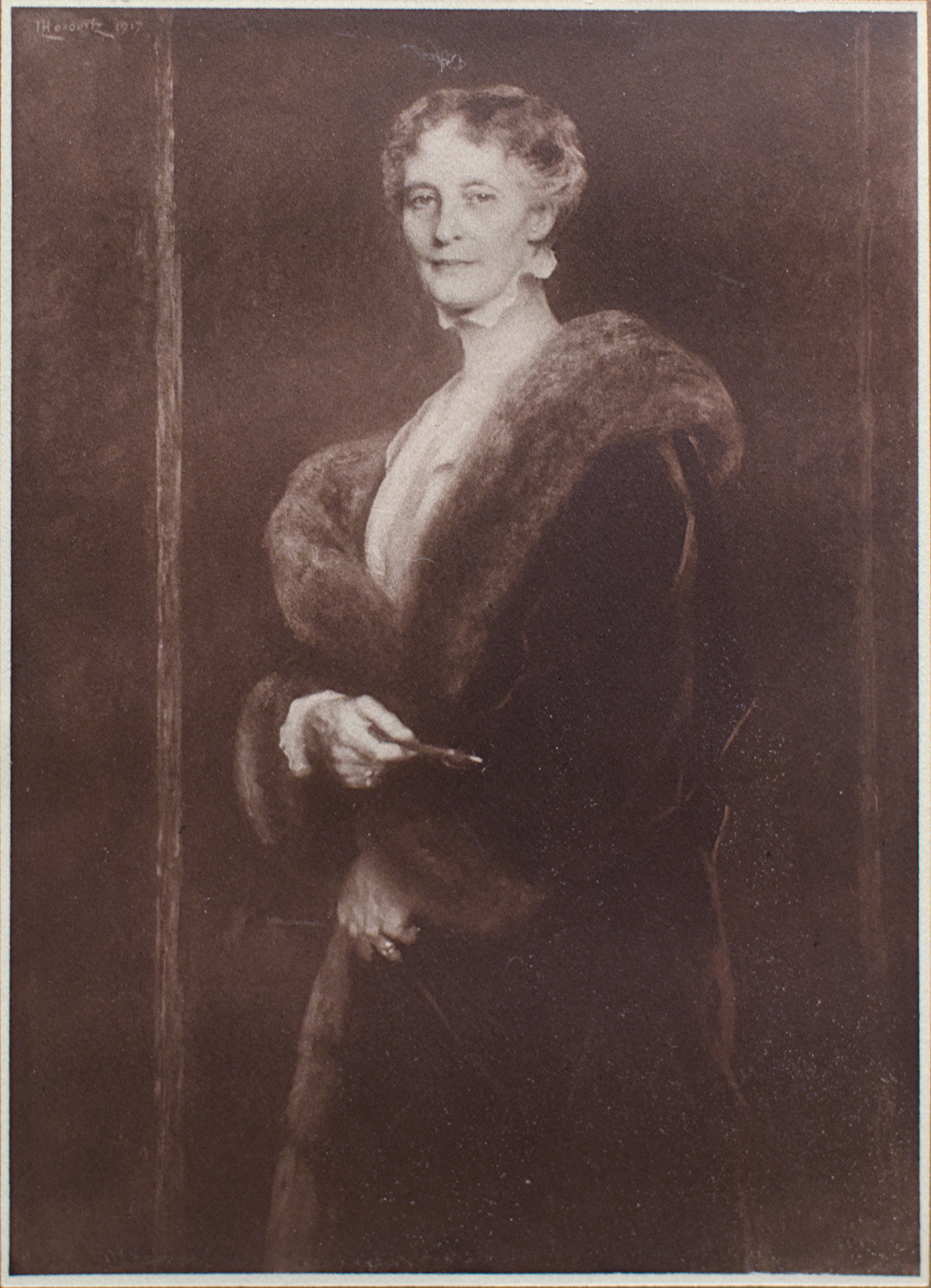
Barbara Pacher von Theinburg (* 1855)
Petro Lewtschenko (* 1856)
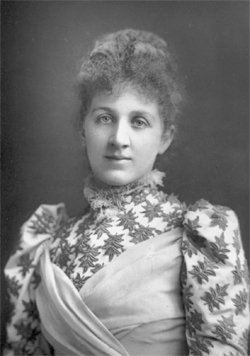
Liza Lehmann (* 1862)
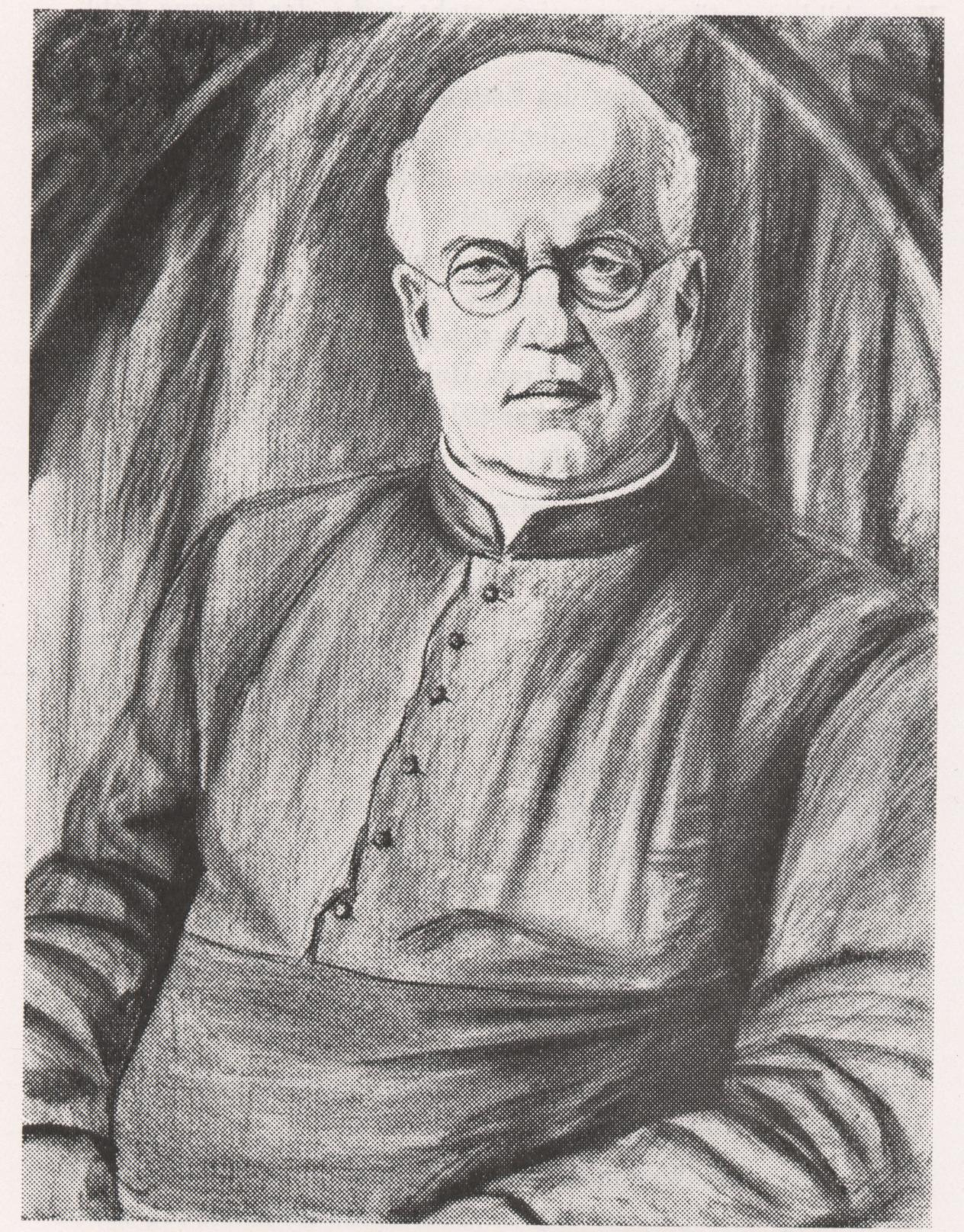
Louis Pinck (* 1873)
Carl Schmitt (* 1888)
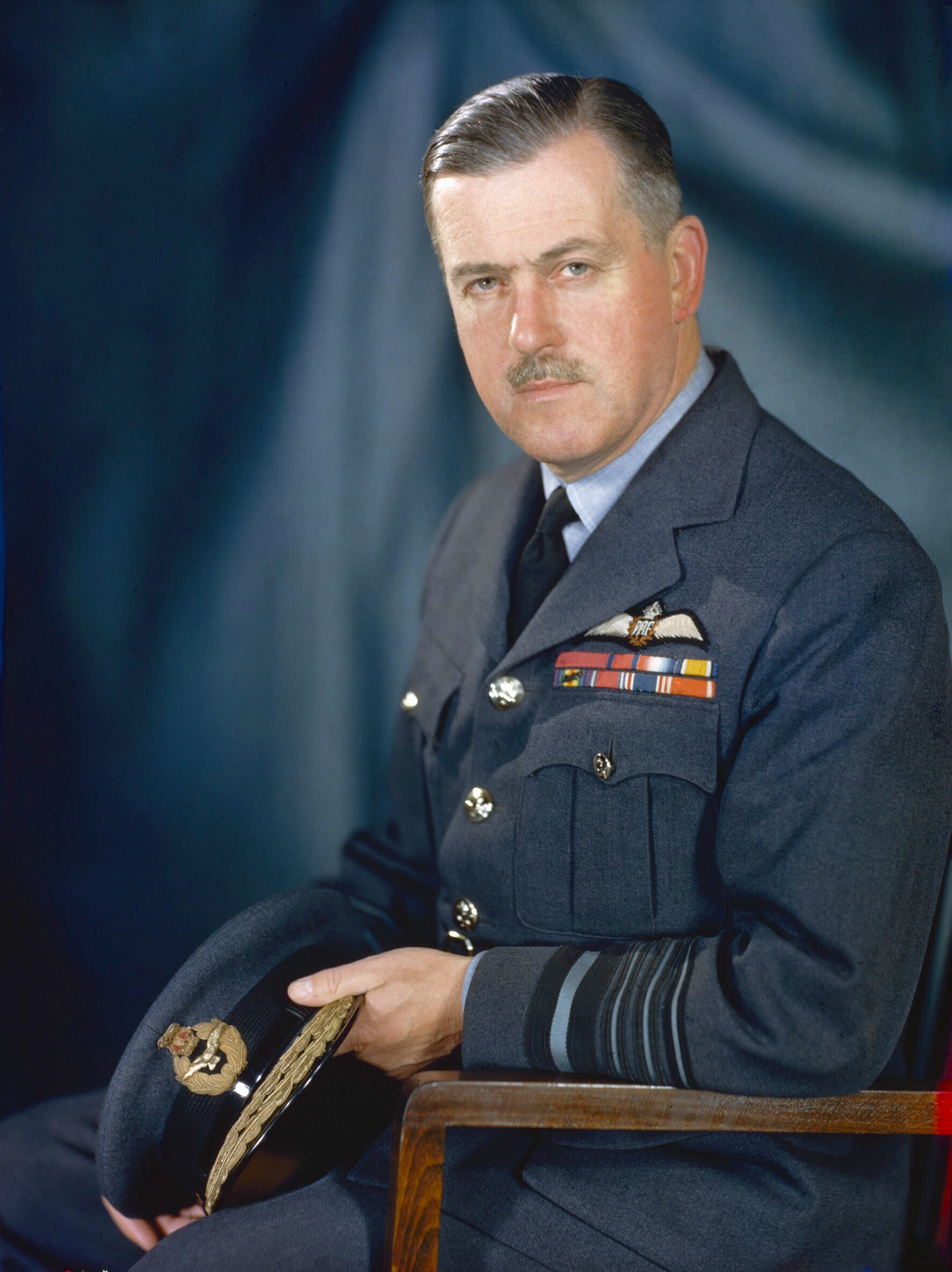
Trafford Leigh-Mallory (* 1892)

- 1852: Johann Josef Ammann, österreichischer Ethnograph und Pädagoge
- 1855ː Barbara Pacher von Theinburg, deutsch-österreichische Frauenrechtlerin
- 1856: Petro Lewtschenko, ukrainischer Maler und Grafiker
- 1859: Risto Savin, slowenischer Komponist
- 1860: Friedrich Oltmanns, deutscher Botaniker
- 1862: Liza Lehmann, englische Komponistin, Sängerin und Pianistin
- 1866: Richard Beer-Hofmann, österreichischer Dramatiker und Lyriker
- 1867: Anton Griessen, Schweizer Anhänger der Antonianer, Fachhistoriker und Biograph
- 1873: Jules Breitenstein, Schweizer evangelischer Geistlicher und Hochschullehrer
- 1873: Louis Pinck, deutscher Geistlicher, Volksliedforscher und -sammler
- 1876ː Amalie Froehlich, deutsche Politikerin (DVP)
- 1876ː Luise Kornsand, deutsch-amerikanische Malerin
- 1878: Francis Hugh Adam Marshall, britischer Physiologe
- 1879: Alfred Büchi, Schweizer Ingenieur, Erfinder des Turboladers
- 1882: Leonard Nelson, deutscher Mathematiker und Philosoph
- 1882: Götz Riedesel zu Eisenbach, deutscher Beamter und Offizier
- 1884: Howard Estabrook, US-amerikanischer Drehbuchautor
- 1886: Hans May, österreichischer Komponist
- 1888: Carl Schmitt, deutscher Staatsrechtler und Philosoph, gilt als „Kronjurist des Dritten Reiches“
- 1889: Narayan Hari Apte, indischer Schriftsteller, Herausgeber und Drehbuchautor
- 1890: John S. Battle, US-amerikanischer Politiker
- 1890: Fritz Elsas, deutscher Politiker und Widerstandskämpfer
- 1890: Aimé Vassiaux, französischer Automobilrennfahrer
- 1892: Nico Bouvy, niederländischer Fußballspieler
- 1892: Trafford Leigh-Mallory, britischer Luftmarschall
- 1892: Thomas Mitchell, US-amerikanischer Schauspieler und Autor
- 1894: Samuel William Becker, US-amerikanischer Dermatologe
- 1894: Erna Mohr, deutsche Zoologin
- 1896: Ludwik Fleck, polnischer Mikrobiologe, Mediziner und Wissenschaftstheoretiker
- 1898: Gregor Pinke, deutscher Widerstandskämpfer
- 1899: François Ayoub, syrischer Erzbischof
- 1899: Margot von Gans, deutsche Luftfahrtpionierin und Automobilrennfahrerin
- 1899: Wilfrid Israel, deutscher Philanthrop und Geschäftsmann
- 1899: Hans Joachim Iwand, deutscher lutherischer Theologe, Mitglied der Bekennenden Kirche
- 1899: Léon Vleurinck, belgischer Ruderer

### 20. Jahrhundert

#### 1901–1925

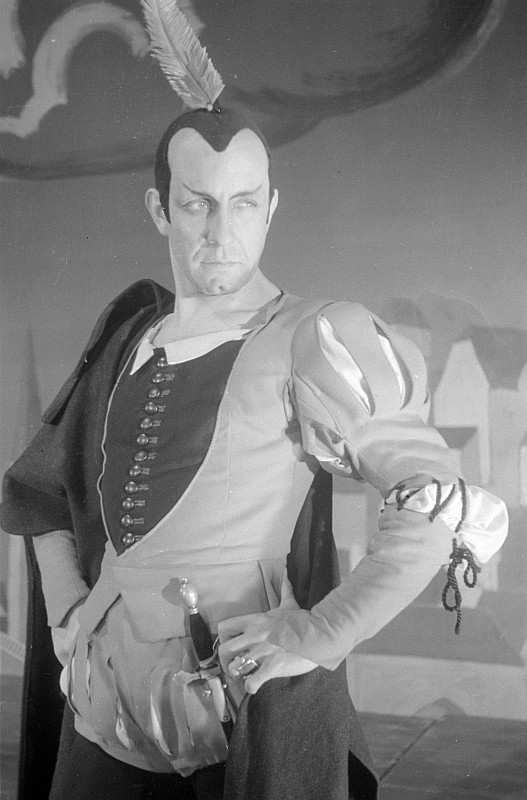
O. E. Hasse (* 1903)
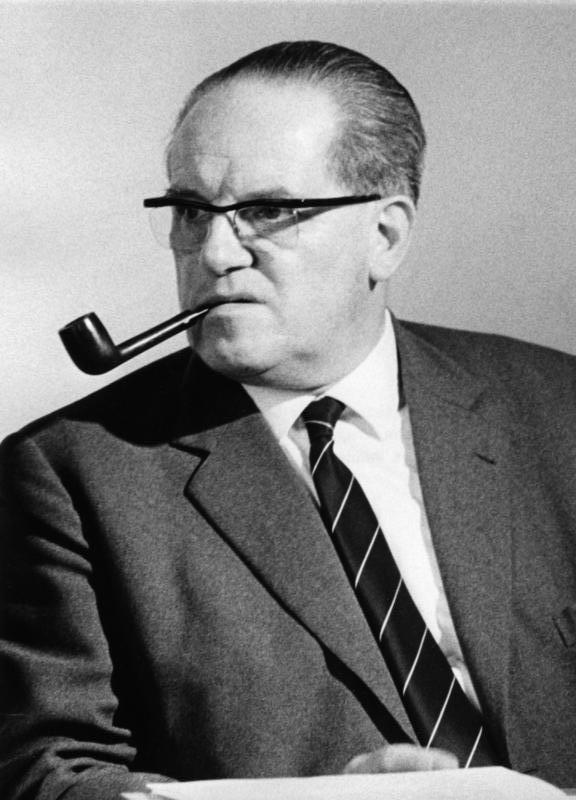
Herbert Wehner (* 1906)
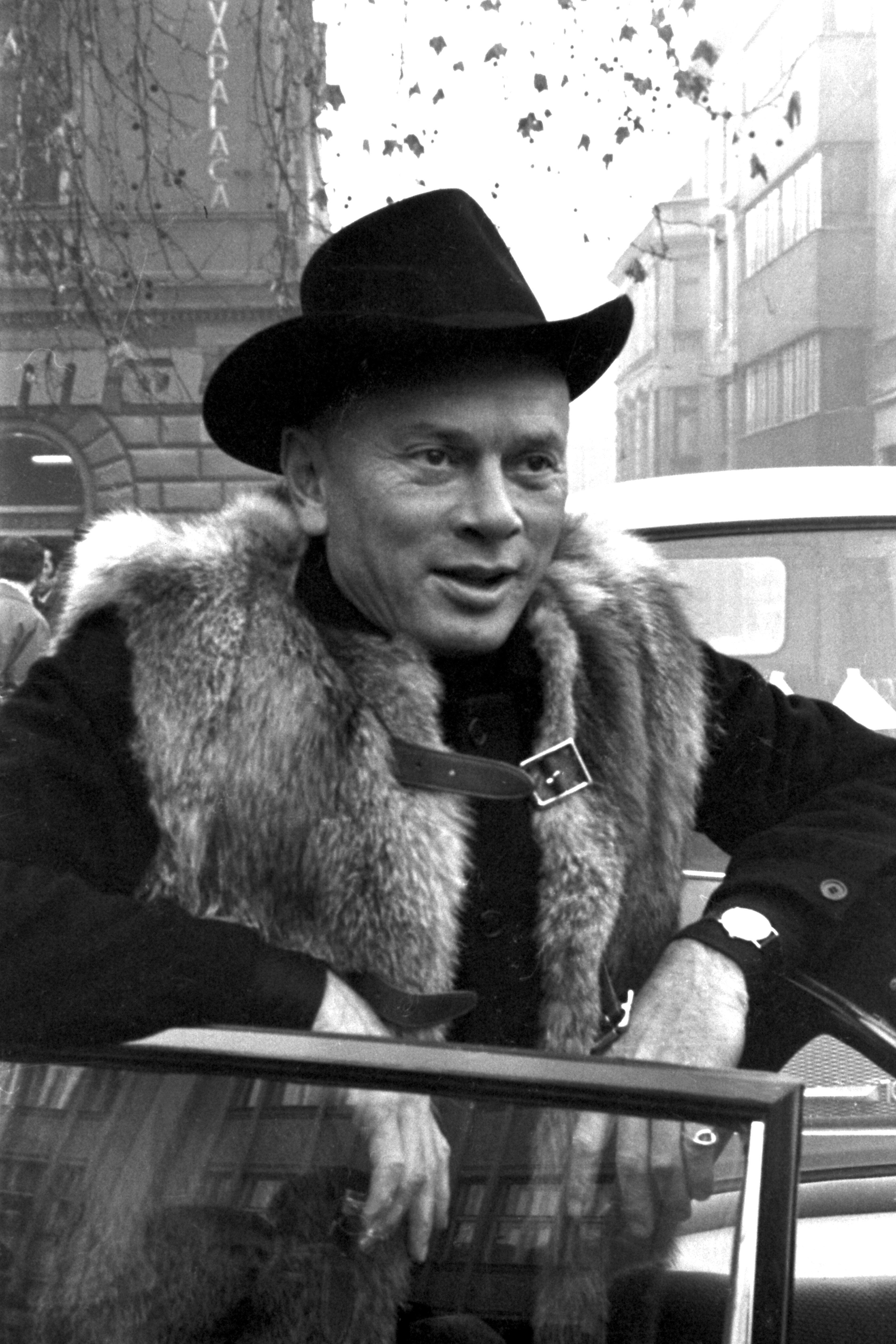
Yul Brynner (* 1920)
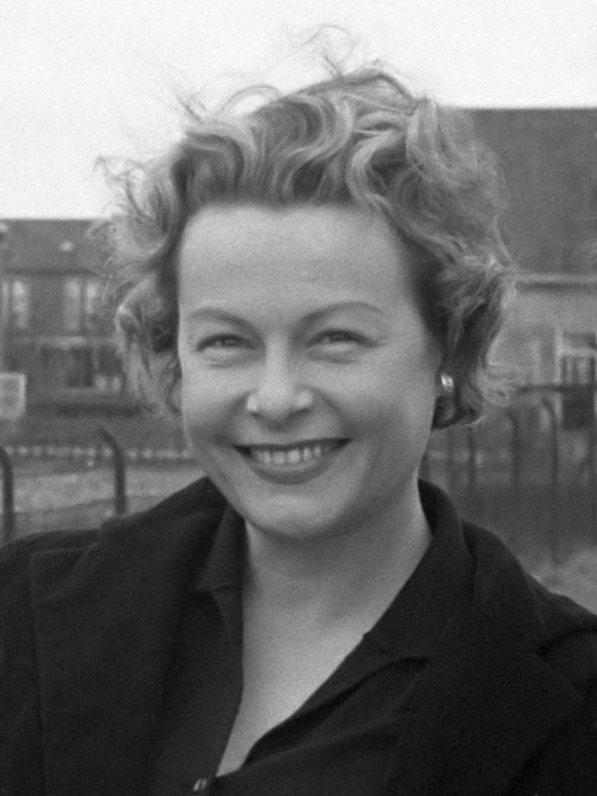
Ilse Werner (* 1921)
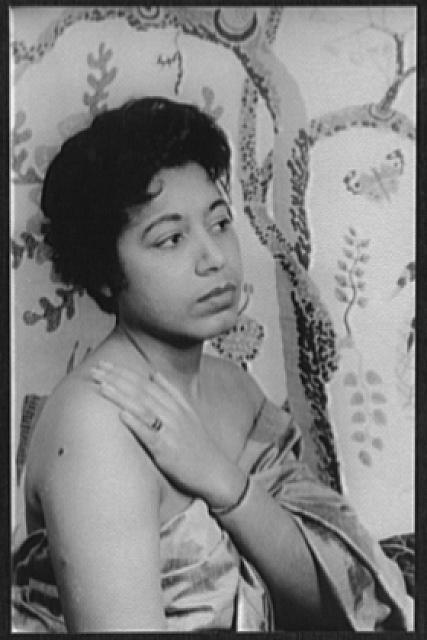
Mattiwilda Dobbs (* 1925)

- 1902: Samuel Abraham Goudsmit, US-amerikanischer Physiker
- 1903: Rudolf Iwanowitsch Abel, sowjetischer Agent
- 1903: O. E. Hasse, deutscher Schauspieler
- 1905: Walter Eisfeld, deutscher Lagerkommandant des KZ Sachsenhausen und -führer des KZ Neuengamme
- 1905: Franz Osborn, deutscher Pianist
- 1906: Herbert Wehner, deutscher Politiker, MdB, Bundesminister, Fraktionsvorsitzender
- 1906: Harry von Zell, US-amerikanischer Rundfunk- und Fernsehsprecher, Schauspieler und Sänger
- 1907: Erwin Gillmeister, deutscher Leichtathlet, Olympiamedaillengewinner
- 1908: Fritz Steuri, Schweizer Bergführer und Skisportler
- 1909: Fritz Leonhardt, deutscher Bauingenieur
- 1910: Fré Focke, niederländischer Pianist und Komponist
- 1910: Ludwig Stumpfegger, deutscher Arzt
- 1911: Viola Mitchell, US-amerikanische Geigerin
- 1912: Sergiu Celibidache, rumänischer Dirigent
- 1912: Alois Lugger, österreichischer Politiker
- 1913: Artur Gelbrun, israelischer Musiker, Musikpädagoge, Dirigent und Komponist polnischer Herkunft
- 1913: Cordwainer Smith, US-amerikanischer Psychologe
- 1914: Aníbal Troilo, argentinischer Musiker und Arrangeur, Bandleader und Komponist
- 1916: Alexander Michailowitsch Prochorow, sowjetischer Physiker, Nobelpreisträger
- 1918: Chucho Rodríguez, mexikanischer Komponist, Arrangeur, Pianist und Orchesterleiter
- 1918: Gottfried Schreiber, deutscher Veterinärmediziner und Standespolitiker
- 1920: Yul Brynner, schweizerisch-US-amerikanischer Schauspieler und Regisseur
- 1920: Sverri Djurhuus, färöischer Autor
- 1921: Ilse Werner, deutsche Schauspielerin und Sängerin
- 1922: Erving Goffman, US-amerikanischer Soziologe
- 1922: Marie-Thérèse Ibos, französische Geigerin
- 1922: Fritz Riess, deutscher Automobilrennfahrer
- 1923: Germain Muller, elsässischer Kulturpolitiker, Kabarettist und Dichter
- 1924: Robert Chancel, französischer Automobilrennfahrer
- 1924: Brett Somers, US-amerikanische Schauspielerin und Komikerin
- 1924: Alberto Uria, uruguayischer Automobilrennfahrer
- 1925: Charles Chaynes, französischer Komponist
- 1925: Orlando Fals Borda, kolumbianischer Soziologe
- 1925: Nicolai Gedda, schwedischer Tenor
- 1925ː Mattiwilda Dobbs, US-amerikanische Opernsängerin
- 1925: Ruth Niehaus, deutsche Schauspielerin

#### 1926–1950

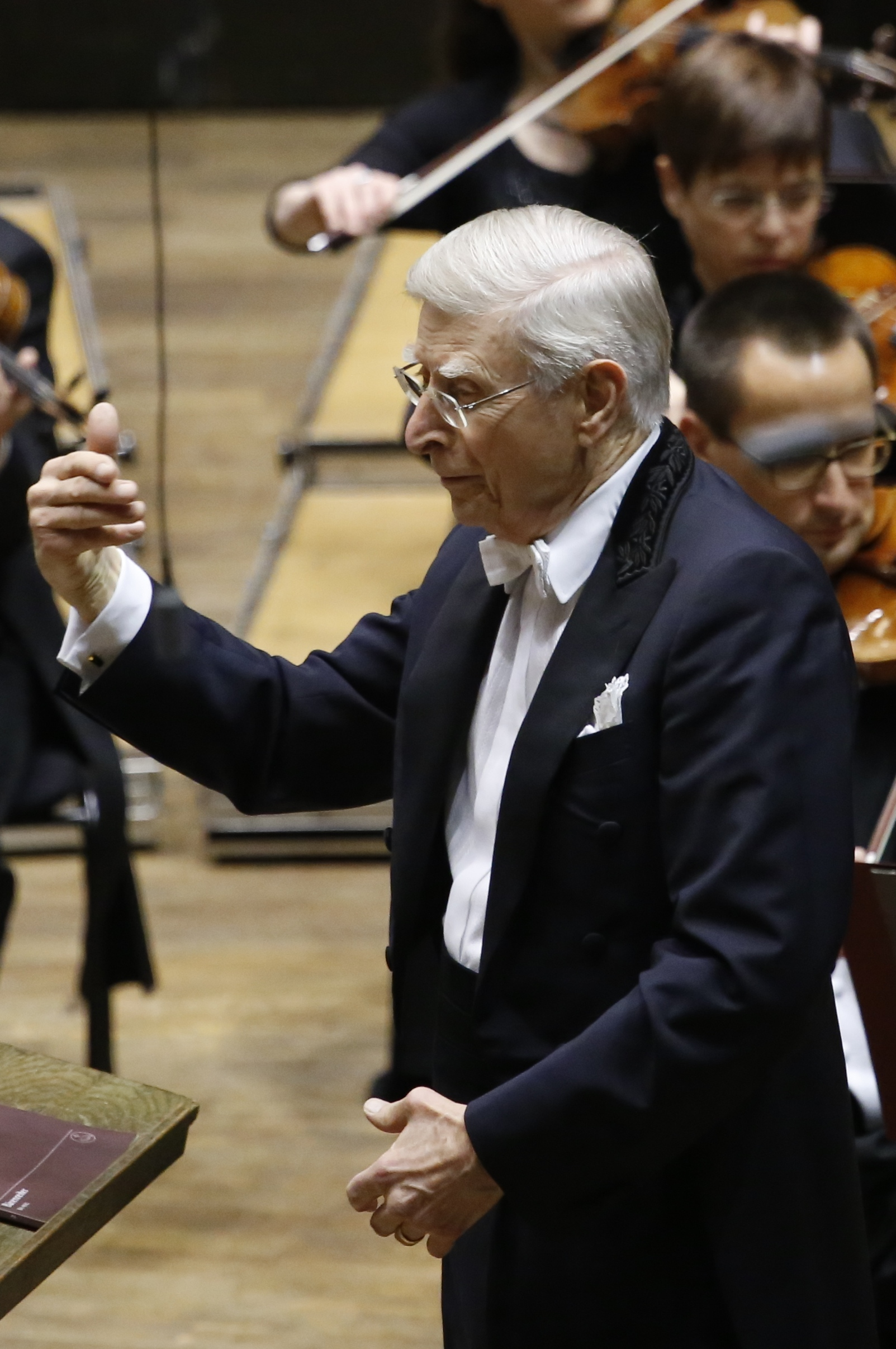
Herbert Blomstedt (* 1927)
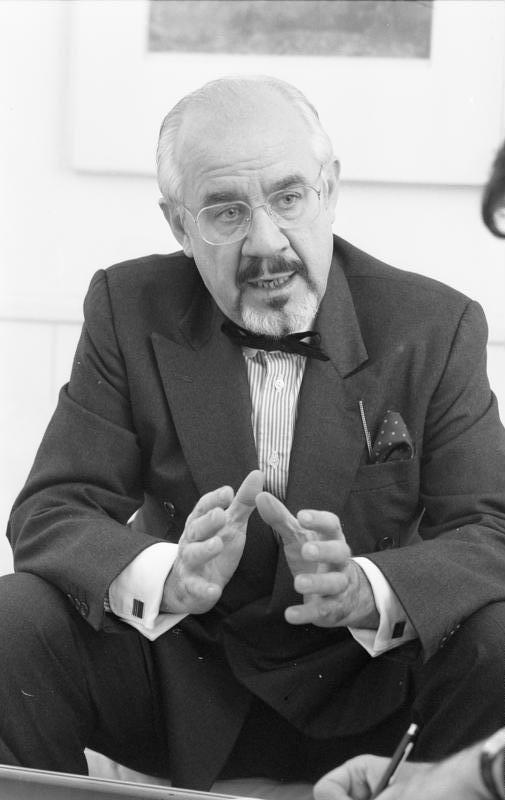
Hans Klein (* 1931)
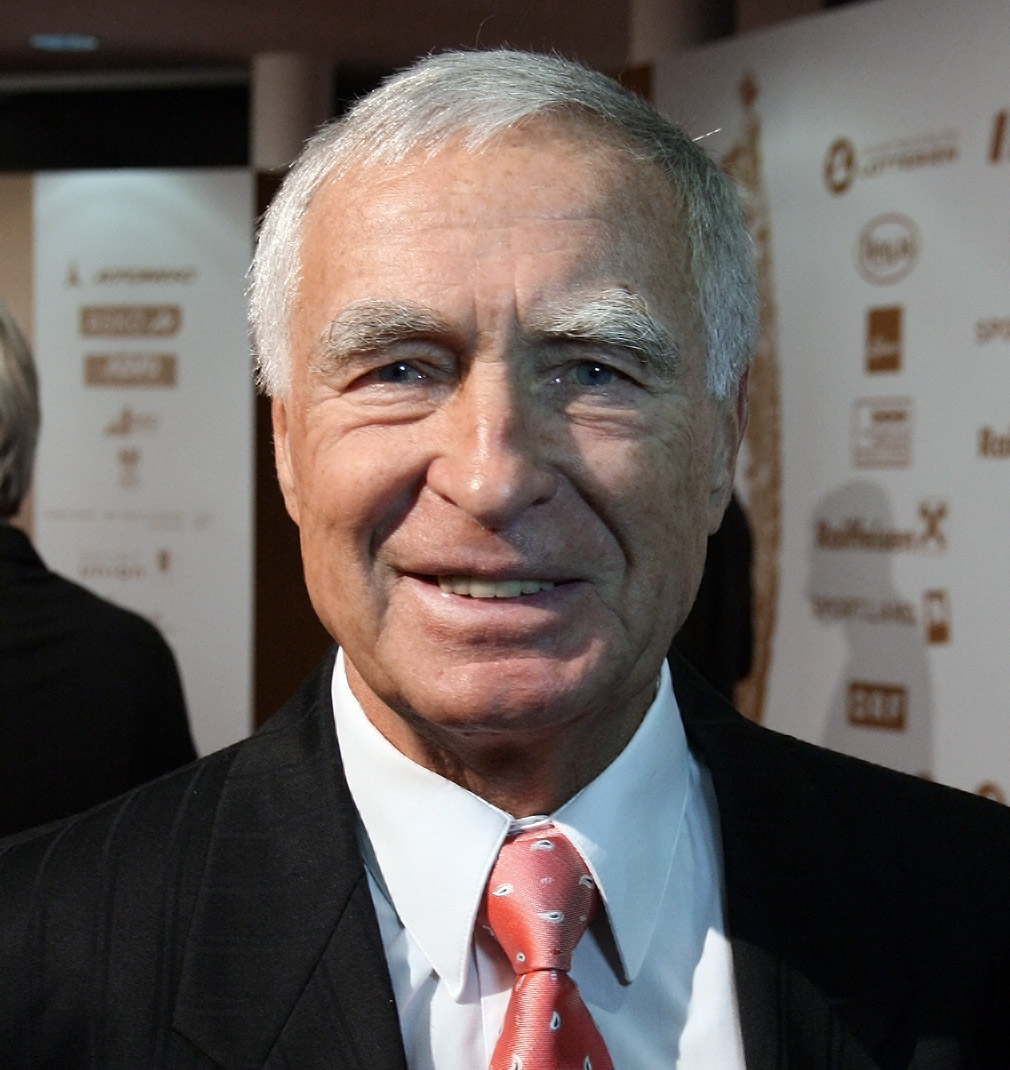
Gunnar Prokop (* 1940)
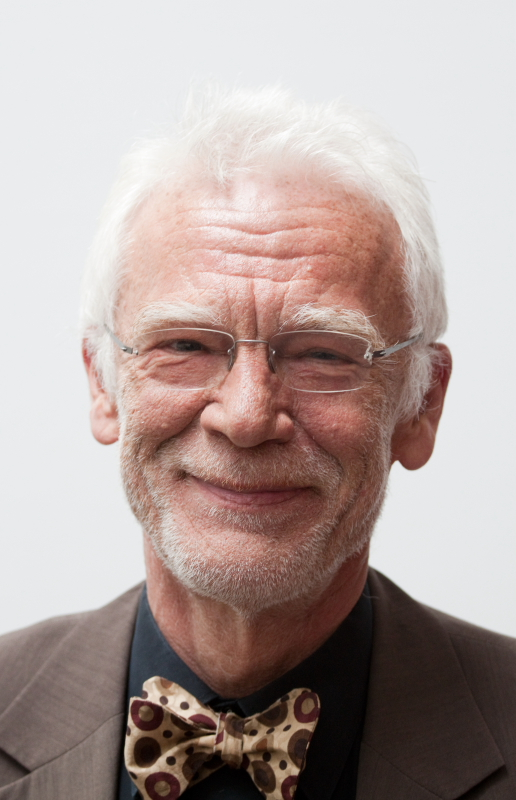
Jürgen Zöllner (* 1945)
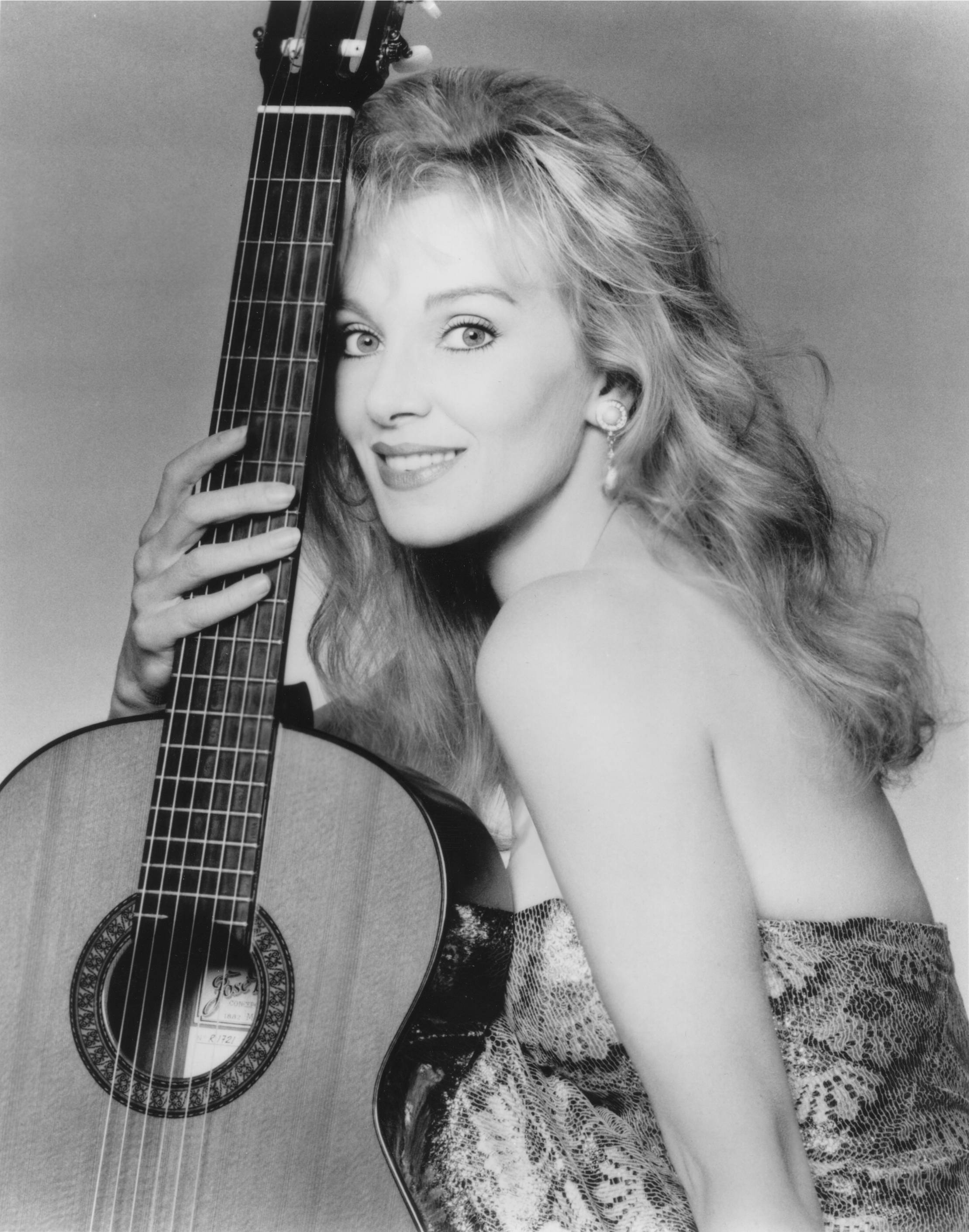
Liona Boyd (* 1949)

- 1926: Rodolfo Arizaga, argentinischer Komponist
- 1927: Herbert Blomstedt, schwedisch-US-amerikanischer Dirigent
- 1928: Kurt Klinger, österreichischer Schriftsteller und Publizist
- 1929ː Friderun Bondzin, deutsche Malerin und Mitglied der Volkskammer der DDR
- 1929: David Kelly, irischer Schauspieler
- 1929: Hermann Prey, deutscher Bariton
- 1929: Erich Romanovsky, österreichischer Komponist und Organist
- 1930: Harold Bloom, US-amerikanischer Literaturwissenschaftler und -kritiker
- 1930: Giorgio Ghezzi, italienischer Fußballspieler
- 1930: Klaus Wagenbach, deutscher Verleger
- 1931: Tab Hunter, US-amerikanischer Schauspieler und Sänger
- 1931: Hans Klein, deutscher Politiker, MdB, Bundesminister, Vizepräsident des Bundestages
- 1932: Alois Rohrmoser, österreichischer Unternehmer, Gründer der Skifabrik Atomic
- 1932: Gerrit Voges, niederländischer Fußballspieler
- 1933: György Czakó, ungarischer Eiskunstläufer
- 1933: Ernst Jacobi, deutscher Schauspieler
- 1934: Giorgio Armani, italienischer Modeschöpfer
- 1934: Teuvo Kohonen, finnischer Informatiker, Erfinder der Self-Organizing Maps
- 1934: Horst F. Pampel, deutscher Heimatforscher
- 1935: Andrés Ingólfsson, isländischer Musiker
- 1935: Stanisław Nowak, polnischer Geistlicher, Erzbischof von Tschenstochau
- 1935: Giorgio Pianta, italienischer Automobilrennfahrer und Motorsportfunktionär
- 1936ː Sieglinde Hamacher, deutsche Filmemacherin und Animatorin
- 1936: Hanns Kneifel, deutscher Schriftsteller
- 1936: Smokey Wilson, US-amerikanischer Bluesgitarrist
- 1939: Barbara Dittus, deutsche Schauspielerin
- 1939: Mamoru Morimoto, japanischer Leichtathlet
- 1940: Gunnar Prokop, österreichischer Handballtrainer
- 1940: Artur Hennings, deutscher Schachspieler
- 1940: Tommy Vance, britischer Radiomoderator
- 1941: Heiner Bremer, deutscher Journalist, Fernsehmoderator und Politiker
- 1941: Hans Raidel, deutscher Politiker, MdB
- 1942: Daphne Marlatt, kanadische Schriftstellerin australischer Herkunft
- 1942: Tomasz Stańko, polnischer Jazz-Trompeter
- 1943: Rolf Stommelen, deutscher Automobilrennfahrer
- 1943: Karin Ugowski, deutsche Schauspielerin
- 1944: Edwin Noël, deutscher Schauspieler
- 1945: András Arató, ungarischer Elektroingenieur
- 1945ː Maria Lang, deutsche Filmemacherin, Autorin, Filmkuratorin, Feministin und queere Aktivistin
- 1945: Dorothee von Windheim, deutsche bildende Künstlerin
- 1945: Jürgen Zöllner, deutscher Politiker
- 1946: Walter Altherr, deutscher Politiker, MdB
- 1946: Roland Bassaler, französischer Automobilrennfahrer
- 1946: Kimiko Itō, japanische Jazzsängerin
- 1946: John Lawton, englischer Rocksänger
- 1947ː Violeta Quesada, kubanische Leichtathletin
- 1948: Gytta Schubert, österreichische Schauspielerin
- 1949: Liona Boyd, kanadische Gitarristin
- 1949: Bernard Thurnheer, Schweizer Sportreporter und Showmaster
- 1950: Petras Ancelis, litauischer Jurist, Kriminalist, Rechtswissenschaftler und Professor
- 1950: Joël Quiniou, französischer Fußballschiedsrichter

#### 1951–1975

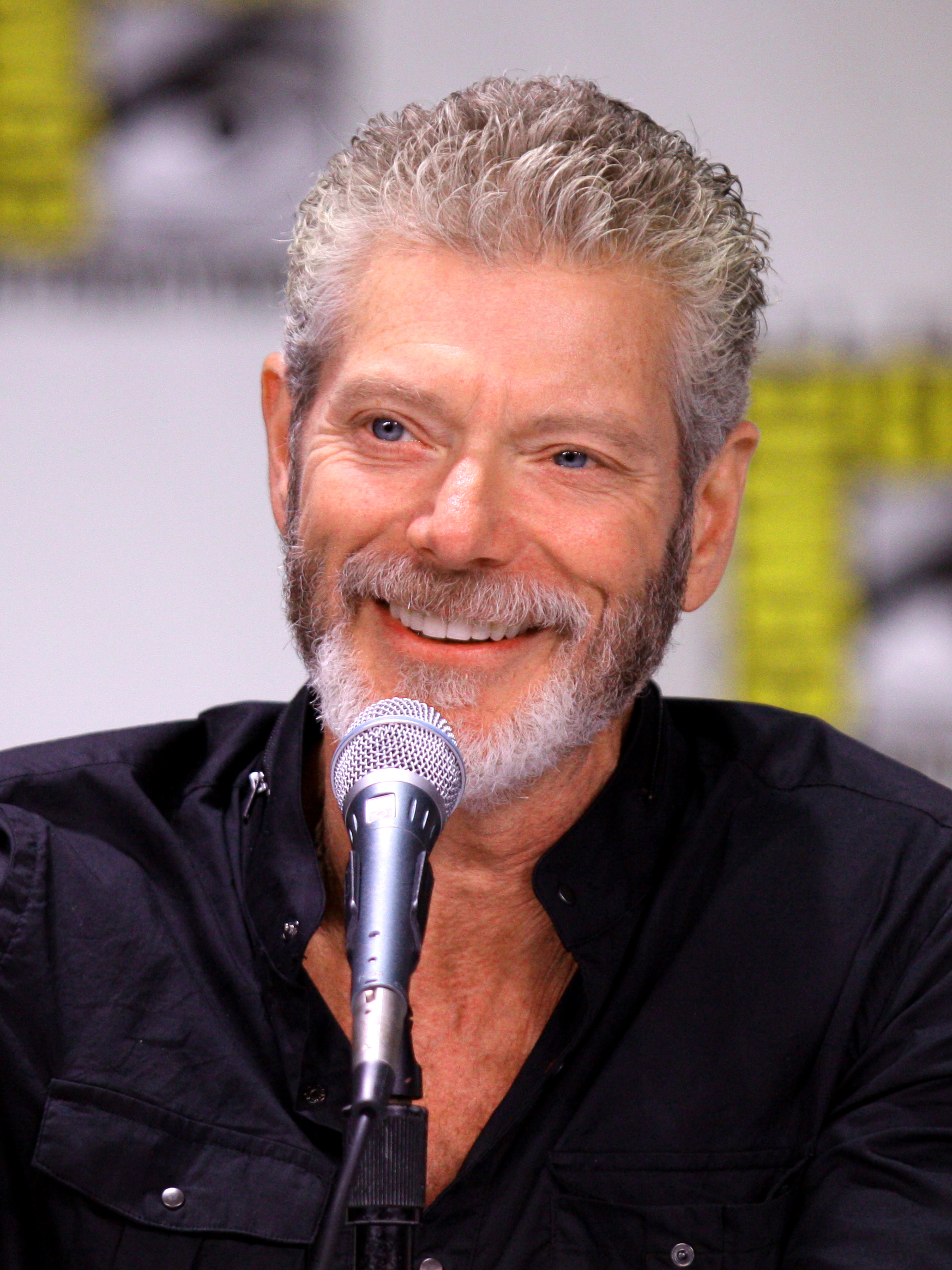
Stephen Lang (* 1952)
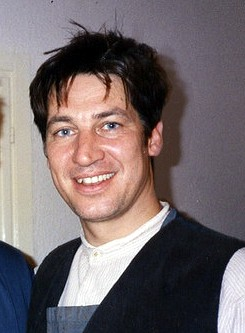
Tobias Moretti (* 1959)
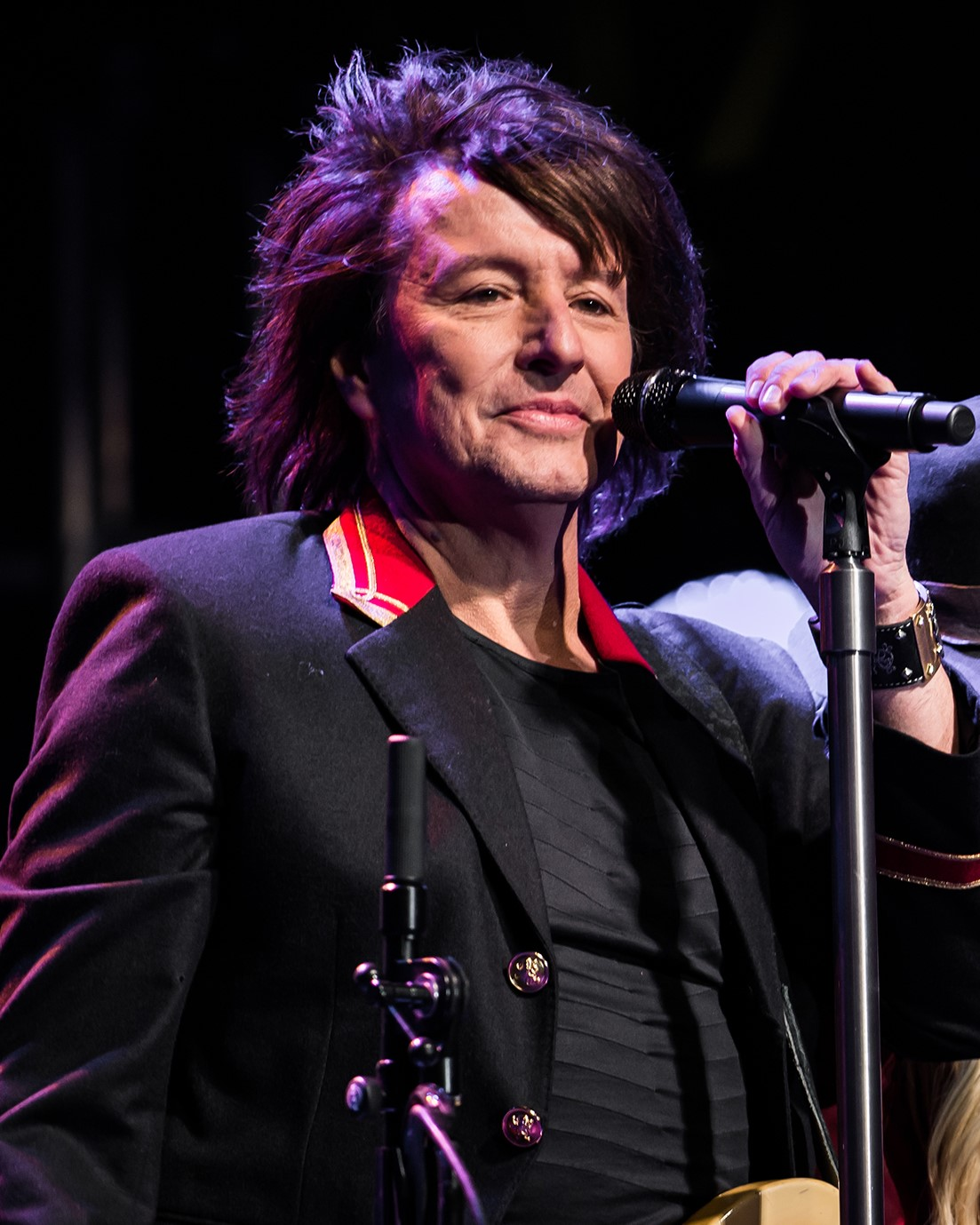
Richie Sambora (* 1959)
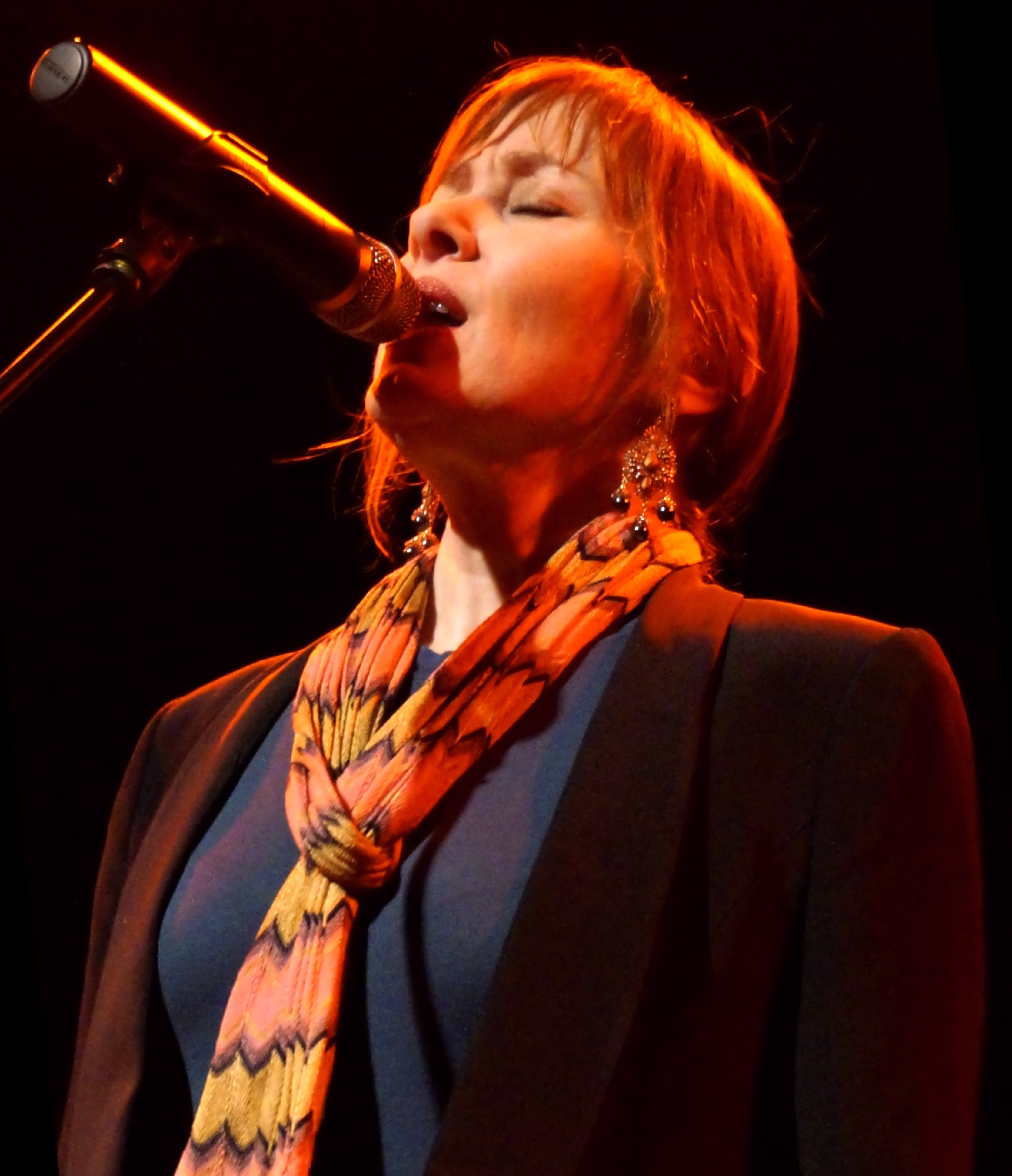
Suzanne Vega (* 1959)

- 1951: Wjatscheslaw Michailowitsch Anissin, russischer Eishockeyspieler
- 1951: Walter Meeuws, belgischer Fußballspieler und -trainer
- 1952: Otto Hauser, deutscher Politiker, MdB
- 1952: Stephen Lang, US-amerikanischer Schauspieler
- 1953: Leon Spinks, US-amerikanischer Boxer
- 1954: Fabrizio Castori, italienischer Fußballtrainer
- 1954: Robert Giggenbach, deutscher Schauspieler und Regisseur
- 1956: Christine Lubkoll, deutsche Germanistin und Hochschullehrerin
- 1957: Valentin Herr, deutscher Fußballspieler
- 1957: Karl-Josef Laumann, deutscher Politiker, MdB
- 1957: Peter Murphy, britischer Musiker
- 1958: Andrew Gilbert-Scott, britischer Automobilrennfahrer
- 1958: Kirk Whalum, US-amerikanischer Fusionmusiker
- 1959: Jacques Lüthy, Schweizer Skirennfahrer
- 1959: Tobias Moretti, österreichischer Theater- und Filmschauspieler
- 1959: Richie Sambora, US-amerikanischer Musiker (Bon Jovi)
- 1959: Suzanne Vega, US-amerikanische Liedermacherin
- 1960: Milan Augustin, tschechischer Archivar und Historiker
- 1960: Hans-Erich Tannhäuser, deutscher Ingenieur und Kommunalpolitiker
- 1962: Heike Hanold-Lynch, deutsche Schauspielerin und Coach
- 1962: Jill Jones, US-amerikanische Sängerin
- 1963: Ina Hartwig, deutsche Autorin
- 1963: Thomas Huber, deutscher Schauspieler
- 1963: Walter Thurnherr, Schweizer Diplomat und Bundeskanzler
- 1964: Thomas Aye, deutscher Theaterregisseur, Schauspielpädagoge und Schriftsteller
- 1964: Laura Cayouette, US-amerikanische Schauspielerin, Drehbuchautorin und Filmproduzentin
- 1964: Bruno Dreossi, italienischer Kanute
- 1964: Kerstin Jentzsch, deutsche Journalistin, Lehrerin, Schriftstellerin und Synchronsprecherin
- 1964: Eka von Kalben, deutsche Politikerin
- 1964: Dieter Kitzmann, deutscher Fußballspieler
- 1964: Helmut Krausser, deutscher Schriftsteller, Dichter und Bühnenautor
- 1964: Rafael Laguna de la Vera, deutscher Software-Unternehmer
- 1964: Greg Mottola, US-amerikanischer Filmregisseur, Filmproduzent, Drehbuchautor und Schauspieler
- 1964: Andrea Musacchio, italienischer Zellbiologe
- 1964: Christine Pitzke, deutsche Schriftstellerin
- 1964: Jutta Rautiainen, finnische Fußballspielerin und -trainerin
- 1964: Kiril Sakskoburggotski, bulgarischer Politiker und Finanzmakler
- 1964: Gabriele Stangl, deutsche Ernährungswissenschaftlerin und Hochschullehrerin
- 1964: Menderes Türel, türkischer Politiker
- 1965: Andreas Fröhlich, deutscher Schauspieler
- 1966: Nadeem Aslam, pakistanisch-britischer Schriftsteller
- 1966: Debbe Dunning, US-amerikanische Schauspielerin
- 1966: Cheb Mami, algerischer Raï-Interpret
- 1966: Anja Schäfer-Bongwald, deutsche Ruderin
- 1967: Valeska Böttcher, deutsche Juristin
- 1967: Jon Harris, britischer Filmeditor und Filmregisseur
- 1967: Annette Murschetz, deutsch-österreichische Bühnenbildnerin und Illustratorin
- 1967: Elfie Simchen, deutsche Freestyle-Skierin
- 1968: Eddy Sözer, türkischer Fußballtrainer
- 1969: Jyri Aalto, finnischer Badmintonspieler

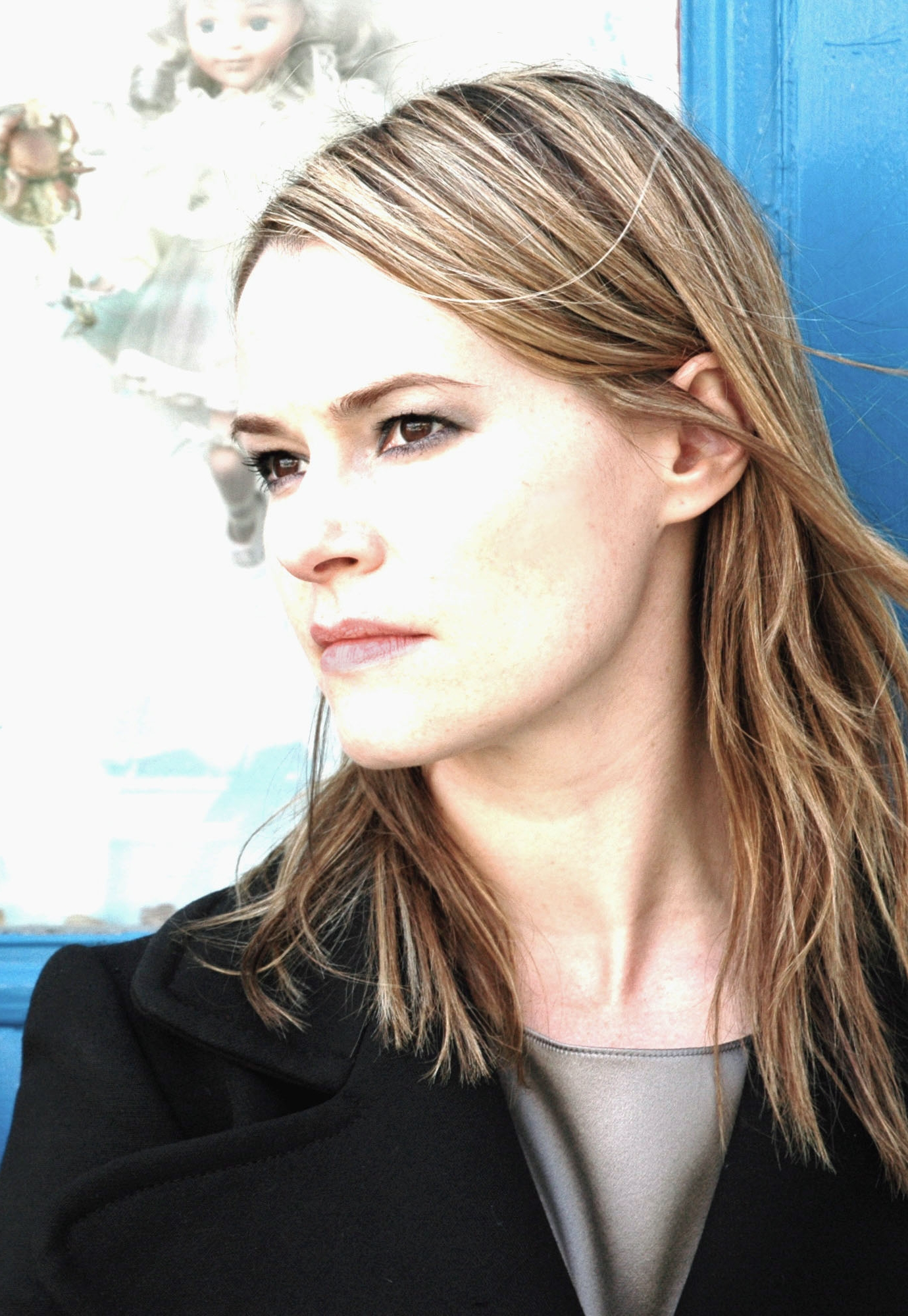
Leisha Hailey (* 1971)
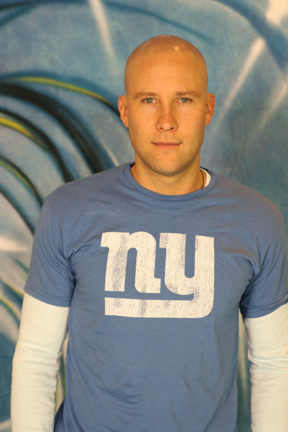
Michael Rosenbaum (* 1972)
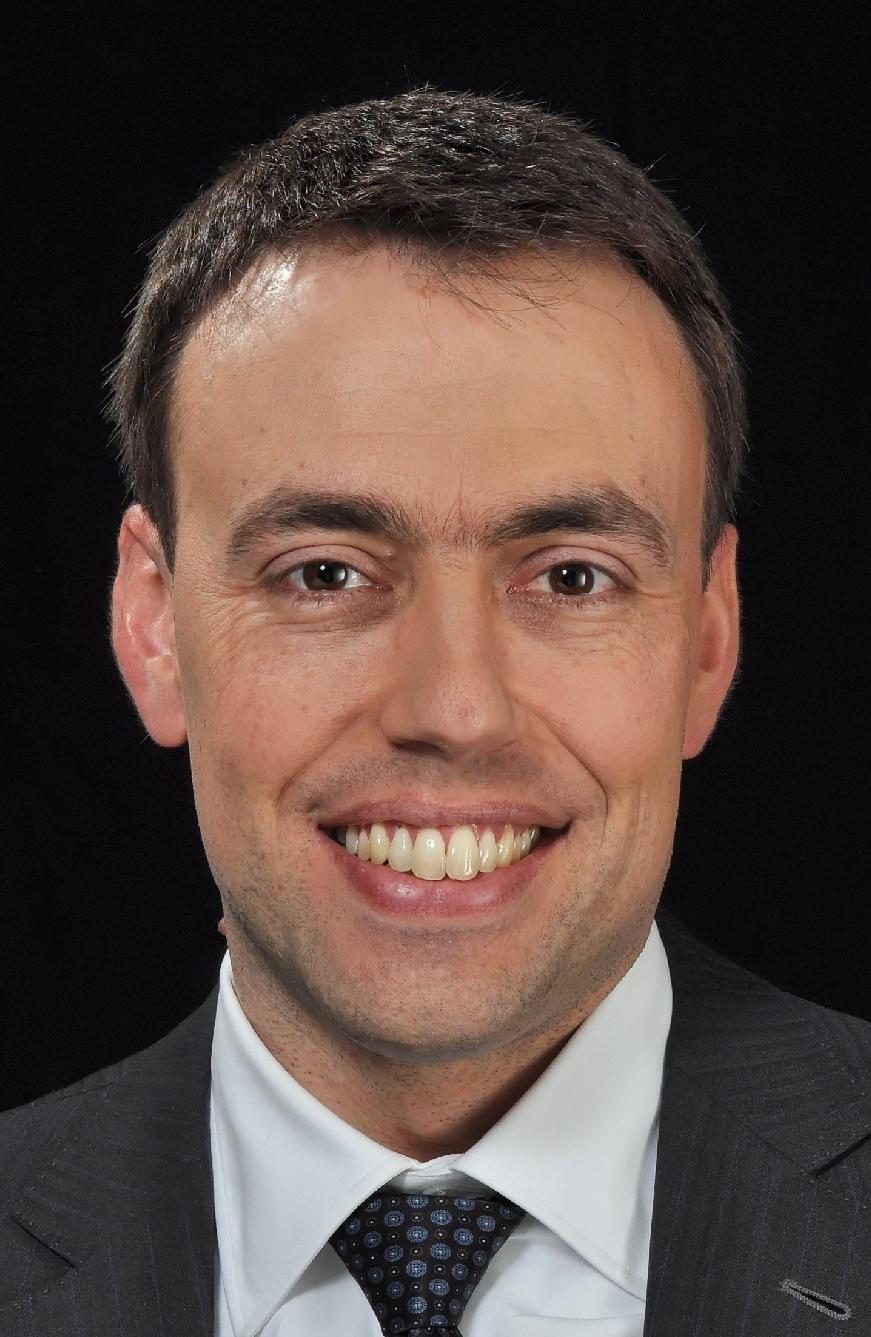
Nils Schmid (* 1973)
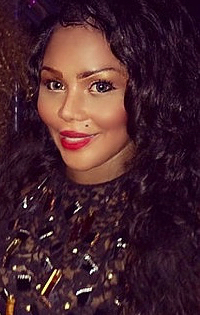
Lil’ Kim (* 1974)

- 1970: Justin Chambers, US-amerikanischer Schauspieler
- 1971: Alexei Gennadjewitsch Aigi, russischer Musiker, Komponist und Geiger
- 1971: Leisha Hailey, US-amerikanische Schauspielerin und Musikerin
- 1971: Aviv Regev, israelisch-amerikanische Bioinformatikerin
- 1972: Michael Rosenbaum, US-amerikanischer Schauspieler und Synchronsprecher
- 1973: Konstantinos Kenteris, griechischer Leichtathlet, Olympiasieger
- 1973: Nils Schmid, deutscher Politiker
- 1973: Mohsen Torky, iranischer Fußballschiedsrichter
- 1974: Lil’ Kim, US-amerikanische Sängerin
- 1974: Sotiria Loucopoulos, deutsche Schauspielerin
- 1974: Ronny Nikol, deutscher Fußballspieler
- 1974: André Ooijer, niederländischer Fußballspieler
- 1975: Bridgette Andersen, US-amerikanische Filmschauspielerin und Fotomodell

#### 1976–2000
- 1976: Petr Faldyna, tschechischer Fußballspieler
- 1976: Christian Kunnes, deutscher Richter am Bundesgerichtshof
- 1977: Anna S. Þorvaldsdóttir (auch Anna Thorvaldsdottir), isländische Komponistin
- 1977: Tobias Welz, deutscher Fußballschiedsrichter
- 1977: Robert Wulnikowski, deutscher Fußballspieler
- 1978: Filiz Polat, deutsch-türkische Politikerin
- 1978: Oddgeir Thune, norwegischer Schauspieler und Drehbuchautor
- 1978: Charlotte Würdig, deutsche Moderatorin und Schauspielerin
- 1979: Ahmed Salah Hosny, ägyptischer Fußballspieler
- 1981: Sandra Naujoks, deutsche Pokerspielerin
- 1982: Ahmad Imtehaz Heeralall, mauritischer Fußballschiedsrichter
- 1982: Guðrun Sólja Jacobsen, färöische Sängerin
- 1982: Adrian Madaschi, australischer Fußballspieler
- 1983: Mehmet Al, türkischer Fußballspieler
- 1983: Elrio van Heerden, südafrikanischer Fußballspieler
- 1983: Marie Serneholt, schwedische Sängerin
- 1983: Oliver Setzinger, österreichischer Eishockeyspieler
- 1983: Rafał Śliż, polnischer Skispringer
- 1984: Martin Lanig, deutscher Fußballspieler
- 1984: Melanie Papalia, kanadische Schauspielerin
- 1984: Ben Spies, US-amerikanischer Motorradrennfahrer
- 1984: Serinda Swan, kanadische Schauspielerin

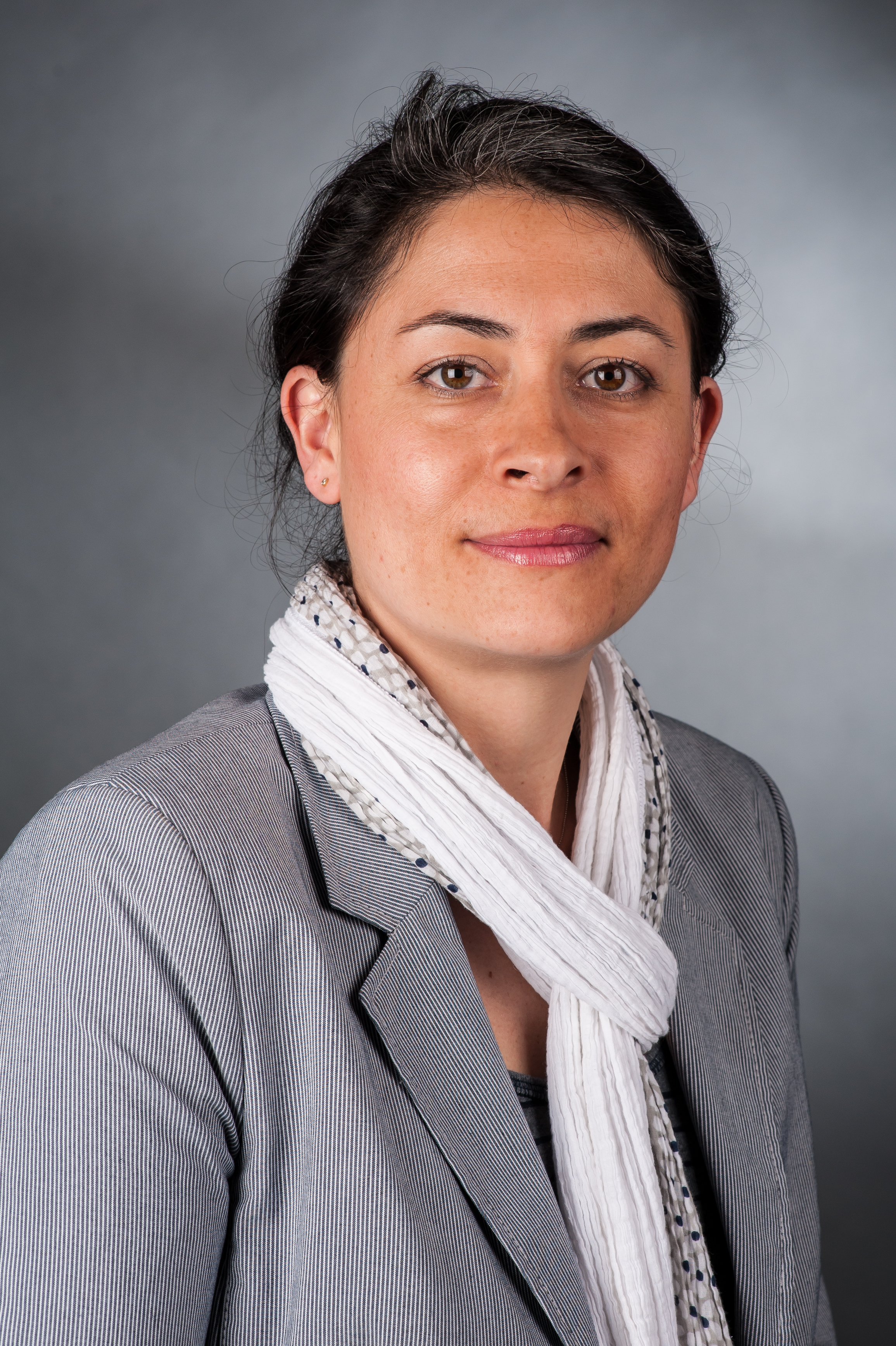
Filiz Polat (* 1978)
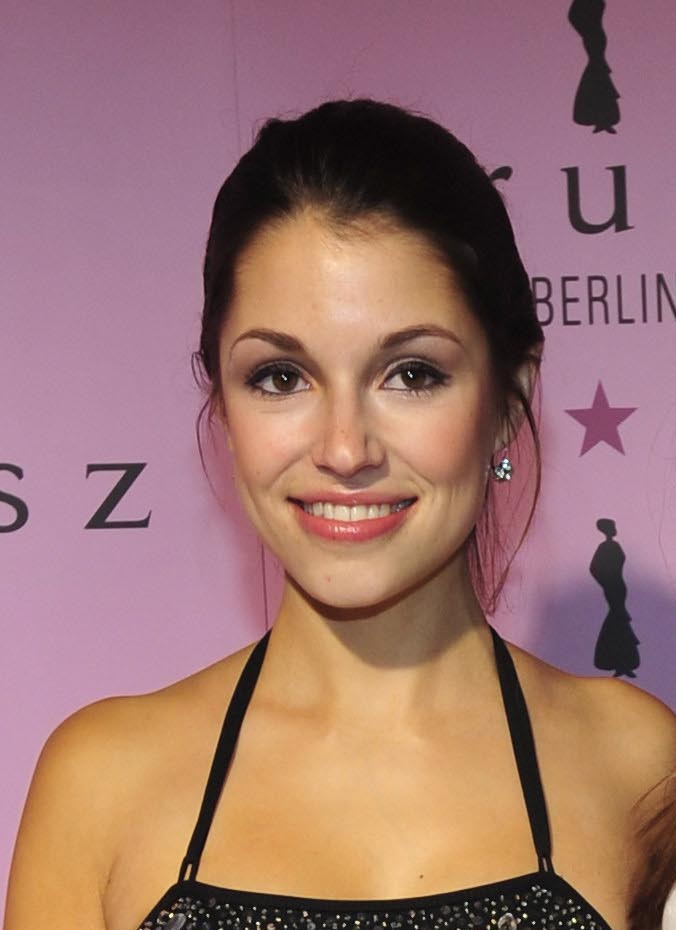
Anna Julia Kapfelsperger (* 1985)
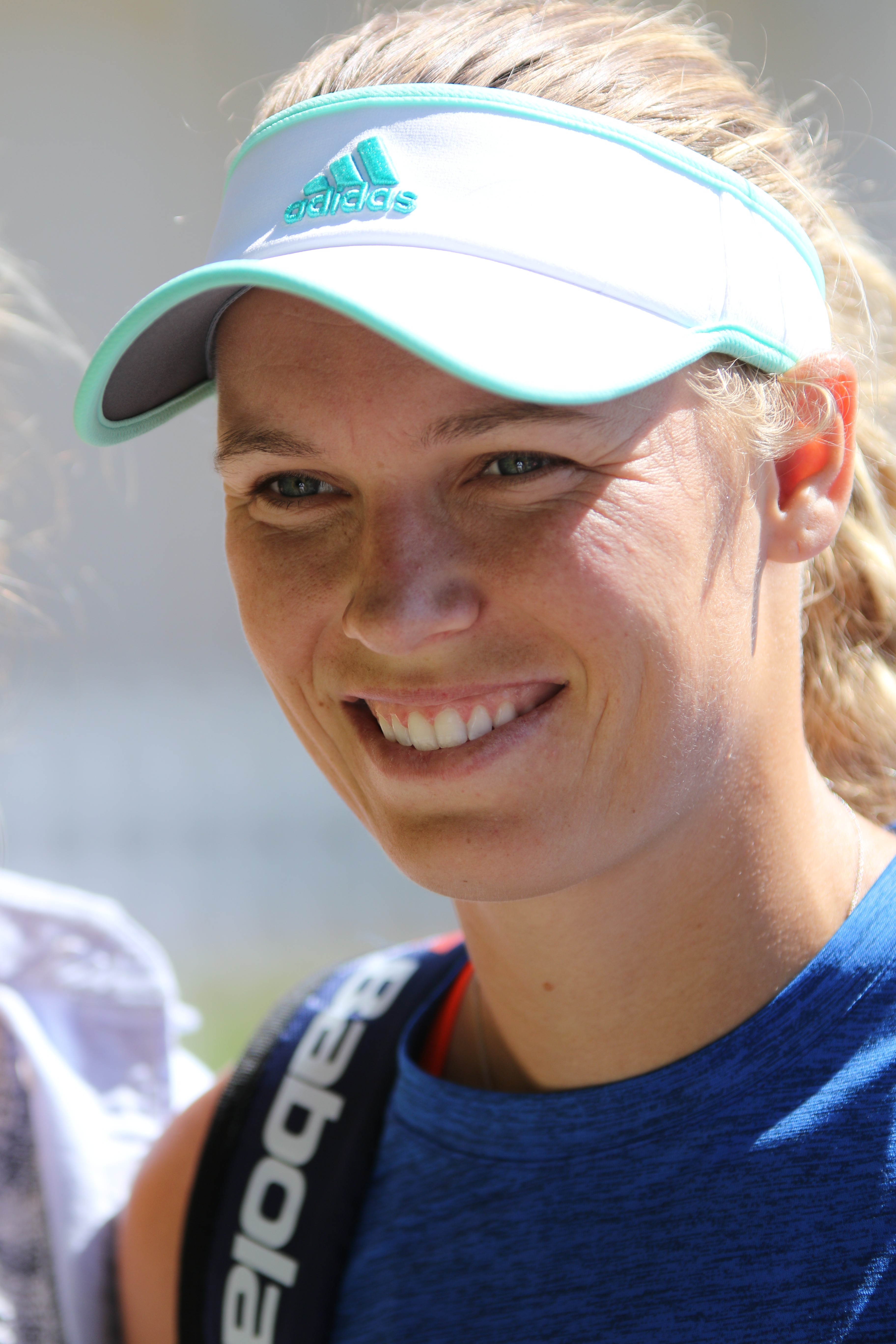
Caroline Wozniacki (* 1990)
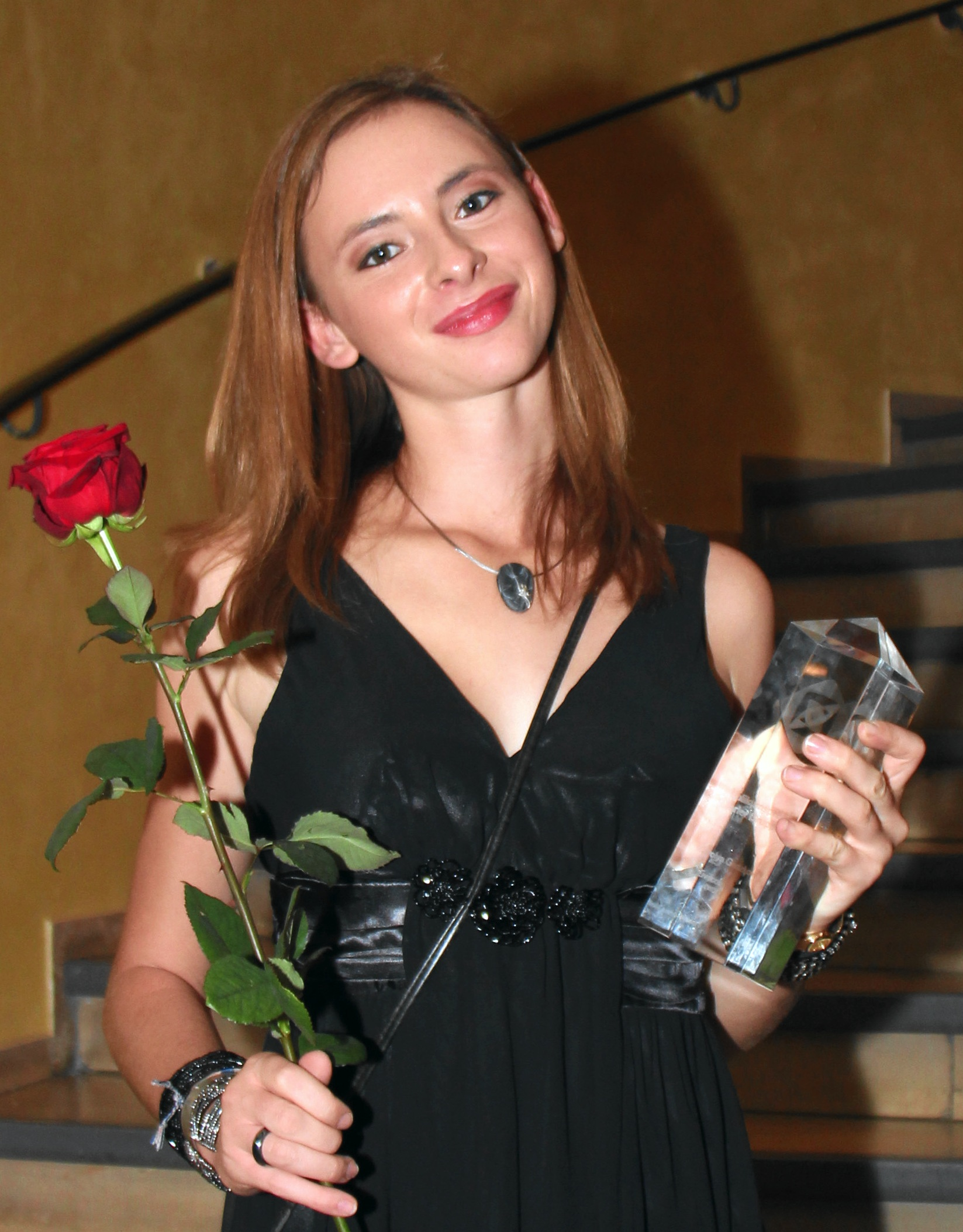
Carolyn Genzkow (* 1992)

- 1985: Robert Adamson, US-amerikanischer Schauspieler
- 1985: Anna Julia Kapfelsperger, deutsche Schauspielerin
- 1986: Nana Asare, ghanaischer Fußballspieler
- 1986: Yoann Gourcuff, französischer Fußballspieler
- 1987: Constantin Zöller, deutscher Hörfunkmoderator
- 1988: Candice Nunes, südafrikanische Schauspielerin
- 1988: Naoki Yamamoto, japanischer Automobilrennfahrer
- 1989: David Henrie, US-amerikanischer Schauspieler
- 1989: Martin Kližan, slowakischer Tennisspieler
- 1990: Daniel Colman, US-amerikanischer Pokerspieler
- 1990: Fabian Holland, deutscher Fußballspieler
- 1990: Caroline Wozniacki, dänische Tennisspielerin
- 1992: Mohamed Elneny, ägyptischer Fußballspieler
- 1992: Carolyn Genzkow, deutsche Schauspielerin
- 1993: Anika Lamade, deutsche Schauspielerin
- 1994: Lucas Ocampos, argentinischer Fußballspieler
- 1996: Philipp Lienhart, österreichischer Fußballspieler
- 1997: Pawel Siwakow, französisch-russischer Radrennfahrer
- 1999: Patrick Nkoa, kamerunischer Fußballspieler
- 2000: Jonathan Burkardt, deutscher Fußballspieler
- 2000: Niko Springer, deutscher Dartspieler

### 21. Jahrhundert

#### 2001–2010
- 2003: Gustav Dahlmann Birch, dänischer Automobilrennfahrer
- 2003: Lenny Martinez, französischer Radrennfahrer

## Gestorben

### Vor dem 18. Jahrhundert

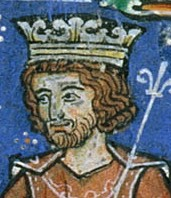
Amalrich I., König von Jerusalem († 1174)
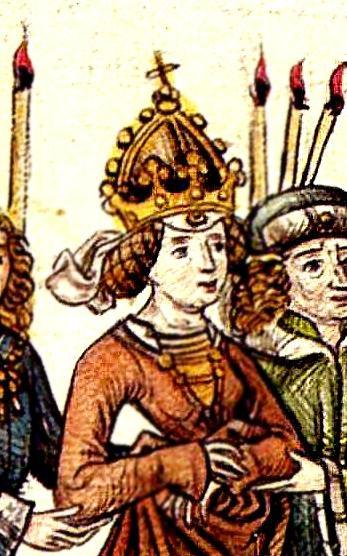
Barbara von Cilli († 1451)
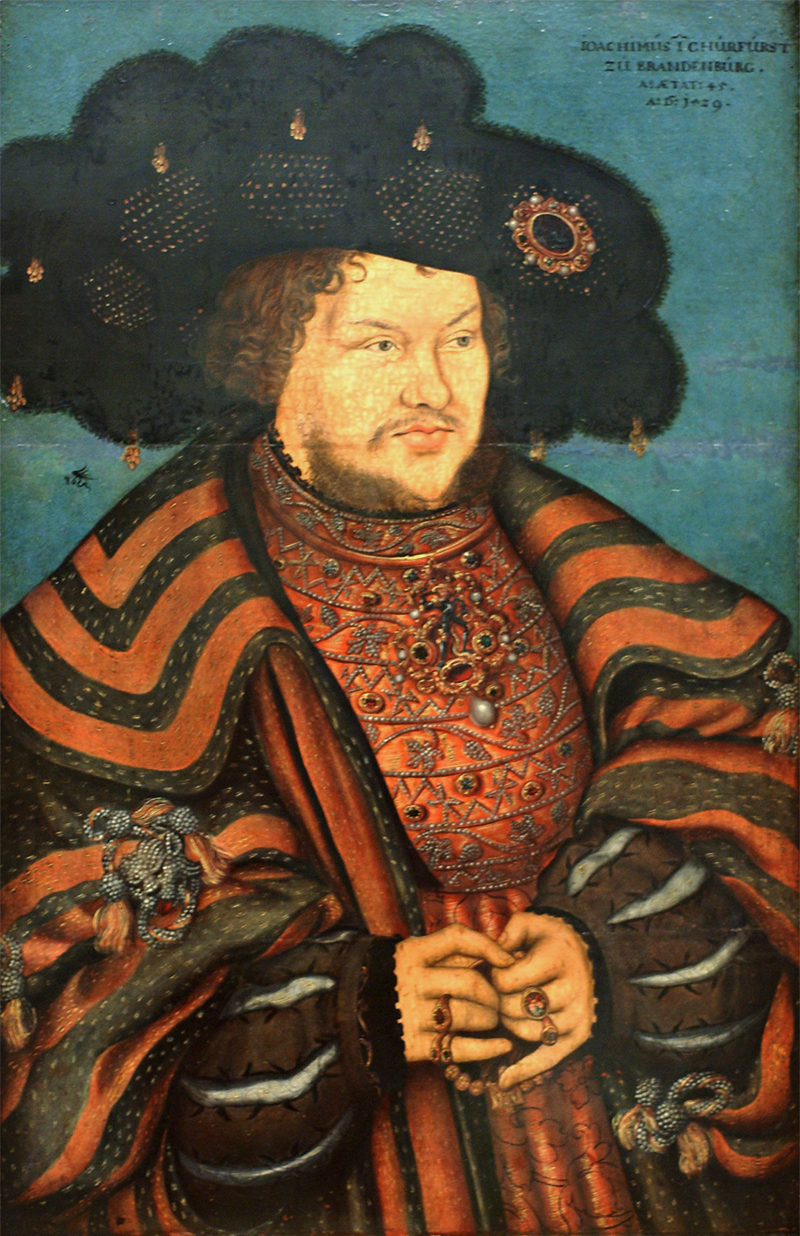
Joachim I. Nestor († 1535)
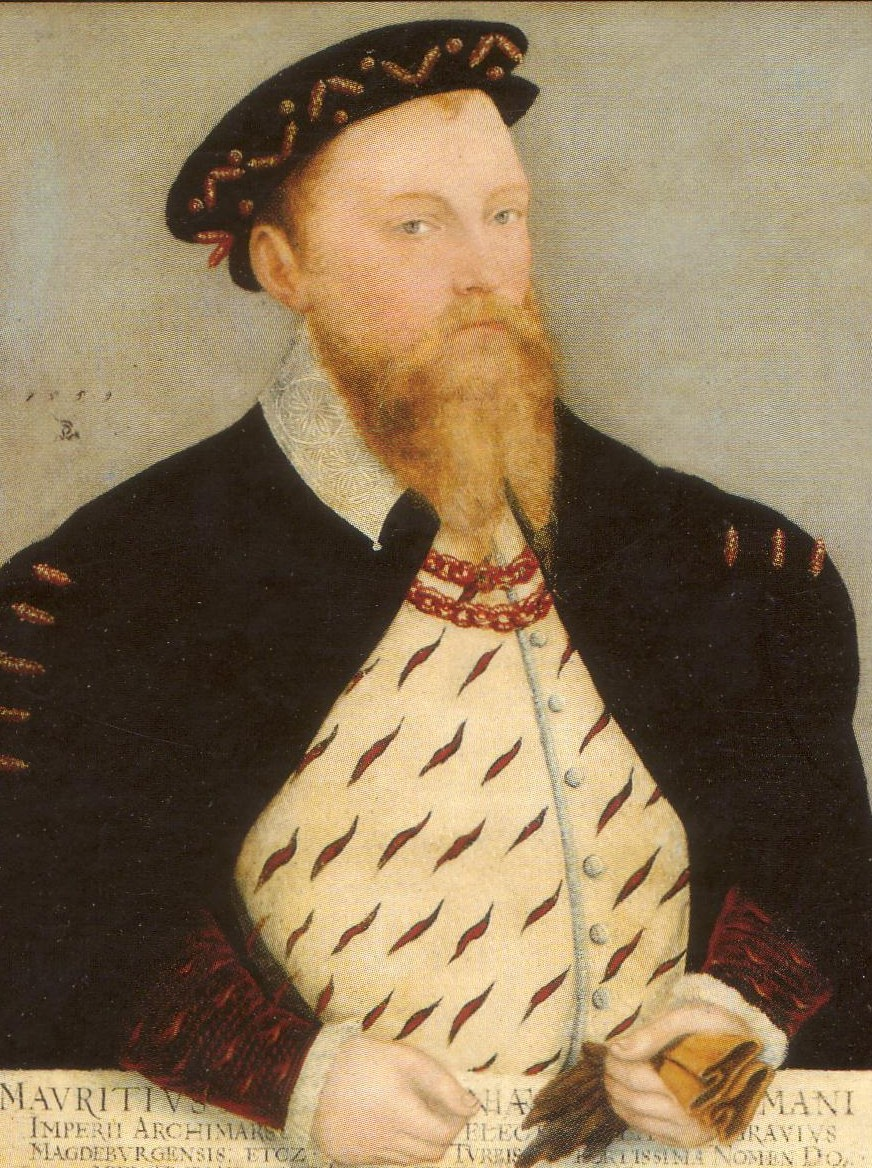
Moritz von Sachsen († 1553)

- 0069: Lucius Vitellius, römischer Politiker
- 0472: Anthemius, weströmischer Kaiser
- 0645: Soga no Emishi, japanischer Staatsmann
- 0969: Olga, Herrscherin der Kiewer Rus
- 1004: Theobald II., Graf von Blois
- 1110: Elias I., Graf von Maine
- 1174: Amalrich I., König von Jerusalem
- 1183: Otto I., Herzog von Bayern
- 1231: Agnes von Beaujeu, Gräfin von Champagne
- 1302: Pierre Flote, französischer Legist
- 1302: Robert II., Graf von Artois und Regent im Königreich Neapel
- 1335: Hermann II. Hummel von Lichtenberg, Bischof von Würzburg
- 1344: Ulrich III., Graf von Württemberg
- 1355: Friedrich I., Markgraf von Randazzo sowie Herzog von Athen und Neopatria
- 1362: Anna von Schweidnitz, römisch-deutsche Königin und Kaiserin
- 1364: Arnold von Vitinghove, Landmeister des Deutschen Ordens in Livland
- 1382: Nikolaus von Oresme, französischer Bischof, Naturwissenschaftler und Philosoph
- 1399: Heinrich VIII., Herzog von Lüben, Liegnitz und Brieg
- 1408: Konrad Vorlauf, Bürgermeister von Wien
- 1419: Stella de’ Tolomei, Geliebte des Markgrafen Niccolò III. d’Este
- 1448: Friedrich IV., Graf zu Moers und zu Saarwerden, Statthalter im Herzogtum Luxemburg und der Grafschaft Chiny
- 1451: Barbara von Cilli, zweite Ehefrau Kaiser Sigismunds, römisch-deutsche, ungarische und böhmische Königin
- 1460: John Talbot, 2. Earl of Shrewsbury, englischer Adeliger
- 1473: Bernhard II. Leoprechtinger, Reichsprälat und Propst des Klosterstifts Berchtesgaden
- 1484: Mino da Fiesole, italienischer Architekt und Bildhauer
- 1509: Wilhelm II., Landgraf von Hessen
- 1512: Hartmann Feierabend, eidgenössischer Geistlicher und Humanist, Begründer der Badischen Stiftsbibliothek
- 1535: Joachim I., Kurfürst von Brandenburg
- 1553: Moritz, Herzog und Kurfürst von Sachsen
- 1576: Simon Musaeus, deutscher evangelischer Theologe und Reformator
- 1581: Peder Skram, dänischer Admiral und Seeheld
- 1593: Giuseppe Arcimboldo, italienischer Maler
- 1614: Maximiliana Maria, Prinzessin von Bayern
- 1624: Bernhard Schwarte, Opfer der Hexenverfolgungen in Lüdinghausen
- 1628: David Origanus, deutscher Arzt, Mathematiker und Astronom
- 1653: Johann Fromhold, brandenburgischer Staatsmann
- 1661: Eitel Friedrich II., Fürst von Hohenzollern-Hechingen und kaiserlicher Feldherr
- 1681: Oliver Plunkett, irischer Geistlicher, Erzbischof von Armagh, Primas von Irland, Märtyrer
- 1686: Michel Anguier, französischer Bildhauer
- 1688: Narai, König von Ayutthaya
- 1690: Friedrich von Schomberg, Marschall von Frankreich, kurbrandenburgischer und englischer General
- 1694: Philipp Christoph von Königsmarck, hannoverscher Offizier und Hofkavalier
- 1699: Caspar Aman, bayrischer Hofkontrollor am kaiserlichen Hof in Wien

### 18. Jahrhundert

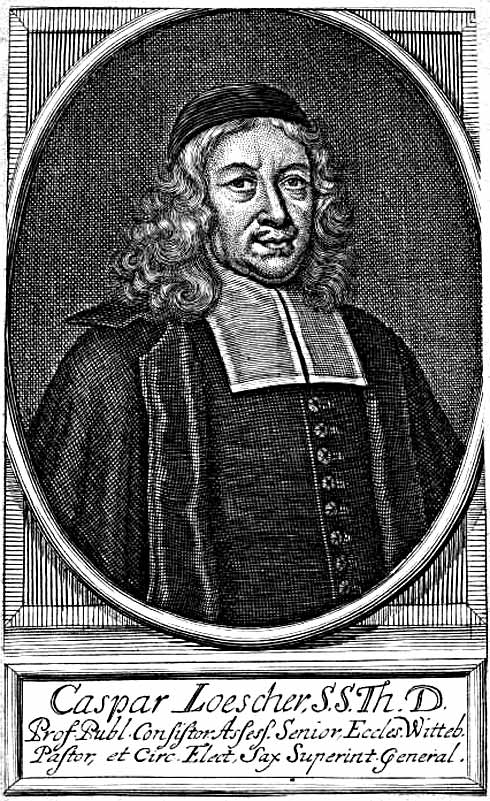
Caspar Löscher († 1718)
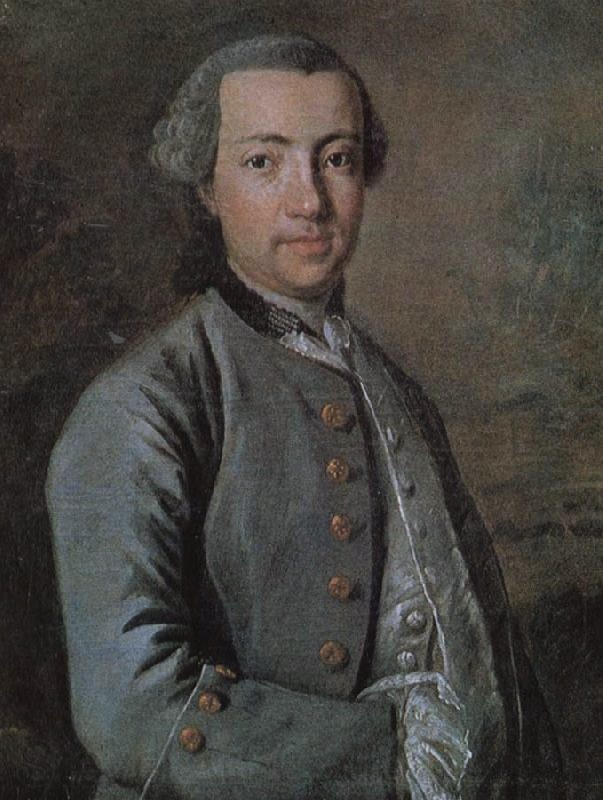
Peter Forsskål († 1763)
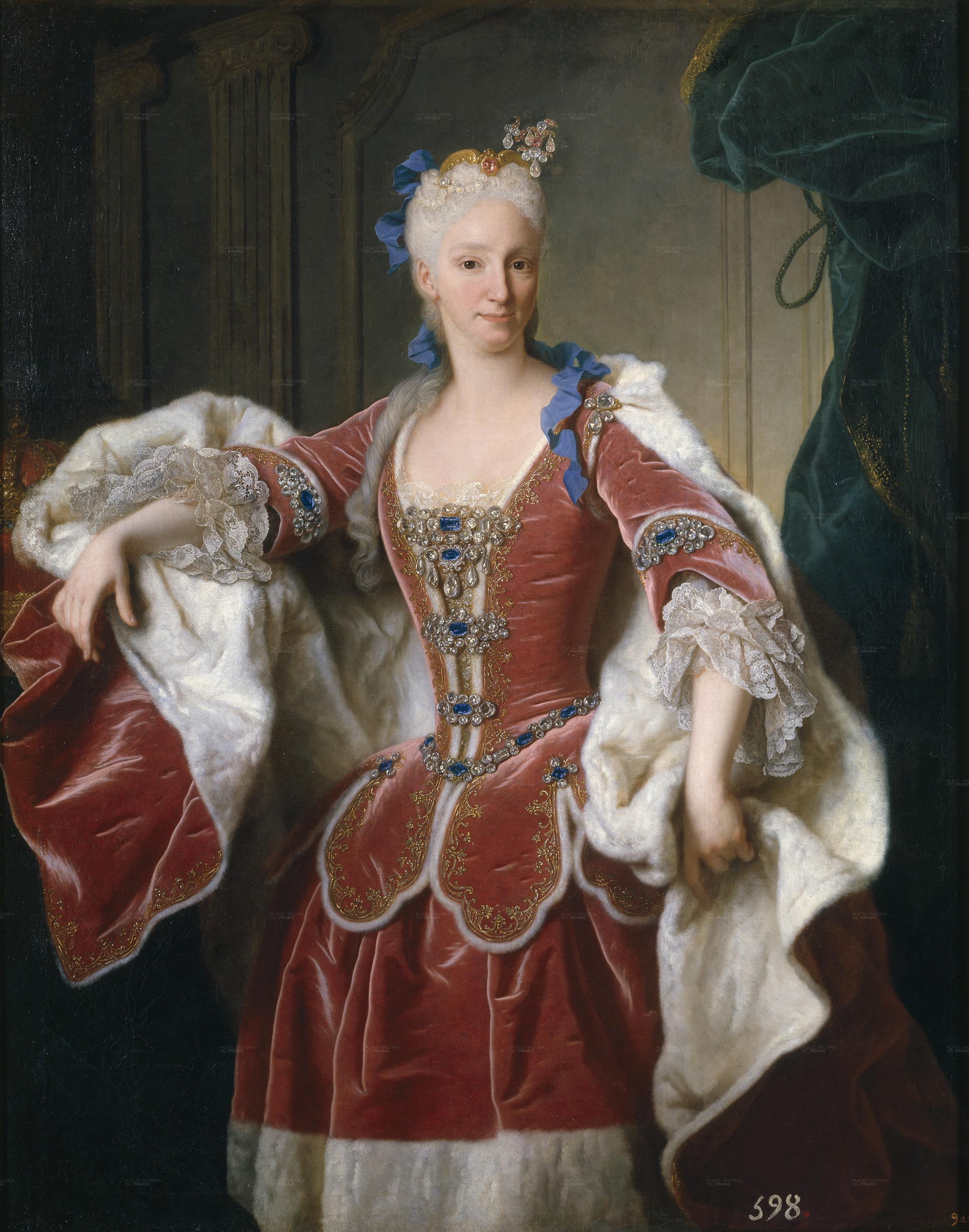
Elisabeth Farnese († 1766)
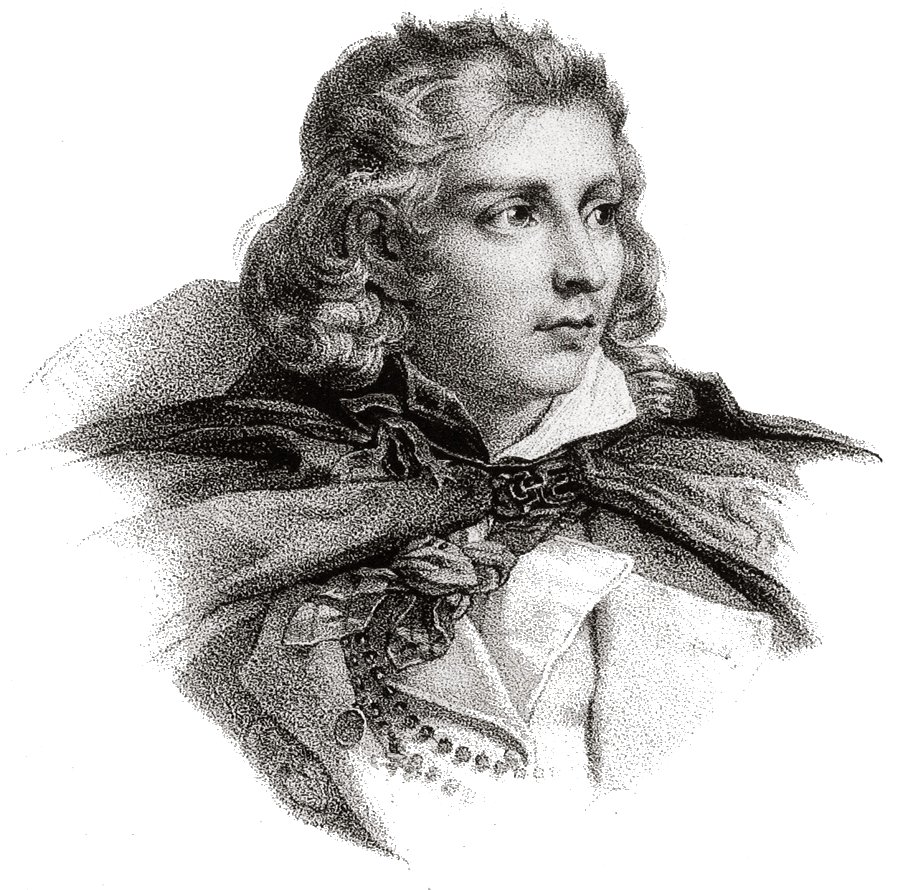
Jacques Cathelineau († 1793)

- 1703: Andreas Hedio, preußischer Philosoph und Bibliothekar
- 1704: Marcus Conrad Dietze, deutscher Architekt und Bildhauer
- 1718: Caspar Löscher, deutscher Theologe
- 1722: Johann Joseph Vilsmayr, österreichischer Violinist und Komponist
- 1724: Delarivier Manley, englische Autorin
- 1732: Theodor Eustach, Pfalzgraf und Herzog von Sulzbach
- 1751: Auguste Dorothea, Prinzessin von Braunschweig-Wolfenbüttel
- 1758: Adam Otto von Viereck, preußischer Staatsminister und Geheimer Etatsrat
- 1763: Peter Forsskål, schwedisch-finnischer Naturkundler und Orientalist
- 1766: Johann Gottfried Biedermann, Genealoge für den fränkischen Raum
- 1766: Elisabetta Farnese, Königin von Spanien
- 1768: José de Nebra, spanischer Komponist
- 1771: Anton Gartner, deutscher Orgelbauer
- 1774: William Johnson, britisch-irischer Händler, Politiker und General
- 1775: Simon Boerum, Delegierter des Staates New York im Kontinentalkongress
- 1778: Joseph Stepling, deutsch-tschechischer Gelehrter
- 1781: Adolf Karl Kunzen, deutscher Komponist
- 1790: Carl Gottlieb Strauß, deutscher evangelischer Geistlicher und Pädagoge
- 1792: Felix Johann Albrecht Mylius, deutscher Jurist
- 1793: Jacques Cathelineau, französischer General der Vendéer

### 19. Jahrhundert

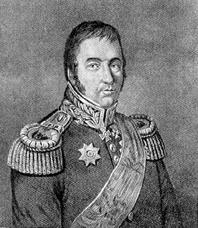
Wassili Golownin († 1831)
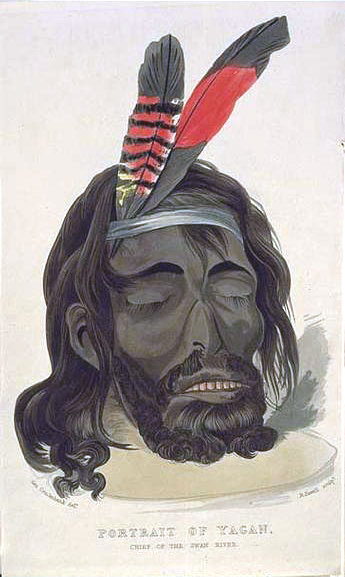
Yagan († 1833)
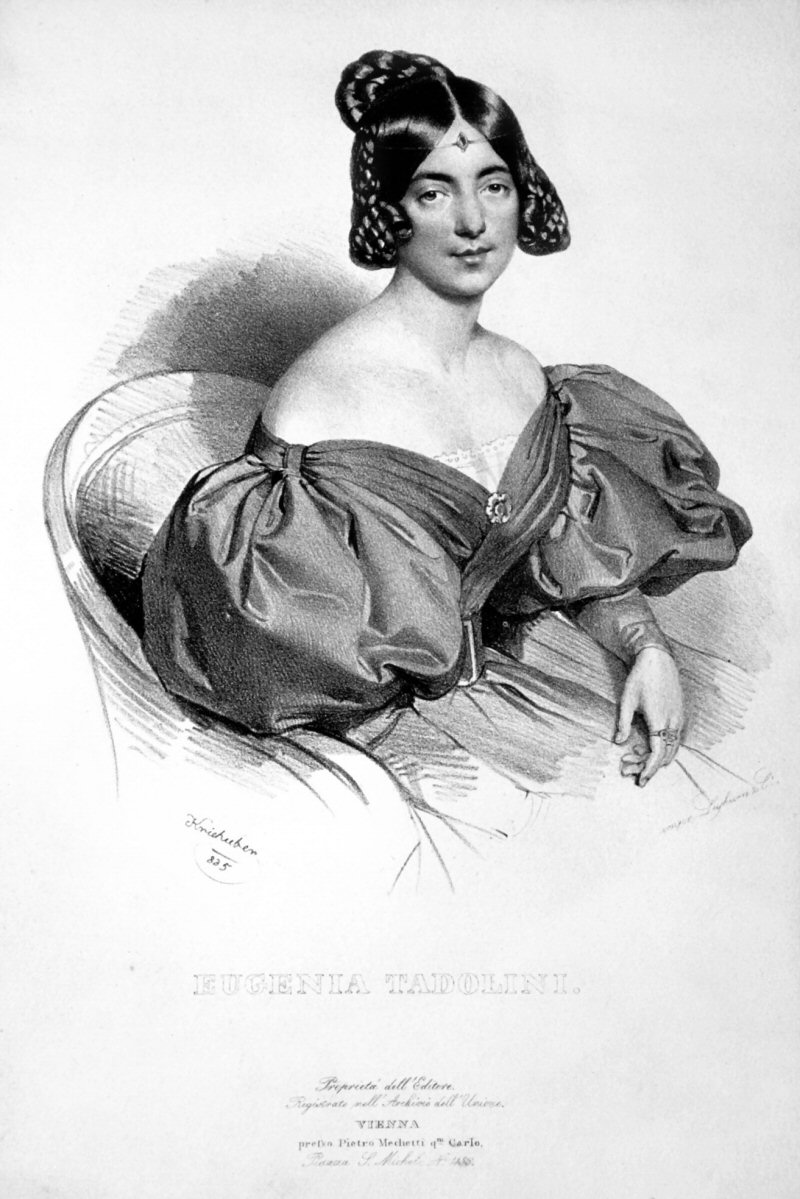
Eugenia Tadolini († 1872)
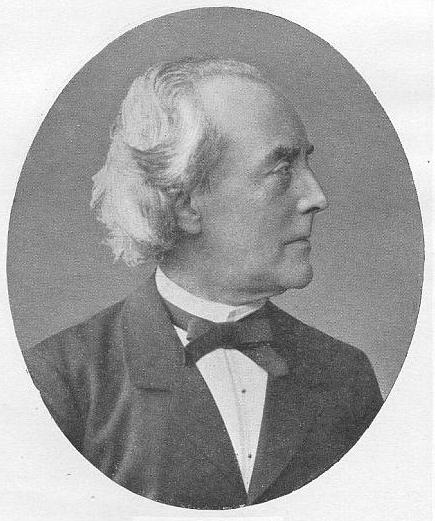
Ernst Curtius († 1896)

- 1806: James Smith, Unterzeichner der Unabhängigkeitserklärung der USA
- 1807: George Atwood, britischer Erfinder und Physiker
- 1815: Hans Jakob Gonzenbach, Schweizer Politiker
- 1820: Frederick Traugott Pursh, deutsch-kanadischer Botaniker und Gärtner
- 1831: Wassili Michailowitsch Golownin, russischer Marineoffizier und Wissenschaftler
- 1833: Yagan, Krieger aus dem Aborigine-Volk der Noongar
- 1835ː Elisabeth von Staegemann, deutsche Schriftstellerin, Malerin und Salonnière in Berlin
- 1844: Jewgeni Abramowitsch Baratynski, russischer Offizier, Schriftsteller und Dichter
- 1845: Johann Wilhelm Meigen, deutscher Entomologe
- 1847: Georg Lankensperger, deutscher Wagenbauer
- 1856: Josef Kajetán Tyl, tschechischer Theaterdramatiker
- 1867: Heinrich LXVII., Fürst Reuß jüngere Linie
- 1872: Eugenia Tadolini, italienische Opernsängerin
- 1879: William Allen, US-amerikanischer Politiker
- 1881ː Elisabeth Jerichau-Baumann, deutsch-dänische Malerin
- 1884ː Louise Dittmar, deutsche Frauenrechtlerin
- 1887: Alfred Jacques Henri Berthoud, Schweizer Kaufmann sowie Plantagenbesitzer und Sklavenhalter
- 1888: Hugo Ernst Heinrich Rühle, deutscher Mediziner
- 1888: Peter Taugwalder, Schweizer Bergführer, Bergsteiger und Erstbesteiger des Matterhorns
- 1889: Bernhard Solger, deutscher Architekt und Baurat
- 1890: Carl Steffeck, deutscher Maler
- 1892: Filippo Pagnamenta, Schweizer Politiker und italienischer Generalmajor
- 1892: Ravachol, französischer Anarchist
- 1896: Ernst Curtius, deutscher Archäologie und Historiker
- 1896: Roddy Owen, britischer Jockey und Offizier

### 20. Jahrhundert

#### 1901–1950

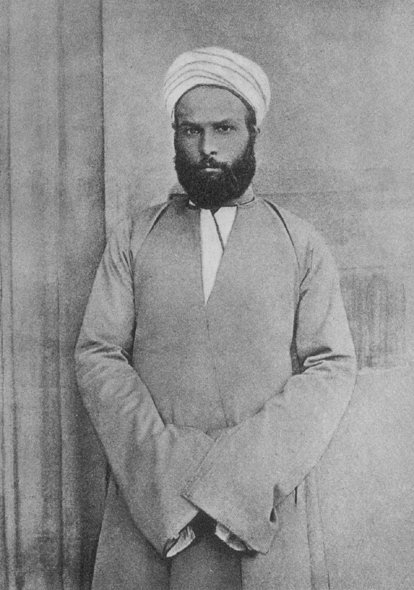
Muhammad Abduh († 1905)
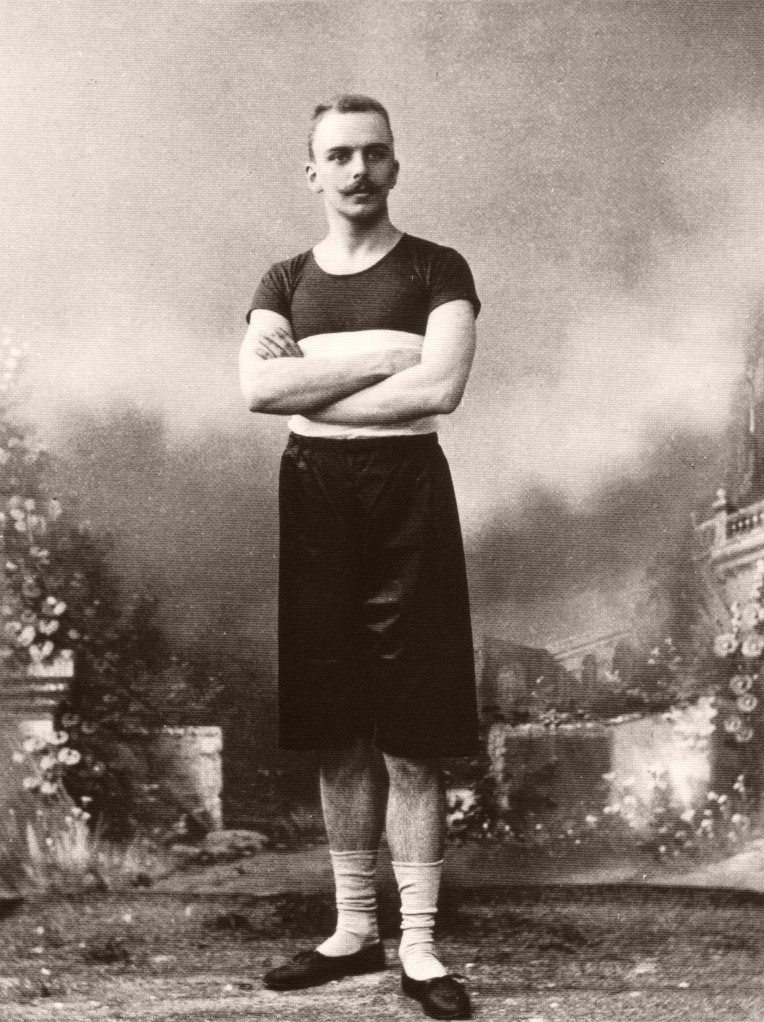
Friedrich Adolf Traun († 1908)
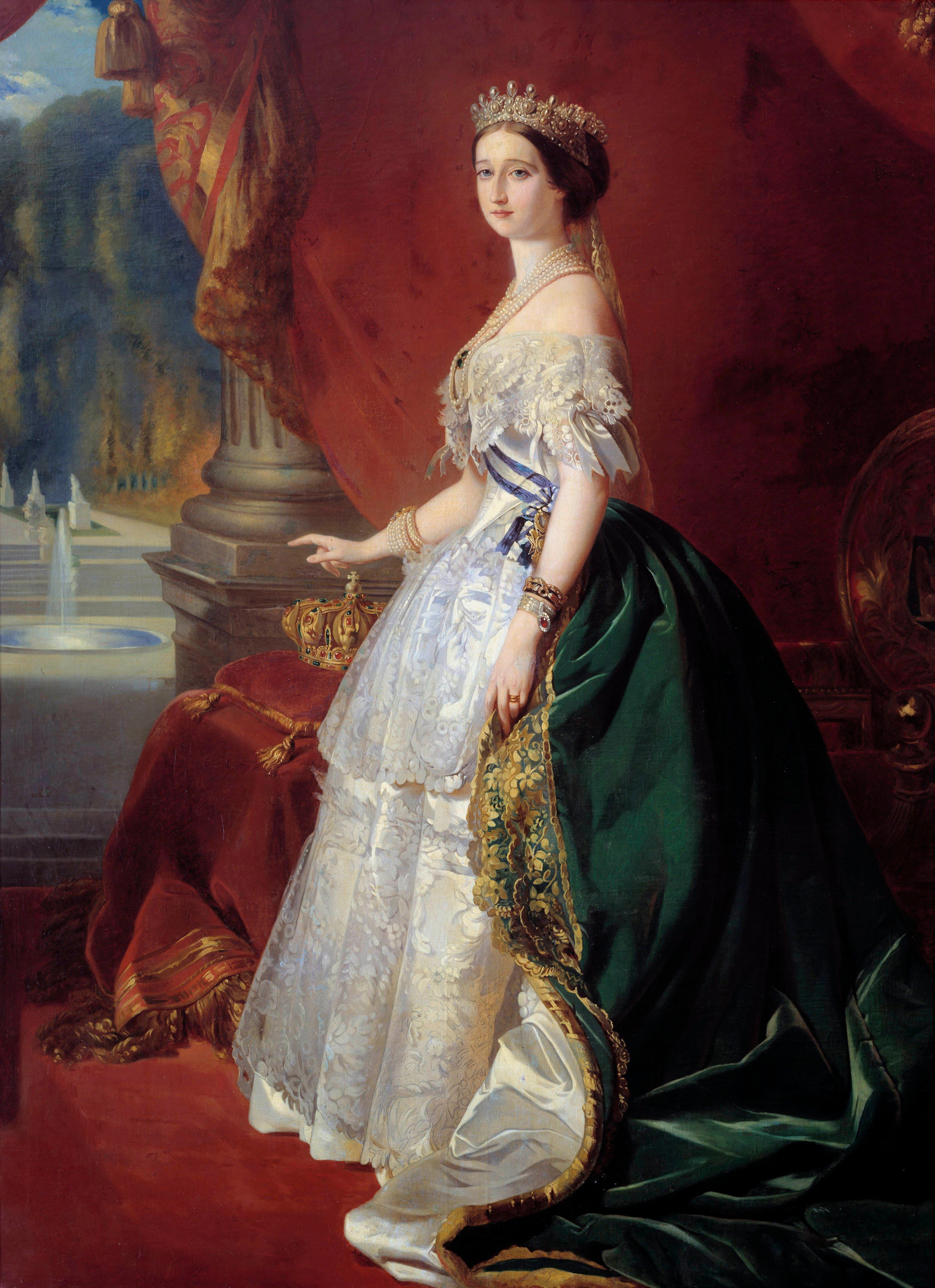
Eugénie, Kaiserin der Franzosen († 1920)
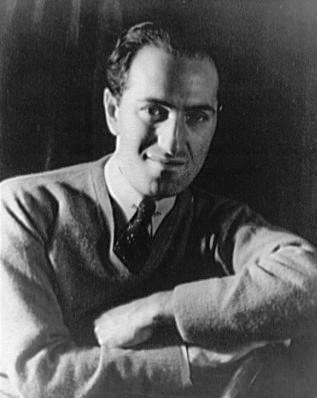
George Gershwin († 1937)

- 1903ː Karoline Bayer, deutsche Krankenschwester und Oberschwester einer Kinderheilanstalt des Deutschen Roten Kreuzes
- 1905: Muhammad Abduh, islamischer Reformer
- 1906: Heinrich Gelzer, Schweizer klassischer Philologe, Althistoriker und Byzantinist
- 1908: Friedrich Adolf Traun, deutscher Student, Olympiasieger
- 1909: Hans Hoffmann, deutscher Schriftsteller
- 1914: Julius Rodenberg, deutscher Journalist und Schriftsteller
- 1920: Eugénie de Montijo, Kaiserin der Franzosen, Ehefrau von Napoleon III.
- 1921: Karl Radinger von Radinghofen, österreichischer Altphilologe und Museumsfachmann
- 1923: Siegmund Auerbach, deutscher Neurologe
- 1925ː Emma Haushofer-Merk, deutsche Schriftstellerin und Frauenrechtlerin
- 1925: Isacco Mariani, italienischer Motorradrennfahrer
- 1927: Ottavio Cagiano de Azevedo, italienischer Geistlicher, Kurienkardinal
- 1930: Andon Zako Çajupi, albanischer Schriftsteller und Übersetzer
- 1934: Julius Schwarz, deutscher Orgelbauer
- 1937: George Gershwin, US-amerikanischer Komponist, Pianist und Dirigent
- 1938: Ynes Mexia, mexikanisch-US-amerikanische Botanikerin und Forschungsreisende
- 1941: Arthur Evans, britischer Archäologe
- 1942: Hans Korseck, deutscher Jazzgitarrist
- 1948: John Franklin Anderson, US-amerikanischer Diskuswerfer
- 1948: Gerhard Kittel, deutscher Theologe
- 1949: Arminio Janner, Schweizer Hochschullehrer und Publizist

#### 1951–2000

Maria Ansorge († 1955)
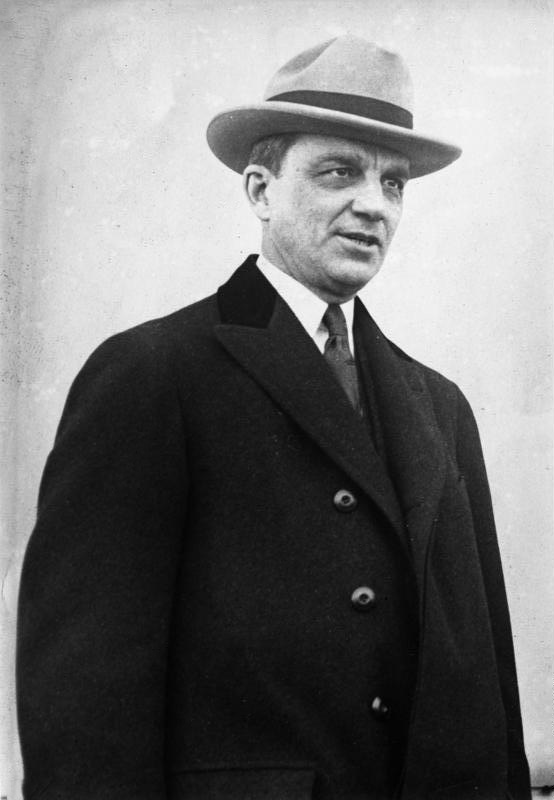
Owen D. Young († 1962)
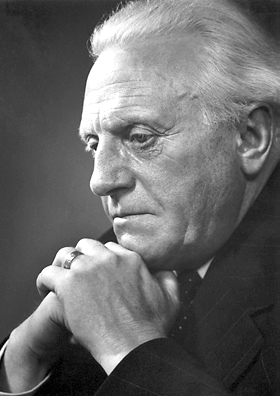
Pär Lagerkvist († 1974)
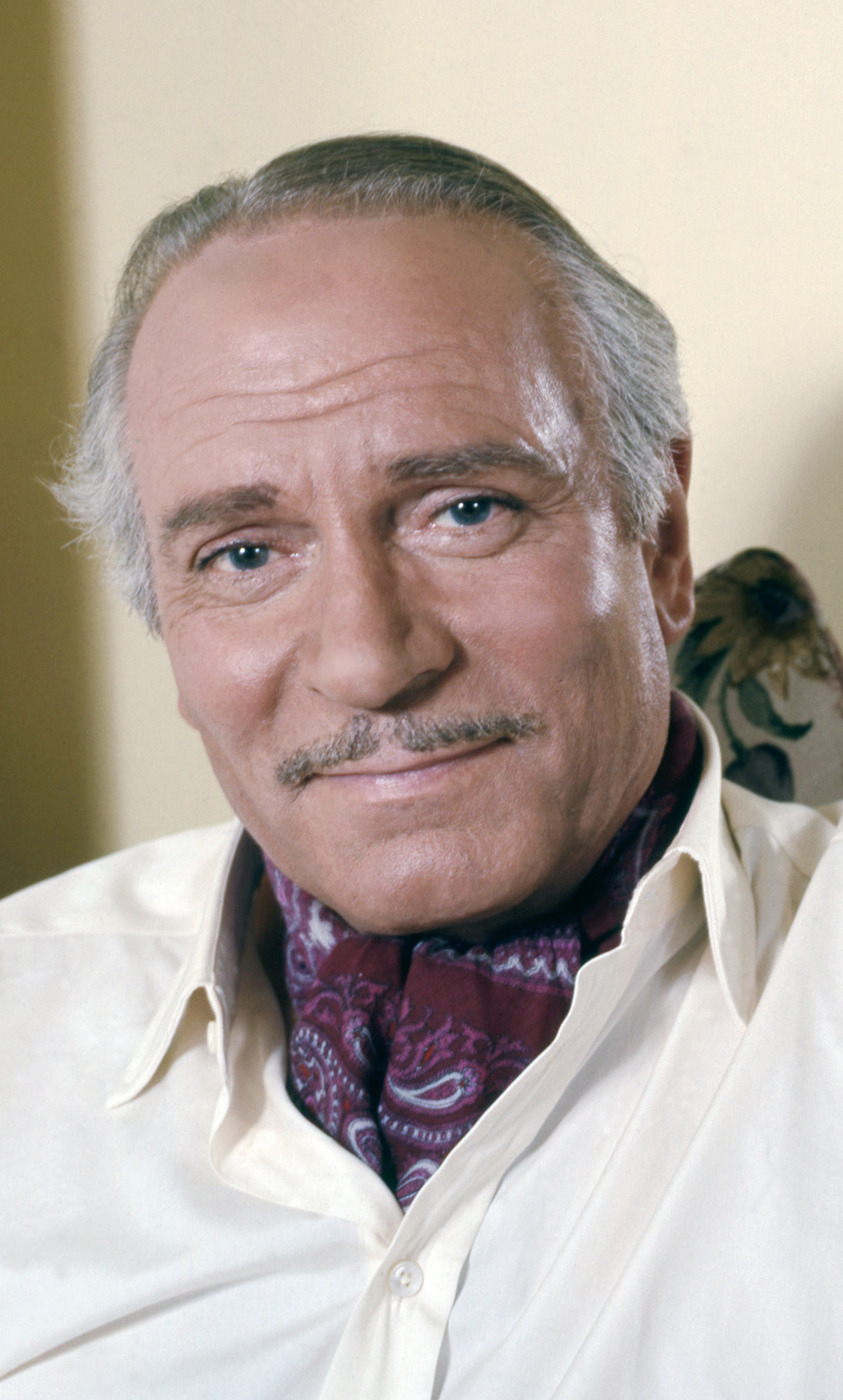
Laurence Olivier († 1989)

- 1955: Maria Ansorge, deutsche Politikerin, MdB
- 1957: Aga Khan III., Oberhaupt der ismailitischen Nizariten
- 1957: Edwin Fasching, österreichischer Theologe
- 1958: Roy Harvey, US-amerikanischer Country-Musiker
- 1960: Lisel Oppel, deutsche Malerin
- 1962: Owen D. Young, US-amerikanischer Industrieller, Geschäftsmann, Anwalt und Diplomat
- 1963: Hermann August Korff, deutscher Literaturhistoriker
- 1965: Ray Collins, US-amerikanischer Schauspieler
- 1971: Pedro Rodríguez, mexikanischer Automobilrennfahrer
- 1972: August Tiedtke, deutscher Karambolagespieler
- 1973: Alfred Amstad, Schweizer Bergsteiger
- 1973: Awerki Borissowitsch Aristow, sowjetischer Politiker und Diplomat
- 1973: Walter Krüger, deutscher General der Panzertruppe
- 1973: Robert Ryan, US-amerikanischer Schauspieler
- 1973: Cesare Zerba, italienischer römisch-katholischer Theologe, Bischof und Kardinal
- 1974: Émile Bourdon, französischer Organist und Komponist
- 1974: Pär Lagerkvist, schwedischer Schriftsteller und Dichter, Nobelpreisträger
- 1975: Kurt Pinthus, deutscher Schriftsteller und Journalist
- 1977: Itzhak Danziger, deutsch-israelischer Bildhauer
- 1977: Petr Kirjutkin, sowjetischer Schauspieler
- 1977: Aloys Ruppel, deutscher Bibliothekar, Archivar und Historiker
- 1977: Sani Souna Sido, nigrischer Offizier und Politiker
- 1979: Walter Arnold, deutscher Bildhauer und Vorsitzender des Verbandes Bildender Künstler der DDR
- 1979: Hermann Zondek, deutscher Arzt
- 1981: August Berlin, deutscher Politiker
- 1983: Ross Macdonald, US-amerikanischer Schriftsteller
- 1983: Arthur Müller, deutscher Motorradrennfahrer
- 1984: Karel Mengelberg, niederländischer Komponist, Dirigent und Musikschriftsteller
- 1985: Herbert Amry, österreichischer Diplomat und Nahost-Experte
- 1987: Christian Anatole, französischer Romanist und Okzitanist
- 1988: Barbara Wootton, britische Soziologin, Wirtschaftswissenschaftlerin und Kriminologin
- 1989: Laurence Olivier, britischer Regisseur, Theater- und Filmschauspieler
- 1990: Ignacio Aguirre, mexikanischer Künstler und Grafiker
- 1993: Mario Bauzá, kubanischer Jazzmusiker
- 1993: Fritz Münch, Schweizer Gewerkschaftsfunktionär
- 1997: Carl Dolmetsch, britischer Blockflötist

### 21. Jahrhundert

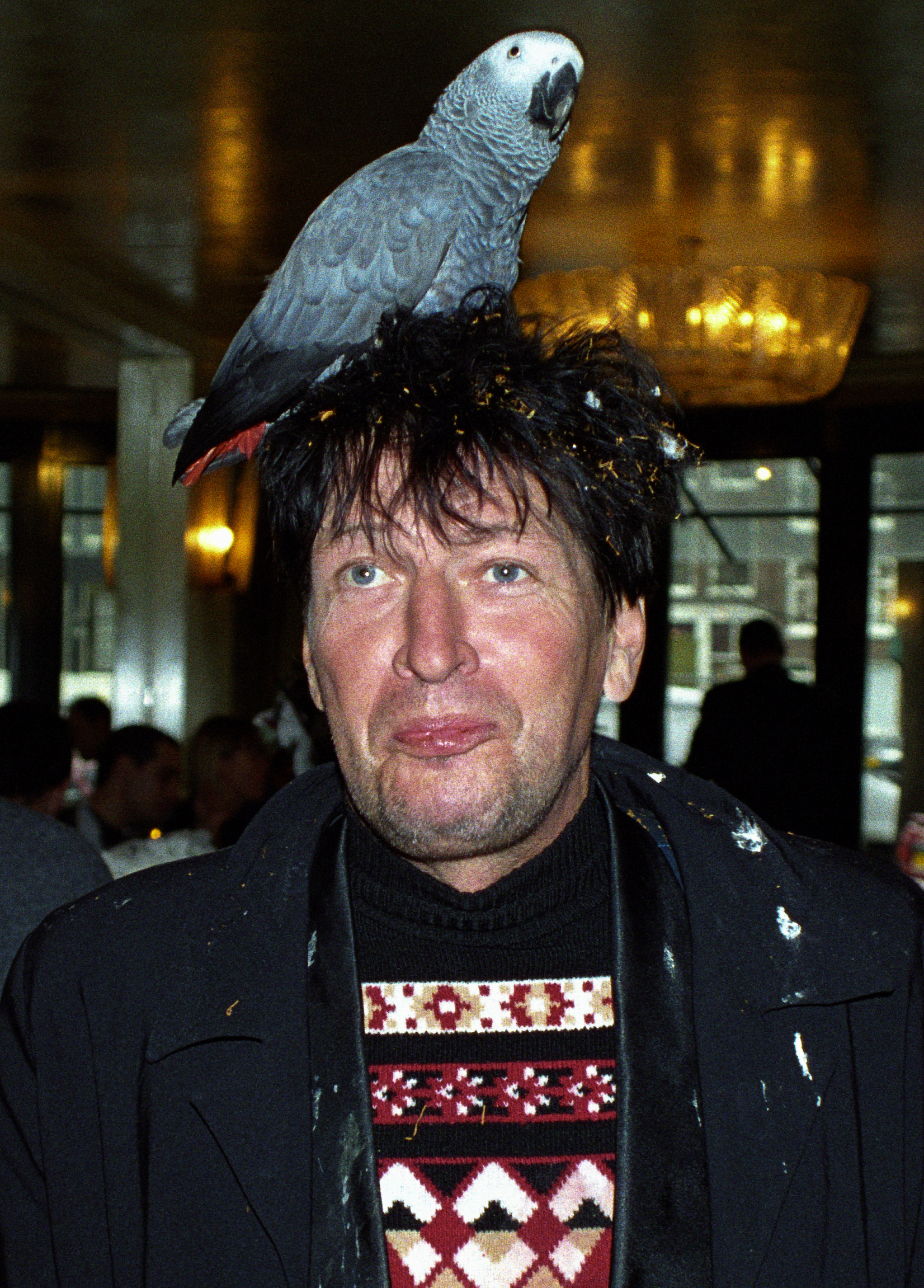
Herman Brood († 2001)
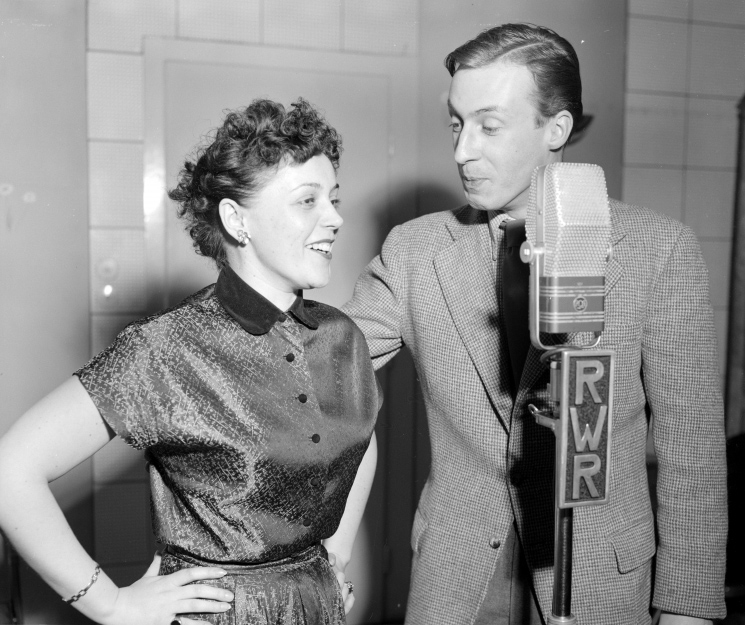
Erni Bieler mit Peter Alexander († 2002)
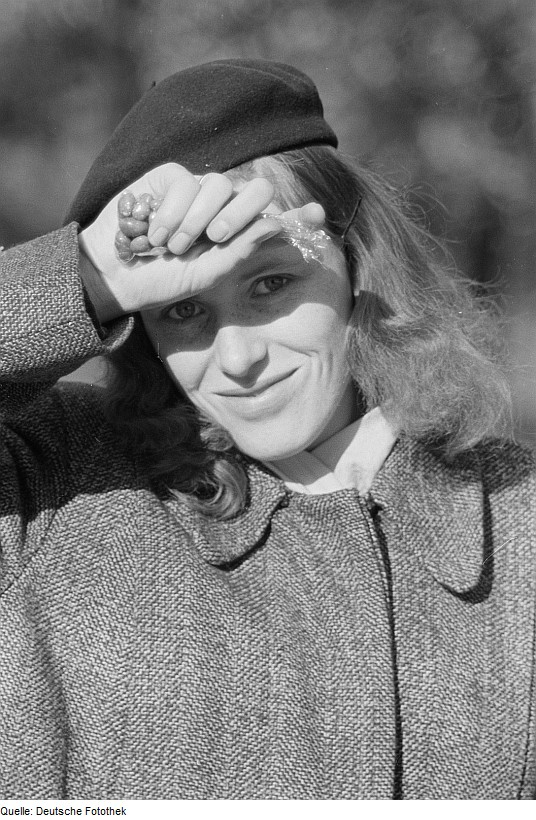
Renate Rössing ( 2005)
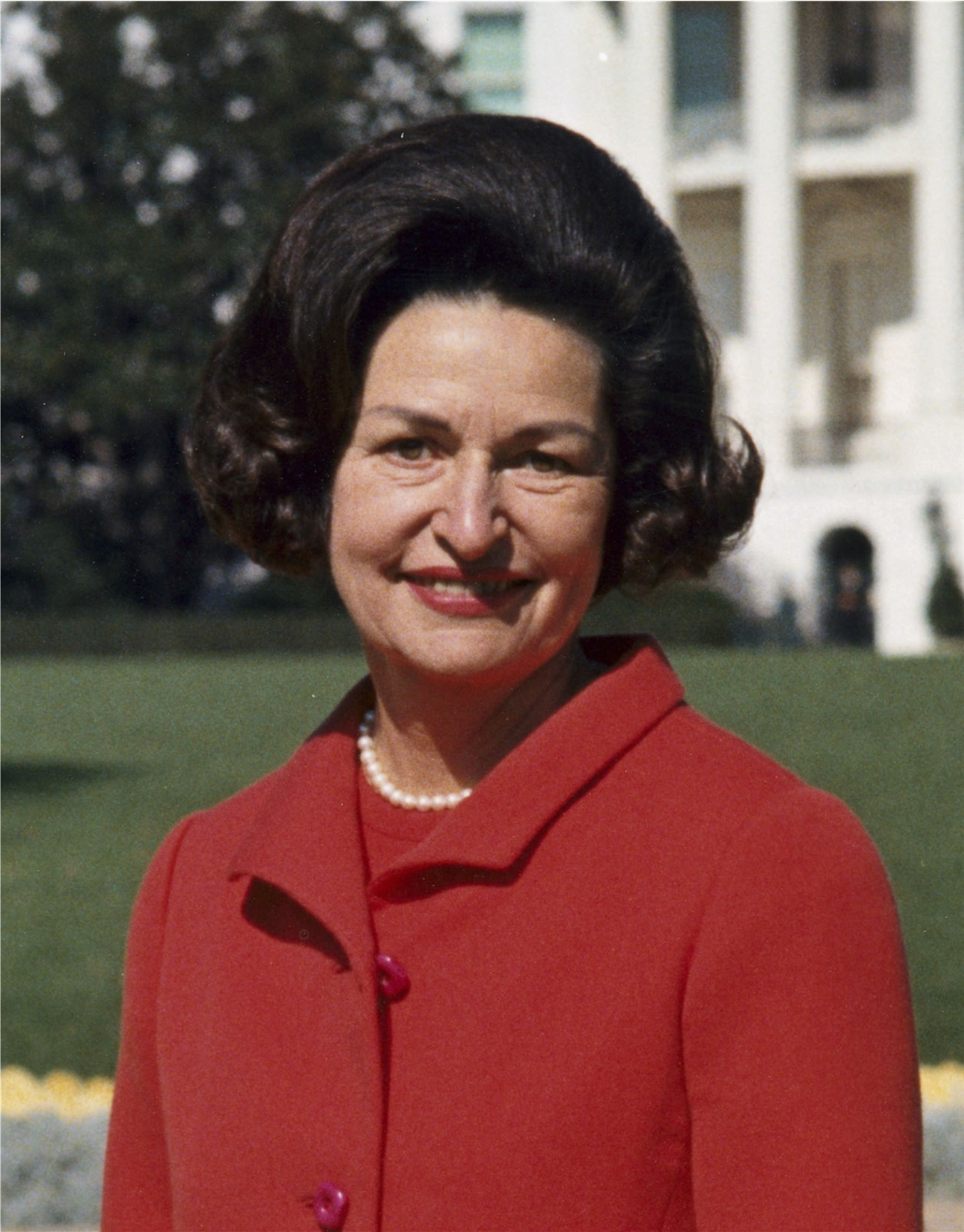
Lady Bird Johnson († 2007)

- 2001: Herman Brood, holländischer Maler und Musiker
- 2002: Erni Bieler, österreichische Jazz- und Schlagersängerin
- 2002: Rosco Gordon, US-amerikanischer Blues-Musiker
- 2003: Ken Whyld, britischer Schachpublizist und Schachhistoriker
- 2004: Lothar Baier, deutscher Schriftsteller, freier Publizist und Übersetzer
- 2004: Laurance Rockefeller, US-amerikanischer Milliardär
- 2004: Renée Saint-Cyr, französische Schauspielerin
- 2005: Renate Rössing, deutsche Fotografin
- 2006ː Ruth Schönthal, jüdische, deutsch-US-amerikanische Komponistin, Pianistin, Hochschullehrerin und NS-Vertriebene
- 2007: Nana Gualdi, deutsche Schlagersängerin und Theaterschauspielerin
- 2007: Lady Bird Johnson, US-amerikanische Unternehmerin, Ehefrau von Lyndon B. Johnson
- 2007: Leon Zelman, polnisch-österreichischer Publizist, Gründer und Leiter des Jewish Welcome Service Vienna
- 2008: Michael Ellis DeBakey, US-amerikanischer Mediziner, Herzchirurg
- 2008: Olga Knoblach-Wolff, deutsche Malerin, Grafikerin und Schriftstellerin
- 2008: Anatoli Ignatjewitsch Pristawkin, russischer Schriftsteller
- 2009: Ji Xianlin, chinesischer Linguist, Paläograph, Indologe und Historiker
- 2011: Hans-Georg Arlt, deutscher Violinist
- 2011: Michael Charles Evans, britischer römisch-katholischer Theologe und Bischof von East Anglia
- 2011: Norbert Tadeusz, deutscher Künstler, gegenständlicher Maler, Schüler von Joseph Beuys
- 2012: Andreas Angerstorfer, deutscher Theologe und Judaist
- 2012: Gerhard Mammen, deutscher Ökonom, Professor und Präsident der Hochschule Ansbach
- 2012: Irmgard Wirth, deutsche Kunsthistorikerin

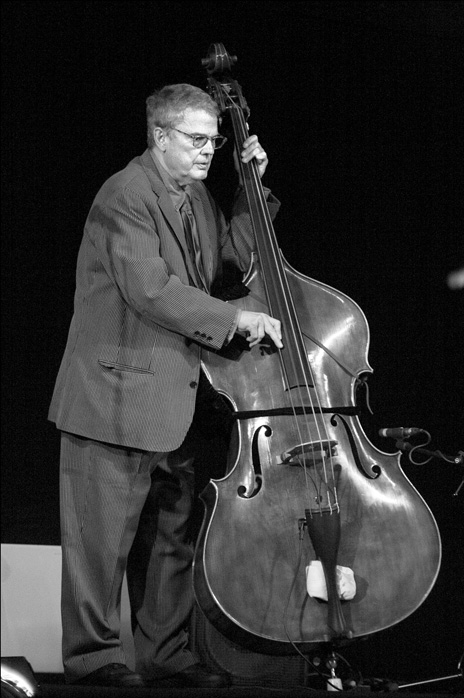
Charlie Haden († 2014)
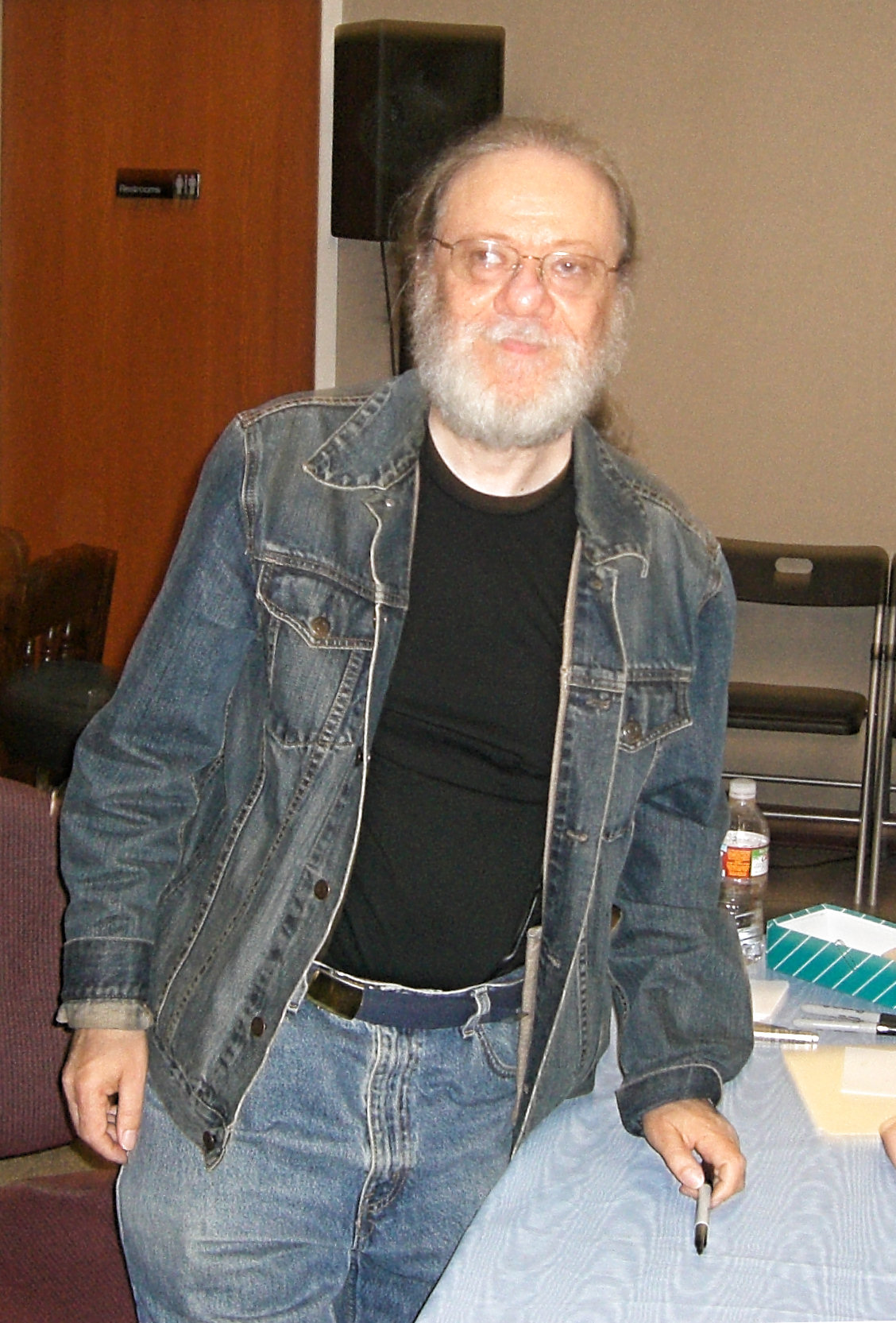
Tommy Ramone († 2014)
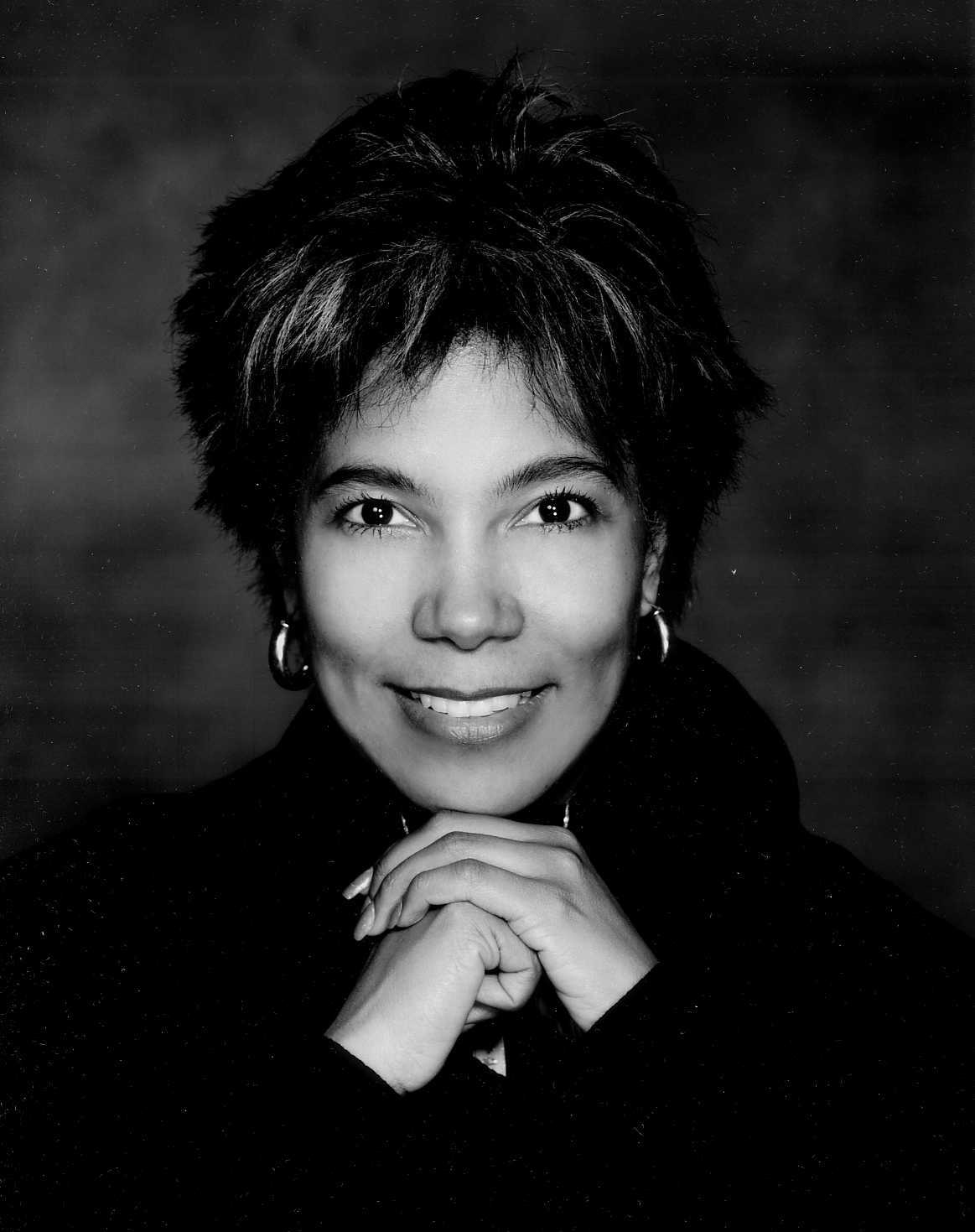
Claudia Alexander († 2015)
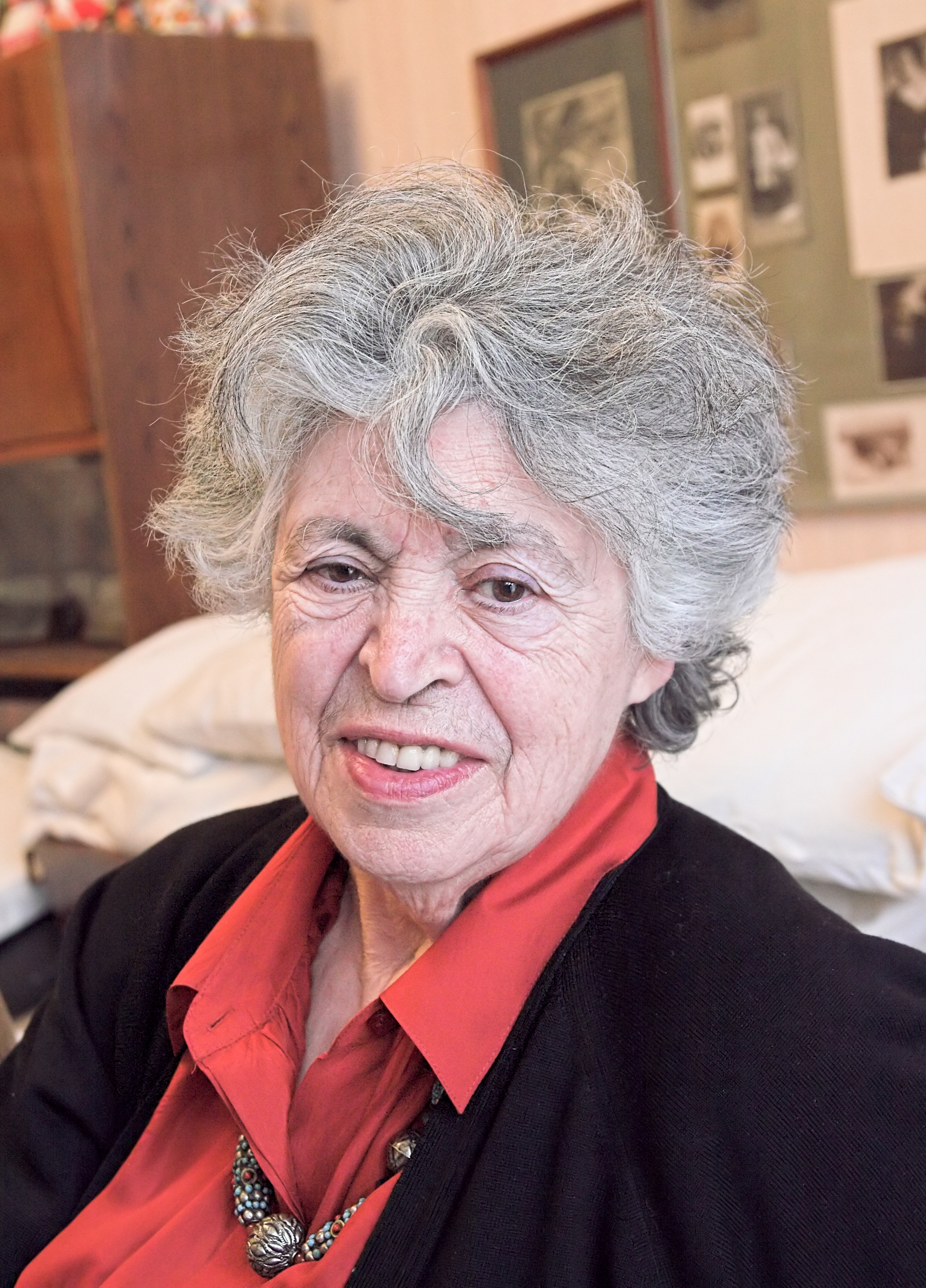
Nina Michailowna Demurowa († 2021)

- 2013: Egbert Brieskorn, deutscher Mathematiker
- 2013: Sébastien Grall, französischer Regisseur
- 2014: Dragoş Nosievici, rumänischer Basketballtrainer und -spieler
- 2014: Charlie Haden, US-amerikanischer Jazzmusiker
- 2014: Tommy Ramone, US-amerikanischer Musiker ungarischer Herkunft
- 2015: Claudia Alexander, kanadisch-amerikanische Physikerin und Projektleiterin der Galileomission
- 2015: Giacomo Biffi, italienischer Kardinal
- 2015: Satoru Iwata, japanischer Manager
- 2015: André Leysen, belgischer Geschäftsmann und Wirtschaftsmanager
- 2016: Peter Fröhlich, österreichischer Schauspieler
- 2016: Lore Rhomberg, österreichische Künstlerin
- 2016: Jana Thiel, deutsche Sportmoderatorin und -journalistin
- 2017: Tadeusz Jaworski, polnischer Filmregisseur
- 2017: Karl Ernst Laage, deutscher Literaturwissenschaftler und Biograf
- 2018: Christian Locker, österreichischer Schriftsteller und Maler
- 2018: Franz Uhle-Wettler, deutscher Generalleutnant und Militärhistoriker
- 2019: Dengir Mir Mehmet Fırat, türkischer Politiker
- 2019: Wolfgang Weiß, deutscher Anglist
- 2020: Lim Boo Liat, malaysischer Zoologe und Parasitologe
- 2020: Gabriella Tucci, italienische Opernsängerin
- 2021: Nina Michailowna Demurowa, sowjetisch-russische Literaturwissenschaftlerin, Anglistin, Übersetzerin und Hochschullehrerin
- 2022: Shirley Cotton, australische Leichtathletin
- 2022: Natalja Dontschenko, sowjetische Eisschnellläuferin
- 2022: Johannes Willms, deutscher Historiker und Kulturpublizist
- 2023: Horst Fuchs, deutscher Teleshopping-Moderator
- 2024: Heinrich Fürst zu Fürstenberg, deutscher Unternehmer
- 2024: Willi Koslowski, deutscher Fußballspieler
- 2025: Martin Cruz Smith, US-amerikanischer Schriftsteller

## Feier- und Gedenktage
- Kirchliche Gedenktage
  - Hl. Benedikt von Nursia, römischer Ordensgründer, gilt als der Begründer des christlichen Mönchtums im Westen, Schutzpatron von Europa (evangelisch, anglikanisch, römisch-katholisch)
  - Renée de France, französische Förderin der Reformation (evangelisch)

- Namenstage
  - Benedikt, Olga, Oliver

- Gedenktage internationaler Organisationen
  - Internationaler Weltbevölkerungstag (UNO)

Weitere Einträge enthält die Liste von Gedenk- und Aktionstagen.